# الجريمة والعقاب
الجريمة والعقاب (الروسية: Преступление и наказание) هي رواية اجتماعية نفسية واجتماعية فلسفية ضمن أدب الجريمة من تأليف الروائي الروسي فيودور دوستويفيسكي. نُشرت الرواية لأول مرة في المجلة الأدبية الرسول الروسي عام 1866 على شكل سلسلة أدبية بحلقات متسلسلة على 12 شهرًا بعد سنة، نُشرِت طبعة منفصلة ومحسنة الهيكل عن إصدارات المجلة الأدبية ضمت اختصارات وتغييرات أسلوبية أدرجها المؤلف ضمن إصدار الكتاب. تعد الرواية ثاني روايات دوستويفيسكي طولا بعد عودته من منفاه في سيبيريا وأفضل رواياته خلال فترة نضجه الأدبي، كما تصنف واحدةً من أعظم الأعمال الأدبية في التاريخ.
فكرة الرواية الرئيسية هو المقال الذي كتبه بطل الرواية عن الفرق بين الأشخاص «العاديين» وغير «العاديين». تبدأ القصة بشخصية روديون راسكولينكوف الشاب المولد والطالب الجامعي السابق، القابع في العوز، والذي تسول له نفسه تحت تأثير وضعيته وصراعه الداخلي المتقلب قتل المرابية العجوز إيفانوفنا وسرقة أموالها بهدف التحرر من قيود الفقر الذي يكبله وأسرته، لكنه وبمجرد ارتكابه للجريمة، يدخل في صراع ومعاناة نفسية تفكك مبرراته الأولية تباعا وتدخله في متاهات عقلية وجسدية يحاول من خلالها المؤلف ربط الظروف الإجتماعية التي قد تدفع الشخص لارتكاب الجرائم بالحسابات المعقدة التي تتماهى داخل فلسفة العقل البشري. كانت خصوصية تطور الشخصية الرئيسية بشكل جذري على مدار روايات دوستويفسكي انفتاحا على الحداثة الأدبية وقطيعة عميقة مع التقاليد الأدبية السابقة التي تفضل وحدة وتماسك الشخصيات.
أدى نشر «الجريمة والعقاب» إلى انشقاق في المجتمع الأدبي الروسي، انقسمت على إثرها أراء النقاد أمثال ديمتري بيساريف ونيكولاي ستراخوف ونيكولاي أخشاروموف. في المقابل ساهم نجاح الرواية عالميا إلى ترجمتها في ثمانينيات القرن التاسع عشر إلى عدة لغات منها الفرنسية والألمانية والسويدية والإنجليزية والبولندية والمجرية والإيطالية والدنماركية والنرويجية والفنلندية حيث كان للرواية تأثير كبير على الحركة الأدبية العالمية، فظهرت سلسة روايات نفسية عرفت روايات كومبانيون (بالإنجليزية: Companion Novels) استمرت في تطوير مواضيع دوستويفسكي. إضافة للأثر الأدبي الكبير، بضم مضمون الرواية على علم النفس وباحثيه مثل سيغموند فرويد الذي شكلّت أعمال ديستوفسكي عموماً والجريمة والعقاب خصوصاً مرجعا أساسياً لمُقاربة مرض الصرع. ظهرت العروض الأولى للرواية في ثمانينيات القرن التاسع عشر حيث كان أول إنتاج مسرحي في روسيا عام 1899، فيما عرضت وصورت أول نسخة مسرحية أجنبية في العاصمة الفرنسية باريس عام 1888، ليتوالى عرضها على مر العصور في مختلف الفنون المرئية والمسموعة عبر العالم حيث أضحت الرواية من كلاسيكيات السينما والأدب.

## الخلفية

### الرحلة من الفكرة إلى التجسيد
بدأت فكرة العمل حول مفهوم «الشخصية القوية» غير الخائفة من الندم والأحكام البشرية، نضجت هذه الفكرة خلال عمل ديستوفسكي في الأشغال الشاقة وقد بعث رسالة إلى شقيقه في عام 1859 قال له فيها أنّه «يخطط للبدء في رواية في المستقبل القريب». تشكلت معالم الرواية الرئيسية عندما كان ديستوفسكي في حالة حزن شديدة وانهيار ذاتي وكان ملازماً لسريره أغلب الأوقات، وقد اتضح للكاتب أن الانتقال من الفكرة إلى التنفيذ أطول مما توقع خاصةً في بناء خصائص ذلك الشخص الذي «يستطيع أن يقود نفسه إلى ما لا نهاية»، في بداية الأمر أعطى الكاتب بطل الرواية خصائص من قصته ملاحظات من بيت الموتى.
في صيف عام 1865 كان ديستوفسكي يعاني من وضعٍ ماليٍ صعب فلجأ إلى ناشر مجلة ملاحظات محلية أندريه كريفسكي وطلب أن يُقرضه مبلغاً قدره 3000 روبل مقابل رواية السكران (الروسية: Пьяненькие) التي سيكتبها والتي حددت مخططاً لقصّة مرتبطة بـ «صور الحياة» للعائلة مارميلادوف، وقد أرسل دوستويفسكي اقتراحًا مشابهاً إلى فالنتين كورش محرر مجلة سانت بيتربورغسكي فيدمستي ووعد الناشرين بتقديم المخطوطة النهائية للرواية في موعد أقصاه أكتوبر من نفس السنة لكن طلب ديستوفسكي جاء بالرفض من الجهتين. نتيجةً لذلك لجأ ديستوفسكي للناشر فيودور ستيلوفسكي وأعطاه جميع حقوق نشر أعماله المجموعة في ثلاث مجلدات ليحصل على المبلغ المطلوب إضافةً لحصول ستيلوفسكي على وعد من فيودور ميخائيلوفيتش ديستوفسكي يقضي بأن يكتب له رواية جديدة في مدّة أقصاها شهر نوفمبر من العام 1866 ستسمى لاحقاً بـالمقامر.

أتاح هذا الاتفاق لديستوفسكي تسديد ديونه والذهاب إلى الخارج، وهناك زادت أوضاع ديستوفسكي المالية سوءًا، حيث خسر الأموال وبعض أغراضه الشخصية خلال خمسة أيام عندما كان يتردد على الكازينوهات في فيسبادن وقد وجه رسالة إلى أبولينيرا سوسلوفا في أغسطس من العام 1865 كتب فيها عن حرمانه من وجبات الطعام وباقي الخدمات التي يقدمها الفندق: 
إنهم لا يقومون بتنظيف ملابسي حتّى ولا يأتون إلى غرفتي أو يردوا على حديثي معهم.
 في هذا الجو، بدون مال ولا طعام وحتّى ضوء، بدأ ديستويفسكي بالعمل على رواية «الجريمة والعقاب»، وحسب الناقد ليونيد غروسمان، فإن الأفكار التي احتاجت أوقاتا طويلة للنضج اكتملت في وضع الإنهيار المالي، حيث قدمت للكاتب مزيجاً جديداً وأوضحت له فكرة التكوين الإجرامي.
اقترح دوستويفسكي في سبتمبر من العام 1865 على محرر مجلة الرسول الروسي ميخائيل كاتكوف أن ينشر عمله الجديد في صفحات من أعداد المجلة قائلاً إن العمل الذي بدأه كان «سرداً نفسياً لجريمة واحدة»:

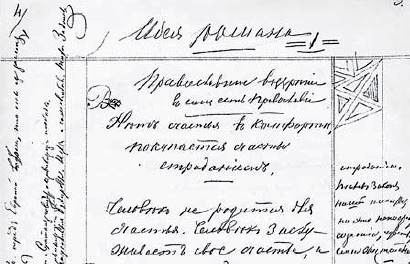
صفحة من مفكرة ديستوفسكي تحتوي على فكرة الجريمة والعقاب

النص حديث كتبته هذا العام يحكي قصة شاب مطرود من الجامعة يُقرر قتل امرأة عجوز تُقدم المال مقابل فائدة. إضافة إلى ذلك فإن قصتي تحتوي إضاءة على فكرة أن العقوبة القانونية المفروضة على جريمة ما هي أقل تخويفاً بالنسبة للمجرم مما يعتقده رجال القانون، لأنّه هو نفسه يطلبها أخلاقياً.

أرسل كاتكوف 300 روبل إلى ديستوفسكي في فيسبادن لكن الأموال وصلت متأخرة حيث كان ديتسوفسكي قد عاد إلى روسيا ويتابع العمل على «الجريمة والعقاب» في سانت بطرسبورغ. في شهر نوفمبر 1865 لم يقتنع ديستوفسكي بعمله في أحد المسودات فقام بحرقها وأعاد العمل من جديد، وبعد شهر قدم لكاتكوف أول سبع أوراق في الرواية إضافة إلى إرساله العمل «للنشرة الروسية» على أجزاء. كتب في إحدى رسائله: 
أنا جالس في العمل مثل المحكوم عليه، طوال الشتاء لم أذهب إلى أي مكان، لم أر أي شخص أو أي شيء، ذهبت إلى المسرح مرة واحدة فقط، وسأبقى هكذا حتى نهاية الرواية - إذا لم يضعوني في دائرة الديون.

### قصة الإبداع
من خلال مسودات ديستوفسكي يُمكن ملاحظة مرور «الجريمة والعقاب» بثلاث مراحل إبداعية رئيسية، بدأ العمل في غرفة الفندق في فيسبادن بصورة اعتراف رجل بارتكاب جريمة. كان السرد بضمير المتكلم «أنا في محاكمة وسأقول كل شيء، أنا أكتب لنفسي وأُريد من الآخرين أن يقرؤوا أيضا.»
خضع العمل لعدّة تغيرات في الفكرة وضُمّنت أجزاء من الرواية غير المكتملة «السكران» في المخطوطة. وفي هذه المرحلة جُمع بين قصتين مختلفتين -المحكوم عليه وعائلة مارميلادوف- وأيضا لم تنلْ رضا فيودور ميخائيلوفيتش مما جعله ينتقل إلى الإصدار الثالث والأخير من الجريمة والعقاب، وقد كتب ملاحظة لنفسه: «أنا أتكلم بنفسي ولا أتكلم عنه، من الضروري الافتراض أن المؤلف مخلوق كلي العلم ولا يخطئ».
لم يكن للشخصية الرئيسية في الرواية لقب واضح في الإصدار الأول للعمل، وقد أُطلق عليه فاسيلي وفاسيوك بناءً على اقتراح صديق ديستوفسكي رازرزميخين. سُميَّ المحقق في جريمة القتل باسم بورفيري ستيبانوفيتش، ثم تغير اسمه ليصبح بورفيري فيليبيفيتش سيميونوف. أيضا من بين الشخصيات كانت الابنة الصغيرة ليزافيتا سياسيا التي تربطها علاقة حميمة بالمجرم أمّا سونيا فقد ظهرت في وقت لاحق في ملاحظات منفصلة، كانت البطلتان جنبًا إلى جنب، ولكن بعد ذلك استبعدت سياسيا من الرواية. كان سفيدريجيلوف (المسمى في البداية أريستوف) في المسودة الأولى لدفاتر الملاحظات شخصية عرضية أبلغ البطل بأنه يعرف اسم المجرم.
ربّما استوحى ديستوفسكي فكرة «الجريمة والعقاب» من خلال محاكمة جيراسيم تشيستوف البالغ من العمر سبعةً وعشرين عاماً وهو ممثل لعائلة تجارية كبيرة قام بقتل إمرأتين كبيرتين في السن باستخدام فأس في يناير من العام 1865 ثم أخذ المال والأشياء الثمينة وخرج من المنزل.
بدأت محاكمة تشيستوف في أغسطس من نفس العام وكان ديستوفسكي على دراية بالتفاصيل الكاملة لمحضر التحقيق. وفقاً لليونيد غروسمان «يمكن لمواد هذه العملية أن تعطي دفعة لخياله الفني في المرحلة الأولى» من العمل في الرواية.

وصول فيودور ميخائيلوفيتش للإجابة عن سؤال: لماذا قام راسكولينكوف بقتل العجوز؟؛ كان وصولاً شائكاً وقد كتب رسالة لكاتكوف عللّ فيها أفعال البطل «بالحساب البسيط» حيث قرر البطل قتل امرأة عجوز صماء وغبية من أجل إتاحة فرصة للأشخاص اللذين يعانون من اضطهادها وقد كان البطل واحداً منهم مع أُمه وأخته. في النسخة الثانية أيضاً كان هناك شيء من الصفات الخاصة بالشخصية: 
أستولي على السلطة، وأكتسب القوة سواء كانت عن طريق المال أو القوة، وليس من أجل الشر. بل لأجلب السعادة لنفسي
 وفي النسخة النهائية عُبِّر عن فكرة نابليون التي يمتلكها راسكولينكوف والمتمثلة بتقسيم البشرية إلى «مخلوقات خائفة» و«أسياد».

## الكتابة
توصل دوستويفسكي إلى فكرة الجريمة والعقاب في صيف عام 1865. كان في هذا الوقت مديناً بمبالغ ماليّة كبيرة للدائنين وكان يحاول مساعدة عائلة أخيه ميكائيل الذي مات في بداية عام 1864. عرض دوستويفسكي قصته على الناشر ميكائيل كاتكوف والذي كانت مجلته الشهرية الرسول الروسي مجلة ذات قيمة كما كانت بداية ظهور ليو تولستوي وإيفان تورجينيف. إلا أن دوستويفسكي كان قد خاض مناقشة مؤلمة مع كاتكوف في أوائل 1860، لذا فقد فضل عدم نشر أي شئ في صفحاتها. إلا أنه وكما أجبره الموقف حيث لم تتلق روايته القبول في أي مكان آخر، اتجه دوستويفسكي إلى كاتكوف كملاذ أخير. في خطاب إلى كاتكوف كتبه في سبتمبر من عام 1865، شرح دوستويفسكي أن العمل سيكون حول شاب يخضع إلى أفكار غريبة معينة غير منتهية إلا أنها لا تزال تحوم في الأجواء، لذا فقد قرر خوض خطته لاستكشاف المخاطر الأخلاقية والنفسية لأيدولوجية «التطرف». في الخطابات المكتوبة في نوفمبر من عام 1865 حدث تغير مفهومي هام وهو أن «القصة» أصبحت «رواية» ومن هذه اللحظة فصاعداً سيُشار إليها بأنها رواية الجريمة والعقاب.
كان على دوستويفسكي أن يسابق الزمن لينهي من المقامر والجريمة والعقاب في الوقت المحدد. كانت أنا سنيتكينا عوناً كبيراً له في مهمته الصعبة، والتي كانت كاتبة بالخط المجموع وستُصبح لاحقاً زوجته الثانية. نُشر الجزء الأول من الجريمة والعقاب في يناير 1866 في الرسول الروسي، ونُشر الجزء الثاني في ديسمبر 1866.
في الإصدار الكامل لأعمال دوستويفسكي والمنشور في الإتحاد السوفيتي، قام المحررون بإعادة تجميع وطباعة الدفتر الذي احتفظ به الكاتب طوال فترة كتابته للجريمة والعقاب. بسبب هذه الأعمال، هناك حاليا كتابات متقطعة من القصة بالإضافة إلى إصدارين آخرين للنص. عُرفت هذه الإصدارات بإصدار فيسبادن وإصدار بيتسبيرج والخطة الأخيرة. يركز إصدار فيسبادن بشكل كامل على ردات الفعل الأخلاقية والنفسية للراوي بعد القتل لذا فهو يتشابه تماما مع القصة التي وصفها دوستويفسكي في خطابه إلى كاتكوف.

## النشر
في بداية المراسلات مع مجلة الرسول الروسي والمؤلفين العاملين بها؛ كان ديستوفسكي في حيرة وغير مدرك جيداً للطريقة التي يجب أن يتعامل بها معهم، بعد تلقي كاتكوف للمخطوط الأولي للجريمة والعقاب في سبتمبر من العام 1865 أرسل دفعة مقدمة إلى ديستوفسكي في فيسبادن مقدارها 300 روبل؛ وبعد ثلاث أشهر أرسل ديستوفسكي العمل كاملاً لكن لم يكن هناك أي رد فعل من المجلة واستمر الصمت لعدّة أسابيع لم يعرف الكاتب خلالها مصير عمله مما دفعه بعد فترة لإرسال رسالة إلى كاتكوف طلب فيها بعض التفاصيل على الأقل عن مصير الرواية: 
إذا لم تعجبك الرواية أو غيرت رأيك لنشرها، فأرسلها إلي مرة أخرى. أنت شخص لا غنى عنه ميخائيل نيكيفوروفيتش، ولديك شعور إنساني... أطلب منك بكل إخلاص الإجابة على هذه الرسالة بسرعة ووضوح حتّى أتمكن من معرفة موقفي والقيام بشيء ما.

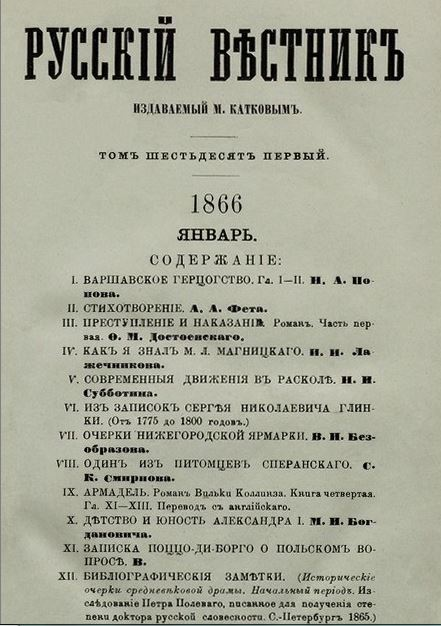
العدد الأول مجلة "النشرة الروسية عام 1866

في يناير من العام 1866 تلقى ديستوفسكي أخيراً رداً من المجلة دوّن فيه المحررون الاعتذارات لأنهم تركوه في حيرةِ من أمرهِ لفترةٍ طويلة وذكرو له أن بداية "الجريمة والعقاب قد تمّت طباعتُها بالفعل لتُنشر في العدد الأول من المجلة، لاحقاً علِم ديستوفسكي أن العرض الذي أتى من موظفي المجلة كان خلاصاً حقيقياً لهم وقد كتب في إحدى رسائله: 
لم يكن لديهم أي نصوص إبداعية هذا العام، تورغينيف لم يكتب أي شيء وهم مختلفون مع تولستوي وأنا جئتُ لإنقاذهم ورغم ذلك كانوا يتعاملون معي بحذر شديد وكأنّهم مُسيّسين.

لاحقاً تبين أن التعاون مفيد جداً للطرفيين فقد دفع كاتكوف الضرائب لمدّة عان كامل وتجنب ديستوفسكي من الوقوع في الديون التي قد تقضي به للعيش في سجن الديون. زاد توزيع مجلة «الرسول الروسي» بسبب «الجريمة والعقاب» بشكل ملحوظ. لم يكن اهتمام القُراء بالرواية مرتبط فقط بالمؤامرة الإجرامية والمكائد الملتوية ولكن أيضاً بمصادفة غير عادية بين الأحداث الحقيقية والنص الروائي.

في نفس الشهر أي يناير من العام 1866 وقبل وقت قصير من نشر "المجلة الروسية" أُبلغت شرطة موسكو عن جريمة ارتكبها طالب جامعي حيث قتل مُرابي يدعى بابفا وخادمة تُدعى "نوردمان" بعد أن دخل إلى المنزل بشكل مُفاجئ من خلال باب مفتوح. بعد الجريمة أعاد المراقبون والنقاد الصحفيين قراءة "الجريمة والعقاب وحاولوا مقاربة التفاصيل مع بعضها، وفعلا وفي ذاك الوقت، كتبت صحيفة راسيسكي اينفالد(الروسية: Русский инвалид)
إذا قارنت الرواية بهذه الحادثة الحقيقية فإن مرض بطل الرواية "راسكولينكوف" سيكون أكثر إثارة للانتباه.

## الحبكة

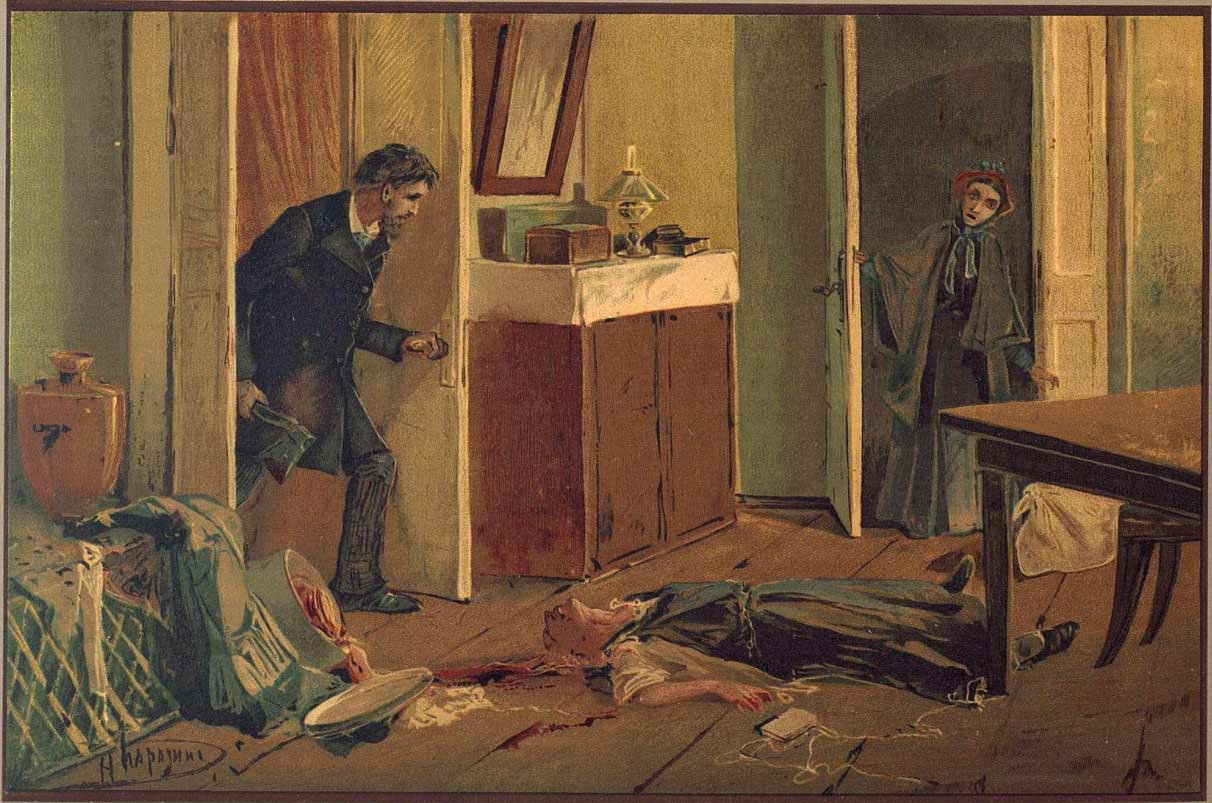
تصور نيكولاي كارازين للجريمة والعقاب

روديون رومانوفيتش راسكولنكوف هو طالب حقوق سابق يعيش في فقر شديد في حجرة صغيرة بالإيجار في سانت بطرسبرغ. تخلى راسكولنكوف عن كل محاولاته في إعالة نفسه ورسم خطة لقتل وسرقة المرابية العجوز إيلينا إيفانوفنا. أثناء التفكير في خطته، تعرف على سيميون زاخاروفيتش مارميلادوف وهو سكير قام بتبديد ثروة عائلته الصغيرة. يخبره مارميلادوف عن ابنته المراهقة سونيا والتي قررت أن تصبح عاهرة لتعول العائلة. يتلقى راسكولنكوف رسالة من والدته تتحدث فيها عن قدومهم لزيارته في سانت بطرسبرغ وتشرح مشكلة أخته دونيا والتي تعمل مدبرة منزل ورئيس العمل سئ النية. للهرب من موقفها الصعب وأملا في مساعدة أخيها، اختارت دونيا الزواج من عاشق غني. غضب راسكولنيكوف بشدة داخليًا من تضحيتها حيث شعر بأنها فعلت مثل ما كانت سونيا مجبرة أن تفعله.
بعد الكثير من التأني، تسلل راسكولنكوف إلى شقة أليونا إيفانوفنا حيث قتلها بفأس كما قتل أيضًا أختها نصف الشقيقة ليزافيتا والتي كانت شاهدة على مسرح الجريمة مصادفة. لصدمته من فعلته، لم يستطع سرقة سوى حفنة من الأشياء وحقيبة صغيرة تاركا الكثير من ثروة المرابية كما هي. يهرب راسكولنكوف بعد ذلك وبسبب تسلل من الأحداث يستطيع الهرب دون أن يراه أحد.
بعد جريمة القتل غير المتقنة، أصيب راسكولنكوف بحالة حمى وبدأ القلق بشدة حيال القتل. خبأ راسكولنكوف الأشياء المسروقة والحقيبة تحت صخرة وحاول بيأس أن ينظف ملابسه من الدماء أو من أي أدلة ثم أصيب بالحمى لاحقا في هذا اليوم بعد أن اتصل بصديقه القديم رازوميخين. مع قدوم وذهاب الحمى في الأيام التالية تصرف رازوميخين كما لو كان يريد خيانته حيث أظهر ردود أفعال غريبة لأي ذكر لقتل المرابية والذي أصبح حدثا في المدينة وانتشر الحديث عنه. في هذيانه أخذ راسكولنكوف يمشي في شوارع سانت بيترسبيرج حيث جذب الانتباه إليه أكثر وأكثروعن علاقته بالجريمة. في أحد مرات مشيه في المدينة التقى بمارميلادوف الذي ضربته حافلة على نحو قاتل. أسرع راسكولنكوف لمساعدته ونجح في نقله إلى شقة عائلته حيث يموت مارميلادوف بين أيدي ابنته سونيا وهو يطلب منها أن تسامحه. يعطي راسكولنكوف آخر عشرين روبل معه (من المال الذي أرسلته له والدته) إلى زوجة مارميلادوف المصابة بالسل كاترينا إيفانوفنا قائلا أن هذا رد لدين صديقه.
في الوقت نفسه تصل والدة راسكولنكوف بلخريا ألكسندروفا وأخته أفدوتيا رومانوفنا (دونيا) إلى المدينة. كانت دونيا تعمل مدبرة منزل حتى هذه اللحظة لكنها أجبرت لكونها كبيرة العائلة على الزواج من إيفانوفتش. كان إيفانوفيتش رجلا متزوجا ثريا لكنه كان منجذبا إلى جمال جسد دونيا وإلى صفاتها الأنثوية وعرض على دونيا الثراء والهروب معها. بخزي، هربت دونيا وخسرت مصدر دخلها فقط لتقابل بيوتر بيتروفيتش وهو رجل ذو دخل محدود. كان بيتروفيتش قد تقدم للزواج من دونيا وبالتالي سيؤمن لها ولعائلتها أمانا ماديا بشرط أن تقبله سريعا وبدون أسئلة. ولهذه الأسباب قدما إلى سانت بيترسبيرج لمقابلة بيتروفيتش وللحصول على موافقة راسكولنكوف. إلا أن بيتروفيتش كان قد اتصل ب راسكولنكوف وهو في حالة من الهذيان وقدم نفسه كرجل أحمق معتد بنفسه ووقح. رفضه راسكولنكوف فورا كزوج محتمل لأخته وأدرك أنها وافقت عليه فقط لتساعد عائلتها.
مع تقدم الرواية، يتعرف راسكولنكوف على المحقق بورفيري والذي بدأ يشك في كونه على علاقة بحادثة القتل بناء على أسباب نفسية فقط. في نفس الوقت، نشأت علاقة عفيفة بين راسكولنكوف وسونيا. سونيا على الرغم من كونها عاهرة إلا أنها ممتلئة بالأخلاق المسيحية ولم يدفع بها إلى هذه المهنة سوى فقر عائلتها. في هذه الأثناء يتمكن كل من رازوميخين وراسكولنكوف من إقناع دونيا بعدم الاستمرار في علاقتها مع بيتروفيتش والذي اتضحت شخصيته الحقيقة بأنه متآمر وحقير. في هذه الأثناء يظهر إيفانوفيتش من جديد في المشهد حيث أتى إلى مقاطعة بيترسبيرج للبحث عن دونيا حيث يقول أن زوجته مارفا بيتروفنا قد ماتت وأنه ينوي إعطاء دونيا كميات كبيرة من الأموال بدون مقابل. دونيا وبمجرد سماعها الأخبار ترفض لشكها في خيانته.
مع استمرار مقابلة راسكولنيكوف وبورفيري تظهر دوافع راسكولنيكوف للجريمة ويصبح بورفيري أكثر ثقة من كون الرجل مذنبا إلا أنه لا يمتلك دليلا قويا أو شاهدا لدعم شكوكه كما أن رجلا آخر اعترف بارتكابه الجريمة بعد اعتقاله واستجوابه. إلا أن أعصاب راسكولنيكوف استمرت في التآكل وأصبح يتصارع مع فكرة الاعتراف على الرغم من معرفته من أنه لا يستطيع أن يدينه أحد. يتجه إلى سونيا من أجل الدعم ويعترف بارتكابه الجريمة لها. مصادفة كان إيفانوفيتش قد نزل في الغرفة المجاورة لسونيا وتنصت على الاعتراف كاملا. عندما تقابل الرجلان وجها لوجه أخبره إيفانوفيتش بهذه الحقيقة وأخبره بأنه قد يستخدم هذا ضده إن أراد. إيفانوفيتش يتحدث أيضا عن ماضيه ويبدأ راسكولنيكوف يشك في أن الشائعات عن أن إيفانوفيتش ارتكب العديد من جرائم القتل صحيحة. في محادثة أخرى مع دونيا ينفي إيفانوفيتش أن له أي يد في مقتل زوجته.
كان راسكولنيكوف محطما تماما في هذه النقطة حيث كانت سونيا تلح عليه بأن يعترف كما أن إيفانوفيتش يستطيع إدانته في أي وقت. بإضافة إلى ذلك فإن بورفيري واجه راسكولنكوف بشكوكه وأكد له أن اعترافه سيخفف من الحكم ضده. في هذه الأثناء يحاول إيفانوفيتش إغراء سونيا وعندما أدرك أنها لن تحبه أبدا تركها تذهب. بعد ذلك قضى ليلة مرتبكة وفي الصباح أطلق النار على نفسه. في نفس الصباح اتجه راسكولنيكوف ثانية إلى سونيا والتي ألحت عليه ثانية ليعترف وليخلي ضميره. اتجه راسكولنيكوف إلى قسم الشرطة حيث وصلته أخبار انتحار إيفانوفيتش. تردد للحظة حيث أدرك أنه يمكنه الفرار بجريمة مثالية إلا أن سونيا أقنعته بأن يعترف.
تتحدث الخاتمة عن الحكم على راسكولنيكوف بثمان سنوات مع الأشغال الشاقة في سيبيريا حيث تبعته سونيا. تزوج دونيا ورازوميخين وكانوا في حالة سعيدة في نهاية الرواية في حين أن بولخيريا والدة راسكولنيكوف تمرض وتموت حيث لم تستطع التوافق مع حالة ابنها. راسكولنيكوف نفسه عانى في سيبيريا. إلا أنه وبعد بعض الوقت في السجن أدرك خلاصه وبدأ التجدد الأخلاقي تحت تأثير حب سونيا.

## شخصيات الرواية

### راسكولينكوف
احتفظ ديستوفسكي في مسوداته بالصورة النفسية للشخصية الأساسية للرواية روديون رومانوفتش راسكولينكوف وقد كان ينوي أن يُضيف إليه بعض الصفات مثل «الفخر المفرط والغطرسة وازدراء المجتمع»؛ في الوقت نفسه جرى التأكيد على أنّ الإستبداد هو ميزته الأساسية. رغم ذلك تعقدت صورة الشخصية أثناء العمل؛ بدليل الرد الذي قدمه صديق راسكولينكوف الجامعي «دميتري رازوميخين» والذي كتب فيه: «يبدو الأمر كما لو أن شخصيتين متقابلتين تتغيران بالتناوب».
من ناحية، راسكولينكوف كئيب، متجهم، سري ومن ناحية أخرى فهو مؤهل لتكون لديه دوافع صادقة. فمثلاً بعد أن دخل لأول مرة منزل مارميلدوفا وضع بهدوء كل أمواله على نافذة الغرفة محاولاً الدفاع عن سونيا التي يتهمها لوزين بالسرقة، تَولد حبه للناس أحيانًا من الشفقة لذلك هو يتذكر بحرارة «الفتاة المريضة ... القبيحة» التي مثلت حبه الأول. في الوقت نفسه تعمد البطل عزل نفسه عن المجتمع حتى أثناء دراسته في الجامعة «تَجَنْبَ الجميع، ولم يذهب إلى أي شخص، وأخذ يعهمل على أموروه الخاصة بجد في المنزل». وفقًا للناقد الأدبي فاليري كيربوتين، من خلال عزلته عن العالم، فهو قريب من شخصية أخرى لدوستويفسكي - إيفان كارامازوف.
وصف ديستوفسكي مظهر البطل مرتين في الرواية كان أولها في بداية العمل حيث قدمَ راسكولينكوف على أنه «شاب طويل القامة ونحيل يمتلك عيون داكنة جميلة». بشكل عام أظهره الكاتب في بداية العمل على أنّه جميل بشكل ملحوظ؛ بعد ارتكاب الجريمة ابتكر دوستويفسكي صورة مختلفة لروديون رومانوفيتش راسكولينكوف حيث أصبح يشبه الرجل الذي بالكاد يستطيع التغلب على الآلام الجسدية الشديدة «حواجبه متقاربة، شفتيه مضغوطتين، وعيناه ملتهبتان». لقد طبق ديستوفسكي «طريقة تصوير مزدوجة» للبطل مثما استخدمها لوصف بعض الشخصيات الأُخرى على وجه الخصوص سونيا وسفيدريجيلوف. سمحت هذه التقنية الفنية للكاتب بإظهار أن شخصياته مرت في فترة قصيرة من الزمن بسلسلة من التجارب الصعبة التي أثرت على مظهرهم.

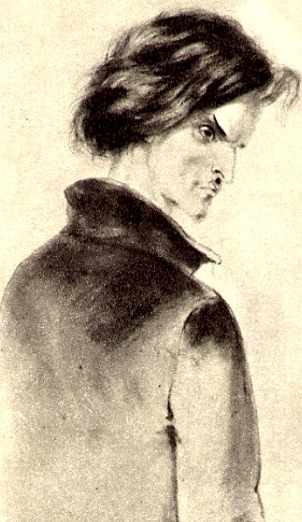
رسم تخيلي لراسكولينكوف

جريمة راسكولينكوف، كما لاحظ النقاد الروسي يوري كارجاكين (الروسية: Карякин, Юрий Фёдорович) لا تبدأ في الوقت الذي يظهر فيه الطالب حاملاً الفأس في منزل المرابية؛ وقد أنشأ كارجاكين سلسلة توضح تسلسل الإجراءات عبرَ عنها بـ: كلمة ← حساب ← فعل.
- يقصد بكلمة «كلمة» مقالًا كتبه البطل روديون رومانوفيتش راسكولينكوف، والذي وصفه المحقق بورفيري بتروفيتش بأنه «الاختبار الأول، الشاب، المتحمس للكتابة».
- «الحساب» هو محاولة لربط الضرر الذي يلحق بالعالم من قبل إقراض المال أو الرهن بالفائدة التي يمكن أن تعوض عن الفعل: «موت شخص واحد وحياة مئة شخص مقابلها- لكن هناك حساب».
- أخيرًا «الفعل أو القضية» القتل الفعلي. رغم ذلك بعد «حالة» واحدة، تبدأ سلسلة كاملة من «الحالات» الأخرى في الاستمرار: وفاة ليزافيتا (إضافة لأنها ربما تكون حاملًا)؛ الحديث الذاتي عن الصباغ ميكولكا الذي أخذ اللوم عن جريمة راسكولينكوف؛ مرض خطير ووفاة والدة البطل. «تبين أن رد الفعل غير متوقع وغير متسلسل ولا يمكن السيطرة عليه».[44]

لاحظ الباحثون نقطتين رئيسيتين تحددان سلوك البطل قبل الجريمة وبعدها، النقطة الأولى هي خطة القتل التي وضعها راسكولينكوف والتي كان من الممكن أن تظل ضمن «خياله المظلم» لفترة طويلة لولا الرسالة التي تلقاها البطل من والدته «بلخريا أليكساندروفنا» والتي تقول فيها إن دونيا أخت روديون رومانوفيتش راسكولينكوف، التي كانت تعمل كمربية في منزل سفيدريجيلوف أُجبرت على ترك وظيفتها بسبب كثرة الطلبات من جانب المالك، ولم يعد هناك خيارات أخرى لإنقاذ الأسرة من نقص المال باستثناء زواج دونيا من لوزين.
لحظة استلام الرسالة كانت لحظة فارقة حيث تحولت خطة القتل من الخيال المُظلم إلى فكرة واقعية يعمل على تنفيذها بكل قوته، كما أشار فاليري كيربوتين.
اللحظة الثانية هي ما هو مرتبط بسلاح القتل: عندما يقتل البطل ألينا إيفانوفنا، في البداية يوجه راسكولينكوف شفرة الفأس إلى وجهه أولاً؛ لكن في جريمة القتل الثانية عندما تدخل أخت القتيلة يحدث العكس، حيث يضرب ليزافيتا «سقطت الضربة مباشرة على مركز الجمجمة». وفقًا للناقد الأدبي سيرجي بيلوف فإن هذه المشاهد توضح القوة المطلقة للفأس: «كان العجز في التعامل مع سلاح القتل بداية سقوط راسكولينكوف» فتتحول فوراً الجريمة إلى عقاب: يفهم البطل أن الإجابة على السؤال «هل أنا مخلوق يرتجف أم لي الحق؟» بالفعل، وهو نفسه ليس «سوبرمان».

التأكيد على أن موضوع نابليون بدأ يثير اهتمام دوستويفسكي قبل وقت طويل من بداية العمل على الرواية وما زاد انتباهه إلى الفكرة هو مذكرات أبوليناريا سوسلوفا. التي كتيتها في عام 1863، قال ديستوفسكي وهو يراقب فتاة كانت تأخذ دروسًا في إيطاليا فجأة:
 "فقط تخيل، مثل هذه الفتاة ... وفجأة يقول نابليون:" اقضوا على المدينة بأكملها لقد كان الأمر كذلك دائمًا في العالم "
. وفقًا ليوري كارجاكين فقد كان العصر مهووسًا بتصرفات نابليون، ومن هنا جاءت خطوط بوشكين "كلنا ننظر إلى نابليون"، وعبارة بورفيري بتروفيتش الموجهة إلى راسكولينكوف: "من في روسيا لا يعتبر نفسه نابليون الآن؟".

### إيلينا

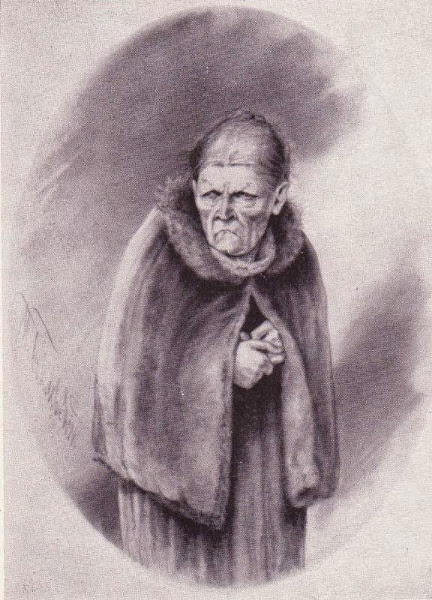
رسم تخيلي لبراتسينتشتسا إيلينا إيفانوفنا

من الممكن أن يكون ديستوفسكي رسم المشاهد الخاصة بإيلينا إيفانوفنا تحت تأثير الإنطباعات الشخصية فغالباً كان مُتاحاً له في فترة شبابه فرصة للتعامل مع المُرابيين وهذا لم يكن مُتاحاً له وحده فقد كان الحصول على المال مقابل تأمين أشياء ثمينة من الأشياء المُنتشرة بشكل جيد في القرن التاسع عشر، وقد وضع أصحاب الفوائد العاملين في مجال الرهون العقارية أنشطتهم ضمن أساسٍ مهني حتّى أن شرطة سانت بطرسبورغ كتبت إعلاناً عام 1865 اقترحت فيها على «الراهنين» إستلام الأموال في أي وقت وفي أس مبلغ.
قبل ستة أشهر من القتل علِم راسكولينكوف من صديقه بوكوريف في الشتاء عن إيلينا إيفانوفنا وقبل شهر ونصف من وقوع الجريمة سمع روديون رومانوفيتش راسكولينكوف حواراً بين طالب وضابط في حانة وصفوا سمسار الرهن بأنه «امرأة عجوز شريرة متقلبة»: «على المرء فقط تأخير الرهن العقاري ليوم واحد وسيذهب كل شيء». إن وصف أحد الأشخاص في المُحاورة المُرابية بأنّها «امرأة عجوز غبية، لا معنى لها، عديمة الأهمية، شريرة، مريضة... ستموت من تلقاء نفسها غداً» تثير في روح راسكولينكوف فكرة أن قتل مُرهن يمكن أن يساهم في حل مشاكل العديد من الناس.
عندما زار راسكولينكوف إيلينا إيفانوفنا «شعر باشمئزاز لا نهاية له»، خاصة وأنّها كمُرابية لا تُثير التعاطف حتّى ظاهرياً: «لقد كانت امرأة صغيرة وجافة تبلغ من العمر حوالي ستين عامًا ذات عيون حادة وشريرة وذات أنف صغير مُسنن». عندما احتاج ديستوفسكي المال بشكل مُلِح في النصف الأول من أربعينات القرن التاسع عشر قام بالتاصل مع الطبيب إيجوروفيتش ريسنكامبف حينها أشار الطبيب لفيودور ميخائيلوفيتش إلى ضابط لكي يساعده، وقد أبرم ديستوفسكي صفقة معه بابتزاز كبير:
من الواضح أنه مع هذه الصفقة لا بد أن فيودور ميخائيلوفيتش قد شعر باشمئزاز عميق من المُرابي. وربّما قام بوصف شعوره حينها عندما وصف بعد سنوات عديدة شعور راسكولينكوف عندما قام بزيارة المُرابية.

### مارميلادوف

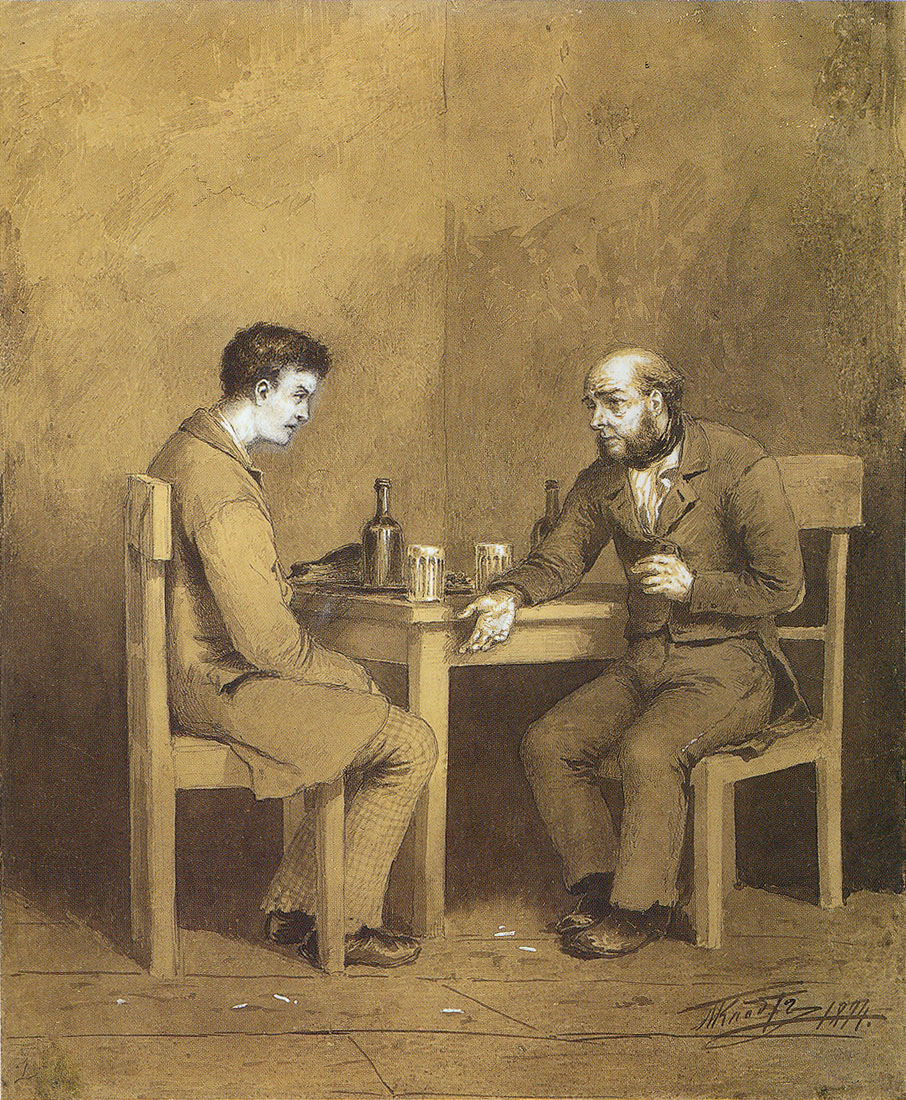
رسم تخيلي لراسكولينكوف مع مارميلندوف في رواية الجريمة والعقاب

يُعقد الاجتماع الأول لراسكولينكوف مع المستشار الفخري مارميلادوف في حانة ليلة مقتل صاحب الرهن، ويبدأ شخص غريب مخمور الكلام أولاً قام خلالها من إخبار روديون رومانوفتش راسكولينكوف قصة حياته بأكملها. من خلال تعابيره يُدرك راسكولينكوف أن سيميون زاخاروفيتش أرمل ولديه ابنة اسمها «سونيا» تبلغ من العمر أربعة عشر عامًا وقد قدمت عرضًا لكاترينا إيفانوفنا «ابنة المُستشار المُتعلمة والتي تحضى بمعاملة خاصة» ولديها ثلاثة أطفال صغار بين ذراعيها. عندما طُرد رب الأسرة من الخدمة بسبب السكر، انتقلت عائلة مارميلادوف من بلدة ريفية إلى سانت بطرسبرغ، لكن حياتهم لم تنجح في العاصمة أيضًا. بسبب الحاجة الشديدة أُجبرت سونيا للسعي للحصول على «تذكرة صفراء» وهي بطاقة أنشأتها الدولة حينها لتضع المومسات في سجل الدولة.
يسأل صاحب الحانة أثناء استماعه لاعترافات الضيف: «لكنك لا تعمل لدى المسؤول، أنت لا تخدم عنده، إذا كان مسؤولًا؟»، حيث تختلط النداءات «حضرتك» و «أنت». وفقًا للناقد الأدبي بوريس ريزوف يظهر في أذهان صاحب مارميلندوف شخص «مُنتفخ الوجه من السكر المستمر» يستطع الكلام بالخطب المُزخرفة، يتلكم بصورتين للمخاطبة في وقت واحد: «من المحتمل، هو» حضرتكم«، في الواقع -» أنت "". إن زوار الحانة الذين اعتادوا منذ فترة طويلة على ما كشف عنه المسؤول يعاملونه على أنه «رجل مضحك» ويعلقون بسخرية على تصريحات سيميون زاخاروفيتش من خلال حركاته. وفقًا للباحثين والناقدين الأدبيين فإن شخصية سيميون زاخاروفيتش شخصية من "ابن شقيق رامو" لدينيس ديدرو حيث أنّهما يرتبطان بدرجة السقوط القصوى في أعين المجتمع وفي نفس الوقت تبقى المشاعر الإنسانية محفوظة في الروح.

رافق راسكولينكوف في نفس المساء المسؤول الذي كان قد أُنهك في الحانة وانتهى به المطاف في منزل مارميلندوف وهي غرفة صغيرة يبلغ طولها حوالي عشر خطوات «وربّما تكون أصغر غرفة في سانت بطرسبورغ» لها باب أسود مليئ بالثقوب الممتدة عبر زوايه والمُظهرة لأزوية الغرفة. في مسودات دوستويفسكي كان وصف المسكن أكثر دقة حيث ذكر تفاصيل أخرى:
 الباب كان شديد السواد، وفي الزاوية كانت هناك شاشة.
لكن في الطبعة الأخيرة أجرى الكاتب تغييرات وأصبحت «الباب المليئ بالثقوب والمُظهر لبعض صفات الغرفة» رمزًا للحاجة القصوى واليأس. بعد أيام قليلة التقى راسكولينكوف مع مارميلندوف في ظروف مأساوية حيث يكون سيميون زاخاروفيتش مارميلندوف تعرض لحادث وقع فيه للدهش من قبل حصان. ساعده روديون رومانوفتش راسكولينكوف في إعادة تأهيل منزله المُحتضر، وبعد أن صحى من سُكره بفترة قصيرة تمكن من طلب الصفح من كاترينا إيفانوفنا وسونيا على المعاناة التي لحقت بهم بسببه.
| أمثلة من الرواية |
| --- |
| - الفقر ليس رذيلة هذا صحيح. لكن الفقر يا سيدي الفقر رذيلة سيدي. - بعد كل شيء، من الضروري أن يتمكن كل شخص من الذهاب إلى مكان ما على الأقل. هناك وقت تحتاج فيه بالتأكيد إلى الذهاب إلى مكان ما، نعم انطلق! |

يعتقد النقاد الأدبيون أن مصير الشخصيات بل ربمّا أن شخصياتٍ أثرت فيحياة ديستوفسكي انعكست في صورة مارميلندوف. فأولاً وقبل كل شيء يجب التحدث عن شخصية واقعية هي شخصية
السكرتير ألكسندر إيفانوفيتش إيزييف وهو الزوج الأول لماريا ديمترييفنا ديستوفسكي والتي التقى بها فيودور ميخائيلوفيتش في المنفى في سيميبالاتينسك عام 1854 ة قد كتب في رسالة إلى شقيقه الأكبر ميخائيل دوستويفسكي أن عائلة إيزايف بسبب إدمان ألكسندر إيفانوفيتش إيزييف للكحول «وقعت في فقر مُفرط» في حين أن المسؤول نفسه كان «ذو طبيعة عالية التطور ولطيفة». بالإضافة إلى ذلك، كان أحد النماذج الأولية المحتملة لمارميلادوف هو الكاتب بيوتر نيكيتيش غورسكي الذي ارتبط مع دوستويفسكي بعمله في مجلة تايم عندما انتهى الأمر بجورسكي في مستشفى للمرضى العقليين زاره فيودور ميخائيلوفيتش ودعمه بالمال. أخيراً جسد تاريخ مارميلندوف عناصر من سيرة نيكولاي ميخائيلوفيتش دوستويفسكي الأخ الأصغر للكاتب، الذي فصل من الخدمة بسبب إدمان الكحول والذي عاش في فقر حتى وفاته.

### كاترينا
علِم راسكولينكوف بشكل أساسي عن حياة كاترينا إيفانوفنا من خلال مارميلادوف. إذا عدنا لقصة سيميون زاخاروفيتش نجد أن زوجته أثناء مرحلة شبابها كانت أُنثى رائعة وكان من المُحتمل أن تحضى بفرص أفضل فقد تخرجت من المعهد الإقليمية بميدالة ذهبية وخلال خفل تخرجها رقصت مع الحاكم وهذا الحق لا يُتاح إلاّ للطلاب المتميزين.
بعد ذلك نزوجت كاترينا إيفانوفنا مارميلادوفا من ضابط مشاة وغادرت منزل والديها. ليتبين لاحقاً أنّها لم تُفق في زواجها الأول حيث كان زوجها رجلاً محطم وشديد التهور إضافة لإنّه كان لاعباً مُقامراً؛ وقد فقد بطاقته مرّةً ما جعله يقع تحت مسؤولية قانونية تؤدي إلى محاكمته ولم يطُل به الأمر ختّى مات تاركاً زوجته أرملة مع ثلاثةِ أطفالٍ صغار في منطقة نائية ومخيفة حيث التقت لاحقاً بسيميون زاخاروفيتش في منزل عائلة مارميلادوف وهناك رآها راسكولينكوف حيث كانت امرأة طويلة ونحيلة تبلغ من العمر الثلاثين صاحبة شعرٍ أشقر داكن وخدودٍ متوهجة وعيونٍ مُشرقة كما لو كانت في حفلة.

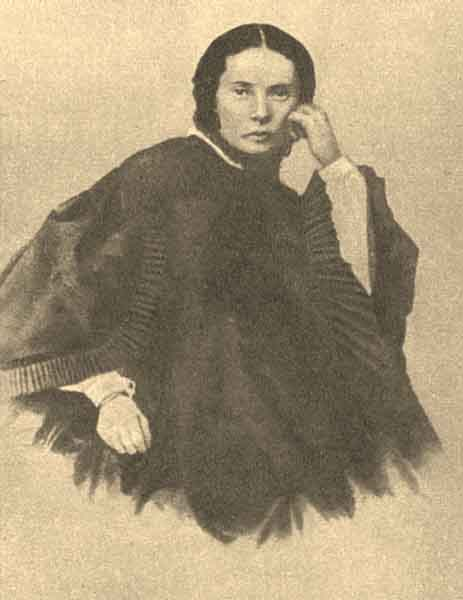
ماريا ديستوفسكي: الزوجة الأولى لفيودر ميخائيلوفيتش ويحتمل أن تكون النموذج الأول لكاترينا إيفانوفنا

كانت كاترينا إيفانوفنا في يأس تام حسب تعبير مارميلادوف مما أجبرها على دفع ابنة زوجها الأول للعمل في الدعارة ما جعل سوفيا سيمونوفنا مارميلاردفا في حيرة من أمرها 
حسناً كاترينا إيفانوفنا، هل فعلاً يجب أن أقوم بالبحث عن عمل كهذا؟
- مثلما سمعتِ

حسناً وما الذي يجب أن أعتني به؟ رحمي؟!
وفقاً لفاليري كيربوتين فإن تبادل مثل هذا الحديث يبدو خارج سياق الرواية وكأنّه ضغطُ مباشر من زوجة الأب مما يجبر فتاة في السابعة عشرة من عمرها على العمل في الدعارة، ورغم ذلك يُظهر تطور الأحداث أن سونيا قامت باتخاذ القرار بمفردها. يطلب مارميلادوف من راسكولينكوف أن يأخذ فكرة أوليه عن قسوة الزوجة الشديدة ويُبرر ذلك بأنّهم فقراء ويصفهم «اللذين لم يأكلوا».

بعد عودة سونيا من عملها أعطت كاترينا إيفانوفنا أول مبلغ كسبته.
بقيت طوال المساء جالسة على ركبيتها ثم قبلت أقدامها ولم ترغب بالنهوض

في الاحتفال الذي أُقيم للحصول على أموال روديون رومانوفتش راسكولينكوف عرذت طاترينا على المجتمعين شهادة الشرف التي نالتها بعد تخرجها من المعهد وأعلنت خططها لبناء مدرسة داخلية للعئارى النُبلاء في مسقط رأسها لكنها لم تنج في نمفيذ نواياها حيث حدثت مشاجرة كبيرة مع صاحبة الأرض واندلعت فضيحة حيث اُتِهم سمونيا بالسرقة. غادرت كاترينا إيفانوفنا الحفل وعندما كانت تعاني من الموت في الغرفة التي استأجرتها قالت: وداعاً أيُّها العالم وبعبارات بائسة "لقد ذهبنا إلى التذمر... مزقوا كل شيء.
وصفت زوجة دوستويفسكي الثانية آنا غريغوريفنا في مذكراتها التاريخ الروائي لكاترينا إيفانوفنا بأنّه يعكس بعض ظروف حياة الزوجة الأولى لديستوفسكي ماريا ديميترييفنا والتي توفيت عن عمر يناهز 39 عامًا بسبب استهلاكها للمشروبات الكحولية ما أدى لإصابتها بالسل. وبحسب الناقد الأدبي ليونيد غروسمان فإن صورة البطلة «نُسخت من زوجة الكاتب الراحلة أثناء معاناتها البطيئة». الناس الذين عرفوا ماريا دميترييفنا وصفوها بأنها «ذات طبيعة شغوفة وراقية». وهي مثل كاترينا إيفانوفنا بعد وفاة زوجها الأول بقيت وحيدة في سيبيريا دون دعم من الأقارب مع ابن صغير بين ذراعيها. في الوقت نفسه يعتقد الباحثون أن شخصية كاترينا إيفانوفنا عكست أيضًا بعض ملامح الصديقة المُقربة لدوستويفسكي مارثا براون (إليزافيتا خليبنيكوفا)، التي تزوجت من الكاتب بيتر غورسكي الذي كان كثير الشرب وبعدها وجدت نفسها في حالة احتياج شديد.

### سونيا
هي الإبنة الكبرى لسيميون مارميلادوف، فتاة خجولة، بريئة على الرغم من أنها تضطر إلى ممارسة الدعارة لمساعدة أسرتها. يُعجب بها روديون رومانوفتش راسكولينكوف
```
لاحقا وتشجعه على الاعتراف بارتكابه الجريمة.
```

اعتبر الكثير من النقاد أن صورة سوفيا سيمونوفنا مارميلاردفا هي واحدة من إخفاقات دوستويفسكي الإبداعية، وقد ارتبطت انتفاداتهم الأساسية التي وجهوها لفيودور ميخائيلوفيتش بحقيقة أن هذه البطلة «المثالية العميقة» تحمل رسالة تعليمية واضحة إنشئت في المقام الأول للتعبير عن الآراء الدينية والأخلاقية لفيودور ميخائيلوفيتش من هذه النقطة انطلق الكاتب نيكولاي أخشاروموف في اعتقاده أن التصوّر للشخصية كان جيداً لكنه افتقر إلى الجسد. لم يكن نيولاي الوحيد الذي انتقد هذه الشخصية بوصفها نقطة ضعف الرواية قثد وصف الناقد الأدبي ياكوف زونديلوفيتش سونيا بأنها «مجرد لسان خال للأفكار». ناقدٌ آخر وهو فيودور يفنين لاحظ أن سونيا هي موقف شخصي للكاتب مهمتها الرئيسية هي «أن تكون بمثابة تجسيد لـ وجهة النظر الأرثوذكسية». الناقد فاليري كيربوتين لم يتفق مهم:

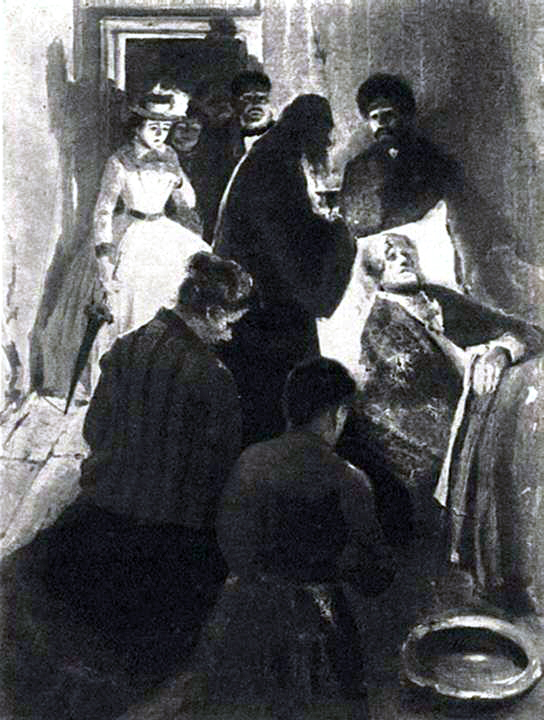
رسم تخيلي لسونيا في غرفة احتضار مارميلاردفا

إذا كانت صورة سونيا مجرد شخصية بدون أفكار وهي فقط لسان للتعبير عن تعاليم الكنيسة الأرثوذكسية، فلن يكون لها في الواقع أهمية فنية، ومع ذلك فإنّه مع القضاء على سونيا عانت الرواية كثيرًا وربما تفككت بنيتها تمامًا، فقد اتضح أنه من المستحيل اختزال صورة سونيا مارميلادوفا إلى مخطط سطحي

بناءً على القصة التي رواها سيميون زاخاروفيتش مارميلدوف فإن سونيا مارميلادوف لم تحصل على تعليم جيد بل لم تحضى بفرصة جدية للتَعَلُم، حاول والدها تدريسها بعض المعلومات من التاريخ والجغرافيا عن طريق أساتذة مختصين يأتون إلى المنزل؛ لكن بسبب نقص المساعدات اللازمة أُوقفت هذه الدروس واقتصرت دائرة القراءة لسونيا على قليل من الروايات أهمها رواية جورج لويس «فيسيوجيا الحياة اليومية» والتي كانت مشهورة في ستينات القرن التاسع عشر.
في بداياتها كانت سونيا تعمل بخياطة الثياب وبيعها لكن هذا العمل بالكاد كاد يُحقق ربحاً؛ أحد الزبائن على سبيل المثال لم يعطها المال جراء خياطة نصف دزينة من القمصان الهولندية وفوق كل ذلك يقي يتكلم عنها بسوء صنعتها متذرعاً بعدم ملائمة قياس القميص وعدم جودة طوقه وعضده.
وصف ديستوفسكي مظهر سونيا ثلاث مرات في الرواية، في لحظة وداع والدها المتوفى حيث ظهرت في منزل عائلة مارميلادوف بملابس فتاة تعمل في البغاء: «كان لباسها مكشوفاً، لكنه مزين بأسلوب فتيات البغاء حسب الذوق والقواعد السائدة في عالمها الخاص» المرة الثانية لوصفها كانت في غرفة راسكولينكوف حيث ظهرت «فتاة متواضعة وحتى سيئة الملبس وصغيرة جدًا كنت تقريبًا مثل الفتاة بوجه واضح لكنه كان مخيفًا إلى حد ما» الظهور الأخير لسونيا كان في أحد المشاهد حيث رأى روديون رومانوفيتش راسككولينكوف أمامه سونيا «مختلفة» تفاجأ حينها باكتشاف أن «عينيها الزرقاوين اللطيفتين» يمكن أن «تتألقا بالنار».
بعد حصولها على "البطاقة الصفراء" ذهبت سونيا لاستئجار غرفة في شفة الخياط كابيرناوموف وهناك التقت براسكولينكوف بعد وصولها للمنزل، كانت الغرفة متناقضة حيث أن إحدى الزوايا نظيفة للغاية بينما الزاوي الأخرى قبيحة وباهتة إضافة لغياب شبه كامل للأثاث، في أحد أركان الغرفة تبرز خزانة ذات أدراج "وكأنّها مخلوقة من العدم" وعلى الخزانة يوجد الإنجيل (كما اتضح، تبرعت به ليزافيتا أخت صاحب الرهن) وصف الكاتب الإنجيل بأنّه كتاب قديم مُجلد بالجلد يُقرأ عدة مرات. وفقًا للباحثين فإن مؤلف الرواية عند وصف الإنجيل اتخذ نسخته الخاصة كأساس لها والتي حصل عليها في سجن توبولسك من زوجات الديسمبريين؛ ذكر دوستويفسكي لاحقًا أن الكتاب ظلّ تحت وسادته لمدة أربع سنوات عندما كان في الأشغال الشاقة".

بالنسبة لبطل الرواية راسكولينكوف فإن اللقاء مع سونيا كان رمزياً حيث تقاطعت حياتُهما في لحظة معينة تلك اللحظة التي كانت خلالها «لا تزال أرواحهم عارية من الألم». فقد أدرك راسكولينكوف المعانة الكبيرة التي تعيش بها سيمونوفنا مارميلاردفا وأَمَلَ في جعلها حليفة له بحكم تشابه الألم إلى حدٍ ما، كان يخبرها عن دوافع الجريمة المرتكبة: 
أردت أن أصبح نابليون، لهذا السبب قتلت ... أردت فقط أن أجرؤ، سونيا، هذا هو السبب الكامل.

 في محاولة لشرح فكرته لسونيا دعاها لتقرر من يستحق الحياة أكثر لوزين التي افتري عليها أم كاترينا إيفانوفنا المؤسفة. لم يكن هذا السؤال مفهوماً لسونيا التي لديها منطقها الخاص: 
ومن جعلني أحكم هنا على من يعيش ومن لا يعيش؟.

وُضعت سوفيا سيمونوفنا مارميلاردفا في معرض «الأشخاص الرائعين والإيجابيين» لأعمال دوستويفسكي (يشمل هذا النوع من الشخصيات أيضًا الأمير ميشكين من رواية «الأبله» وبطل «الأخوة كارامازوف» أليوشا). شقيقة سونيا الأدبية هي ليزا وهي شخصية في قصة مذكرات من العالم السفلى. إضفاةً إلى ذلك يتشابه مصير سونيا (مثل زوجة أبيها كاترينا إيفانوفنا) إلى حد كبير مع مصير البطلة في قصيدة نيكولاي نيكراسوف «سواء كنت أقود في شارع مظلم في الليل ...» التي كتبها عام 1847، حيث تجد البطلة نفسها في موقف مأساوي وتبحث عن طرق لإنقاذ نفسها وزوجها في الشارع:
غفوت
غادرت بصمت
مرتدية ملابسك كأنك على تاج
وبعد ساعة أحضرت لك على عجل
نعش الطفل والعشاء للأبي.

### سفيدركانالوف
يلعب أركادي إيفانوفيتش سفيدركانالوف في الرواية دور مزدوج من شخصية راسكولينكوف اعتقد الباحثون أن هذا البناء الفني سمح لفيودر ميخائيلوفيتش ديستوفسكي بتطوير موضوع معين في أشكال مختلفة وإنشاء عدة إسقاطات لفكرة واحدة. يدرك أركادي إيفانوفيتش سفيدركانالوف شخصيته على حد تعبير الناقد الأدبي فيكتور شكلوفسكي، بأنّه «ظل لراسكولينكوف» وليس من قبيل المصادفة أنه في إحدى الحوارات يلجأ إلى روديون رومانوفيتش راسكولينكوف بالكلمات: حسنًا، هل قلت أن هناك نوعًا من نقطة مشتركة، ووو؟.

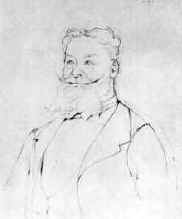
أركادي إيفانوفيتش سفيدركانالوف

ذُكِر اسم بلخريا الكسندروفنا راسكولينكوف وهي أم بطل الرواية في راسلة قامت بكتاباتها لابنها حيث ذكرت أن سفيدركانالوف الذي عمِلتْ ابنتها أفدوتيا رومانوفنا راسكولنيكوفا عنده كمربية كان معجباً جداً بالفتاة ما جعله يُقدم لها عرضاً صريحا اتسم بنوع من الحقارة بعد أن كافأها بهدايا مختلفة.
في وقت لاحق أثناء محاداثته مع الطلاب تحدث سفيدركانالوف بجرأة عن خطاياه فقد خدع أحد على طاولة البطاقات وذهب إلى السجن وتزوج لكي يقوم بسداد ديونه وضرب زوجته بالسوط، وقد سمة نفسه بأنه «عاطل وفاسد»؛ في تعليق الناقد الأدبي فيودور يفنين على شخصية أركادي إيفانوفيتش سفيدركانالوف قال «كانت عيناه زرقاوان وبدا باردتان، باهتمام مدروس» وأن «غرائزه وعواطفه الأساسية كانت مخيفة وراء قناع الخير الخارجي».
حب أركادي إيفانوفيتش سفيدركانالوف الجامع الذي شعر به اتجاه لأخت البطل أفدوتيا رومانوفنا راسكولنيكوفا يشبه إلى حد كبير الحب الذي أُصيب به بارفيون روجوزين
تجاه ناستاسيا فيليبوفنا باراشكوفا في رواية الأبله؛ بالنسبة لأركادي إيفانوفيتش سفيدركانالوف فإن الهيجان الذي اجتاحه اتجاه أفدوتيا يتحول إلى عذاب: 
في الواقع، اعتقدت أن هذا الصرع سيحدث لي؛ لم أتخيل أبدًا أنه يمكنني الوصول إلى مثل هذا الجنون

 في الواقع أصبح يلاحق أخت راسكولينكوف وينحني لها وفي نفس الوقت «يشتهي مثل حيوان قذر». في الوقت نفسه لم يكن البطل بأي حال من الأحوال أفضل منه ولك يكن الشخص المُرتب فقد اعترف هو نفسه بهذا عندما قال:
 لم أكن أُفضل فعل الشر فقط
 هذه العبارة كما لاحظ المؤرخ الأدبي ألفريد بوم ، هو ترديد قول مفستوفيليس: 
أنا جزء من القوة التي تريد الشر دائمًا وتعمل الخير دائمًا.

وفقاً للوزرين فإن سفيدركانالوف هو «الرجل الأكثر إفراطاً واستهلاكاً في الرذائل» ورغم ذلك فهو أكثر أبطال الجريمة والعقاب الذي يقوم بأعمال صالحة اتجاه الآخرين فمثلاً هو من يعطي المال لجنازة كاترينا إيفانوفنا ويخصص أمولاً لإيواء أطفالها الصغار ويدفع المال لأجل ذهاب سوفيا سيمونوفنا مارميلاردفا برحلة إلى سيبريا لأجل ملاقاة راسكولينكوف؛ في لقاءه مع اخت راسكولينكوف أفدويتا يشرح لها عن جريمة أخاها روديون رومانوفتش راسكولينكوف «الرجل ينتصر على الوحش»
المسدس الذي ألقته أفدوتيا رومانوفنا يعطيها «فرصةً للذهاب في رحلة إلى أمريكا» هذه العبارة كانت تستخدم حينها كبديل لكلمة «انتحار». وصف الباحثون الفصل الذي وصف به ديستوفسكي الكلام في مشهد سفيدريجيلوف قبل اللقطة الأخيرة بأنه «أحد أكثر الأشياء المدهشة من حيث القوة الفنية». حيث يتحرك البطل في أرجاء سانت بطرسبرغ بنظراتٍ قوية إلى كل العلامات التي يراها في المدينة وهذه هي الطريقة التي قام بها دوستويفسكي نفسه عندما حُكم عليه بالإعدام عام 1849 في قضية بتراشيفتسي حيث جال بعينيه بحثًا عن اللافتات فوق مداخل المتاجر التي كان يعرفها أو كانت مألوفة لديه.
يعتقد الباحثون أن بافيل أريستوف الذي التقاه ديستوفسكي في سجن أومسك هو النموذج الأولي لأركادي إيفانوفيتش سفيدركانالوف، حيث كان أريستوف يتصرف بوقاحة شديدة في الأسر ولديه نفس الصفات إذا أُطلق سراحه فيحاول السرقة وإحداث الضوضاء.

في مسودات الجريمة والعقاب الأولى احتفظ المؤلف الصوّر عن هذه الشخصية وميزّها بالافتقار التام للمبدأ والأنانية المُفرطة ؛ فكل أفعاله كانت منسجمة مع صيغة «لا شيء مُقدس»:
في شخصية أريستوف لا يوجد حتى الآن أي تلميح إلى حياة سفيدريجيلوف الداخلية الصعبة أو استقلاله الداخلي. ومع ذلك، فإن التناقض في الصورة المُتخيلة له يمكن اعتبارها بأنّها هذه الشخصية؛ تبين أنه أكثر تعقيدًا وغموضًا من كل الآخرين.

### لوزين

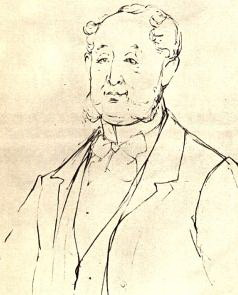
رسم تخيلي لبيتر بيتورفيتش لوزين

إذا حكمنا من خلال الرسومات التقريبية للرواية فقد تصور المؤلف بيتر بيتورفيتش لوزينعلى أنه شخصية عبثية، طائشة، ونرجسية «إلى حد وصفه بأنّه مُدلل»؛ افترض دوستويفسكي عند إنشاء الصورة النفسية لبيوتر بتروفيتش إبراز صفات مثل «التفاهة والشغف بالنميمة». هذه هي الميزات التي يخمنها راسكولينكوف في خطيب أخته عند قراءة رسالة إلى والدته «بولخيريا ألكساندروفنا»، في حديثه عن مستشار المحكمة عن لوزين الذي ودع دونا يصفه بطل الرواية راسكولينكوف بأنه شخص «محترم وجدير بالثقة وثري»، لكن روديون رومانوفيتش راسكولينكوف ، يصبح «خانقًا ومرتبكاً» من وصفه «متبرع» مجهول يدعي أنه قريب.
قبل وقت طويل من لقاء بيتر بيتورفيتش لدونيا (وهو اسم تُنادى به أفدويتا اخت راسكولينكوف)، رسم في ذهنه صورتها وكأنّها زوجته المستقبلية حيث كان بتصور صفات زوجته بأنّها من عائلة جيدة وصاحبة تعليم لائق وفقيرة بالضرورة؛ إنّه ذاك الزوج الذي يريد اعتبار نفسه خلاص لزوجته طوال حياتها. من أجلها قام يتجميع الأموال والانتظار، لبتْ أفدويتا جميع متطلبات بيتر بيتروفيتش وعند وصوله إلى سانت بطرسبورغ قام بطل الرواية بزيارة لخياط ومصفف شعر ليبدو في مظهر لائق أمام المُحتفلين ومن ناخية أخرى أراد التأكد من ثروة بيتر بيتروفيتش الجيدة.
عندما قامت دونيا بحضور ولادتها وشقيقها بجعل بيتر بيتروفيتش يذهب للتقاعد، لم يستطع أن يُصدق إمكانية امرأتين فقيرتين ومعزولتين بالخروج من سلطته.
في محاولة للانتقام من راسكولينكوف قام خطيب دونيا السابق بترتيب عملية استفزاز ضد سوفيا سيمونوفنا مارميلاردفا؛ في البداية قام بإعطائها عشرة روبلات بكن فيما بعد بدا وكأنّهم قد أوقعوا به حيث اتُهم بسرقة «ورقة حكومية بنكية بقيمة مئة روبل» حسب إيغور كاتاراسكي المتخصص في أعمل ديكنز الإبداعية، بنفس الطريقة حاول المحامي براس «شخصية من رواية متجر الآثار» تشويه سمعة كيت.
اكتشفت النقادة الأدبية ناتاليا دولينينا تشابهًا معينًا بين لوزين والأمير بيوتر فالكوفسكي من فيلم ذل وإهانة: «كلا هذين الشخصين لن يتوقف عند أي شيء لتحقيق هدفهما». أخيرًا ، كشف يوري كارجاكين عن التقارب الأيديولوجي بين ثلاثة أبطال يحتقرون بعضهم البعض «لوزين وراسكولينكوف وسفيدريجيلوف»؛ حيث اعتبر أن هذه الشخصيات ترتبط ارتباط وثيق من ناحية المبادئ التي يعلنونها: «أحب نفسك أولاً» و «كل شيء مسموح به».
من بين النماذج المحتملة لبيتر بيرتوفيتش لوزين ينسب الباحثون المحامي بافيل بتروفيتش ليزين الذي بناءً على الاستدعاءات الذي كان يقدمها "الربع السنوي"، كان دوستويفسكي مديناً له بمبلغ 249 و450 روبل على الكمبيالات وهي وثائق تعطي الحق لقارض المال باسترداده ضمن شروط معينة.
إضافةً إلى ذلك كانت بعض الصفات المتأصلة في العريس الفاشل لأفدوتيا رومانوفنا من سمات بيوتر أندريفيتش كاربين وهو زوج أخت الكاتب «فارفارا ميخائيلوفنا». حينها لم يوافق فيودور ميخائيلوفيتش على اختيار أخته واعتبر زوجها «رجل أعمال قاسٍ وخبير عجوز».

### أفدوتيا

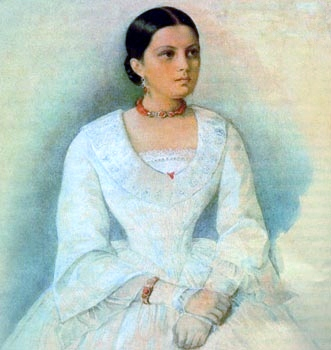
صورة أولية متخيلة لأفدويتا راسكولينكوفا

(دونيا) أخت راسكولينكوف، فتاة جميلة عملت مدبرة منزل لفترة لدى  سيفدريكايلوف  لكنها تهرب إلى سانت بيترسبيرج مع والدتها للزواج من لوجين والذي تظهر شخصيته السيئة لاحقا بعد رفض أخيها راسكولنكوف طلبه بالزواج منها.
تصبح دنيا راسكولينكوفا البالغة من العمر 22 عامًا في ختام فيلم «الجريمة والعقاب» زوجة للطالب السابق ديمتري رازوميخين. ومع ذلك ، قبل أن يقدم هذا الرجل «الريفي والصادق والقوي كبطل» عرضًا لأفدوتيا رومانوفنا ، كان عليها أن تتحمل شغفًا عدوانيًا من جانب سفيدريجيلوف والدور المهين لعروس لوزين «المباركة». إحدى التجارب التي حلت بأفدوتيا رومانوفنا هي طردها من منزل عائلة سفيدريجيلوف - تعود الفتاة «المهينة والعار» إلى المدينة في عربة فلاح مليئة بالأشياء التي تمَّ التخلي عنها على عجل. تزامنت هذه الحلقة عمليًا مع محتوى ملاحظة نُشرت في مجلة «ديستوفسكي» (1861، رقم 3) - كانت تدور حول مربية هربت من مضايقات المالك واختبأت في الحديقة. بعد أن خرجت من مخابئها ، اكتشفت الخادمة أن أغراضها قد ألقيت في الشارع.
تبدو دونيا شبيهة بأخاها راسكولينكوف فهي «جميلة المظهر بشكل ملحوظ» بشعر أشقر داكن ، وعيون سوداء ودائمًا ما يكون لها تعبير جاد. وفقًا للباحثين كان النموذج الأولي المحتمل للبطلة هو أفدويتا ياكفوليفنا بانيفا زاد من تأكيد هذه الفكرة هو الصورة المعاد إنتاجها بالفعل لجمالها المُلفتْ في صفحات الرواية إضافة لي تقارب اسمها مع الاسم الوارد في الرواية. التقى دوستويفسكي بأفدوتيا ياكوفليفنا عام 1845 وسحرته لبعض الوقت؛ في رسالة وجهها إلى شقيقه اعترف بأنه «كان يحب باناييفا ، لكن الآن قد رحلت تلم المرحلة».

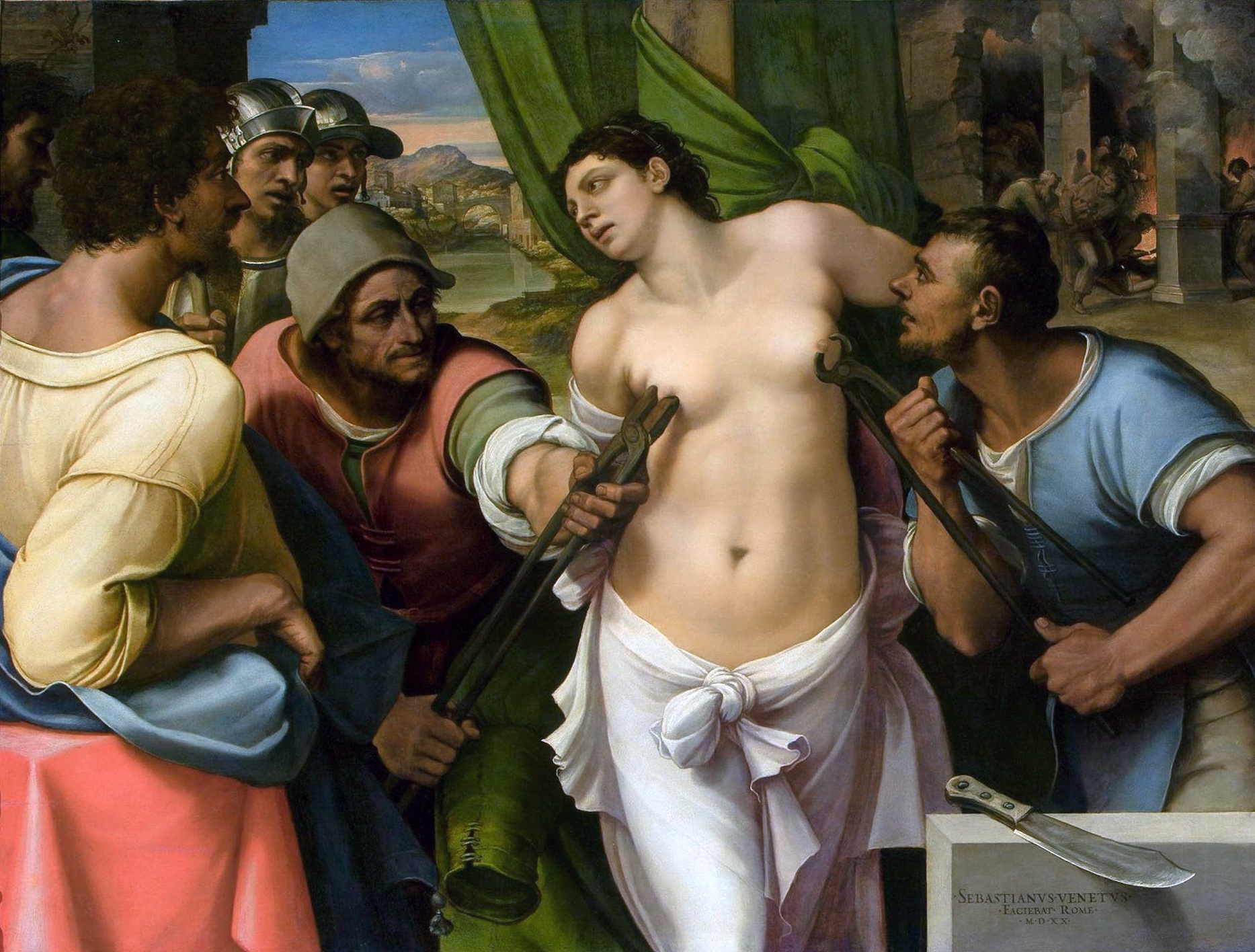
لوحة "استشهادالقديسة أغاثا

في الوقت نفسه لم يتفق الناقد الأدبي رومن نازيروف مع هذه الفمرة مُعتبراً أنّه من المستحيل تصديق أن الصورة النفسية لدونيا تتوافق تمامًا مع شخصية بانايفا حيث تتميز شخصية الجريمة والعقاب بـ «العفة البطولية» التي لم تكن من سمات أفدوتيا أفدويتا ياكفوليفنا بانيفا. لذلك من الممكن أن يكون دوستويفسكي قد استثمر انطباعات وذكريات أخرى في إنشاء صورة أخت راسكولينكوف.
وجد نازيروف صدى صوته في كلمات سفيدركانالوف الموجهة إلى روديون رومانوفيتش راسكولينكوف: «كانت [دونيا] واحدة ممن تعرضول لعذاب في سبيل الدين وبالطبع كانت ستبتسم عندما يحرقون صدورها بملقط ساخن.» قام الناقد بربط هذه العبارة بحلقة من سيرة دوستويفسكي، فقدزار ديستوفسكي قصر بيتي عام 1862، وقد توصل الناقد الأدبي إلى استنتاج مفاده أن الكاتب التقط في صورة دونيا ملامح بطلة لوحة سباستيانو ديل بيومبو استشهاد القديسة أغاثا التي رآها في معرض فلورنسا.
دونيا (جنبًا إلى جنب مع بولينا من رواية المقامر وأغليني إيباتشنا من رواية الأبله وغروشينكا سفيتلوفا من رواية الأخوة كارزمازوف) جزء من المعرض التقليدي لـ «بطلات التعذيب» لدوستويفسكي.

### بروفيري
إن قاضي شؤون التحقيق بورفيري بتروفيتش هو الشخصية الوحيدة من الشخصيات الرئيسية التي لم يعطها دوستويفسكي عائلة واكتفى بذكر نسبته للأب؛ ربما استعار المؤلف الاسم من «المقالات الإقليمية»
لميخائيل سالتيكوف-ششرين ، حيث يظهر اسم البطل بالكامل «رجل لا يهدر المال العام ، يعتني بنفسه ، يبتعد عن الآخرين ولا يؤذيهم».
يعيش بورفيري بتروفيتش في شقة حصل عليها بمودب عمله في مركز الشرطة حيث يجري التحقيق لكشف ملابسات الجريمة ويحل لغز القاتل. عند قدومه لأول مرة مع رازوميخين ، يرى راسكولينكوف رجلاً ممتلئ الجسم يبلغ من العمر حوالي خمسة وثلاثين عامًا ، يرتدي معطفاً ونعلاً مع تعبير لطيف تقريبًا على وجهه المستدير.
في أول اجتماع له مع راسكولينكوف؛ أظهر بورفيري بتروفيتش وعيًا نادرًا فقد قرأ مقال راسكولينكوف «حول الجريمة» قبل شهرين والذي أثبت فيه الطالب انقسام الناس إلى «عاديين» و «غير عاديين». بعدها تحدث مع مالك غرفة راسكولينكوف وأثناء المحادثة أجبر المالك - بمساعدة الأسئلة الإرشادية - روديون رومانوفيتش على الانتقال إلى التفكير في حق كليهما في الوجود. كلام المحقق مليء بالكلمات الغامضة، إنه «ومرهق»؛ يدرج في محاضره ملاحظات استفزازية على الحوارات ، مما يجبر المٌتهم على البوح أكثر.
حسب ملاحظة فاليري كيربوتين فإن بورفيري بتروفيتش في المحادثات «منطقي وبديهي ، ذكي وماكر ، دقيق وجريء». كل لقاء عقده مع راسكولينكوف هو جولة أخرى من المبارزة، استخددم في هذه الجولات التويم المغناطيسي تقريباً. تنتهي حيل وخدع المحقق في نهاية محادثة الأخيرة بينهم والتي جرت في حجرة راسكولينكوف عندما أدرك بورفيري بتروفيتش أن محاوره مُحطّم ومُهزم نفسياً ويذكره بأنه لا ينبغي «ازدراء الحياة» ويمنحه الحرية في الاختيار بشكلٍ ما.
خمّن بورفيري نفسياً أن القاتل موجود في شخصية راسكولينكوف ، واضطهده نفسياً ، وعذبه ، وجربه حتى دفعه إلى مكان في الحديث لا يمكن له إلاّ الإعتراف وحقق اعترافه ... في النهاية لا يمكن حل الجريمة إلاّ إلا بعلم النفس.

في النقد الأدبي انتشرت عدة وجهات نظر رئيسية فيما يتعلق بتفسير صورة بورفيري بتروفيتش. وفقاً لفيكتور شكلوفسكي وفيودور يفنين وليونيد غروسمان، فإن المحقق هو «الشخص الذي ناب عن ديستوفسكي الإيديولوجياً» في الرواية. يتبنى فاليري كيربوتين وجورجي فريدليندر وبعض الباحثين الآخرين وجهات نظر معاكسة معتبرين أنه ممثل «الشرعية الرسمية». يعتقد المتحدث باسم المحور الثالث يوري كارجاكين أن المبارزات مع راسكولينكوف لم تكن أقل أهمية لبروفيري بيتروفيتش من روديون رومانوفيتش فالمحضر في الرواية أيضًا «يسير في طريق الإحياء الأخلاقي». أخيرًا وصف الناقد الأدبي إيغور سوخيخ المحضر بأنه مزدوج لبطل الرواية: يفهم بورفيري بتروفيتش جيدًا منطق محاوره ، «لأنه يتعرف على بعض أفكاره الخاصة».

### شخصيات أُخرى

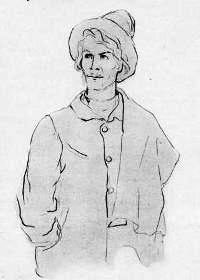
صورة تخيلية لديمتري رازوميخين "رحمتوف"

#### رازوميخين
صديق راسكولينكوف. اسمه «رازوميخين» يعني العقل بالروسية مما يشير إلى قصد دوستويفيسكي حيث كان كليهما طالبين في كلية الحقوق مشيرا إلى العودة إلى التعاليم والأخلاق المسيحية.
سمى دوستويفسكي عن طريق الخطأ ديمتري رازوميخين باسم رحمتوف في إحدى مسوداته وهو صديق جامعي لراسكولينكوف؛ يعتقد الباحثون أن إخلاء مسؤولية المؤلف لم يكن عرضيًا: كل من الشخصية في الجريمة والعقاب وبطل رواية
نيكولاي تشيرنيشفسكي "ما العمل؟" تنتمي إلى دائرة الشباب الديمقراطي في ستينيات القرن التاسع عشر. حيث يقوم كل من منهم بتلطيف الإرادة والجسد: إذا قام رحمتوف استعداداً للصعوبات القادمة بسحب حزام مع رافعات البارجة في نهر الفولغا ويُعلِم نفسه ألاّ يتفاعل مع الألم عندئذ يمكن لـرازوميخين أن «يستقر على السطح السفينة ويتحمل الجوع الكبير والبرد غير العادي». تكمن الاختلافات بينهما في حقيقة أن بطل نيكولاي تشيرنيشفسكي الهادف بشكل صارم يقطع علاقته بكل شخص غير ضروري ويقترب فقط من الأشخاص ذوي التفكير المماثل، بينما تتمتع شخصية ديستوفسكي بدائرة واسعة جدًا من الاتصالات فهو يدخل بسهولة في محادثات مع الشخص الأول الذي يقابله و «يعلق أهمية أكبر على الشخص، من مبادئه».
يبقى رازوميخين دائمًا قريبًا من راسكولينكوف ولا يدعمه فقط بل يدعم أيضًا أفدويتا أُخته وبلخريا الكسندروفنا أُمه. في الخاتمة ورد أن ديمتري كان يزور صديقاً في السجن؛ وبعد زواجه من دونيا، يخطط للانتقال مع زوجته إلى سيبيريا ليكون أقرب إلى السجن الذي يقضي فيه روديون رومانوفيتش راسكولينكوف فترة عقوبت.

#### بلخريا
أم روديون وأفدوتيا في بداية الرواية وصفها ديستوفسكي بأنها تملك من العُمر ثلاثة وأربعون عامًا ة هي امرأة ناعمة وحساسة وصادقة بشكل استثنائي، وأشار الكاتب نيكولاي ناسيدكين بأنّها «لم تُدرك كارثة ابنها راسكولينكوف حتى النهاية». تقوض الأحداث الدرامية المرتبطة بـراسكولينكوف صحتها فمنذ اللحظة التي يُنطق فيها بالحكم تتحدث باستمرار عن راسكولينكوف، وتخبر الغرباء عنه في الشوارع وفي المتاجر.
ثم ظهر في ذهنها خيال مفاده أن ابنها يجب أن يعود من سيبيريا في غضون تسعة أشهر ؛ وتبدأ بالتحضير للقاء به. قبل أن تعيش حالة من الهذيان وحمى لمدّة اسبوعين انتعت بموتها بعد.

#### ليببزياتنكوف
ممثل آخر للشباب التقدمي هو أندريه سيمونوفيتش ليببزياتنكوف وهو جار مارميلادوف ، ويقيم في سانت بطرسبورغ مثله مثل لوزين؛ عندما كان ديستوفسكي يرسم صورته دوّن ملحوظة في مسوداته الأولية «العدمية: هي خنوع الفكر». صُوِّرت الشخصية على أنها كاريكاتير صريح لأبطال تشيرنيشيفسكي وبالتالي فإن تفكيره حول حياة الكوميونمكتوب بإشارة ساخرة إلى الحوارات من رواية «ما العمل؟»: 
لا أجرؤ على دخول غرفتك حتى لا أزعجك وأنت قكر مثلي إذا أردت الدخول لغرفتي.

 ومع ذلك ، عندما علم ليببزياتنكوف باستفزاز لوزين لسونيا انطلقت عبارات كوميدية منه حيث قام أولاً بتعرية بيتر بيتروفيتش، ثم حاول مساعدة كاترينا إيفانوفنا التي غادرت منزلها. منذ علمت بالاستفزازت التي تعرضت لها سونيا، حسب فاليري كيربوتين: «انتهى الرسم الكاريكاتوري وانتصر الفنان والكاتب».

## اختيار الأسماء
| باللغة الروسية وكتابتها باللغة العربية                         | باللغة الروسية وكتابتها باللغة العربية | باللغة الروسية وكتابتها باللغة العربية      | باللغة الروسية وكتابتها باللغة العربية | باللغة الروسية وكتابتها باللغة العربية        | باللغة الروسية وكتابتها باللغة العربية | باللغة الروسية وكتابتها باللغة العربية |
| الاسم الأول أو اللقب                                           | النسبة العائلية "مُشتقة من اسم الأب"    | العائلة                                     | كتابة الاسم بالأحرف اللاتينية والعربية | كتابة الاسم الروسي بالأحرف اللاتينية والعربية | المعنى باللغة الروسية |                                        |
| -------------------------------------------------------------- | -------------------------------------- | ------------------------------------------- | -------------------------------------- | --------------------------------------------- | --- | -------------------------------------- |
| Родиóн راديون                                                  | Ромáнович رمانوفيتش                    | Раскóльников راسكولينكوف                    | Raskolnikov راسكولينكوف                | raskol راسكول                                 | انشقاق أو انقسام "راسكولينك" هو "الشخص الذي ينقسم" أو "المنشق"؛ يعني الفعل "راسكاليفات (بالروسية:раскалывать) "أن ينشق" أو "يقطع" أو "يكسر" أو "ينقسم" أو "ينكسر". توضح الترجمات السابقة المعنى الحرفي للكلمة أمّا المعنى المجازي للكلمة هو "إبراز"، "جعل الاعتراف أو الاعتراف بالحقيقة.. إلخ". المقصود بكلمة راسكول استحضار أفكار انشقاق الكنيسة الأرثوذكسية الروسية تحت قيادة البطريرك نيكون. |                                        |
| Авдо́тья أفدويتا                                                | Рома́новна رومانوفنا                    | Раско́льникова راسكولينكوفا                  |                                        |                                               | |                                        |
| Пульхери́я بلخريا                                               | Алексáндровна أليكسندروفنا             | Раско́льникова راسكولينكوفا                  |                                        |                                               | |                                        |
| Семён سيمون                                                    | Заха́рович زاخروفيتش                    | Мармела́дов مارميلدوف                        | Marmeladov مارميلندوف                  | marmelad مارميلاد                             | مُربى يُصنع من قشور الحمضيات |                                        |
| Со́фья, Со́ня, Со́нечка صوفيا، سونيا، الاسم بصيغة الدلع: سونيتشكا | Семёновна سيمونوفنا                    | Мармела́дова مارميلدوفا                      | Sonya سونيا                            | Sofya سوفيا أو صوفيا                          | مشتقة من المعنى اليوناني "wisdom" أي "الحكمة" |                                        |
| Катери́на كاترينا                                               | Ива́новна ايفانوفنا                     | Мармела́дова مارميلدوفا                      |                                        |                                               | |                                        |
| Дми́трий ديمتري                                                 | Проко́фьич بروكوفيتش                    | Вразуми́хин, Разуми́хин فرازوميخين، رازوميخين | Razumikhin رازميخين                    | razum رازيم                                   | العقلانية، العقل، الذكاء |                                        |
| Праско́вья براسكوفايا                                           | Па́вловна بافالوفنا                     | Зарницына زارينتسنا                         |                                        |                                               | |                                        |
| Арка́дий أركادي                                                 | Ива́нович ايفانوفيتش                    | Свидрига́йлов سفيدريكولوف                    | Svidrigaïlov سفيدريغيلوف               | Svidrigailo سفيدرغايول                        | دوق ليتواني من القرن الخامس عشر (الاسم الذي يطلق على شخصية بدلاً من الصوت وليس المعنى) |                                        |
| Ма́рфа مارفي                                                    | Петро́вна بيتروفنا                      | Свидрига́йлова سفيدروكلوفا                   |                                        |                                               | |                                        |
| Пётр بيتر                                                      | Петро́вич بيتروفيتش                     | Лужин بوجين                                 | Luzhin لوزين                           | luzha لوزا                                    | بركة صغيرة من الماء، في الرواية كانت قريبة من معنى "التخبط في الوحل" |                                        |
| Андре́й أندريه                                                  | Семёнович سيمونفيتش                    | Лебезя́тников ليبزياتنكوف                    | Lebezyatnikov ليبزياتنكوف              | lebezit ليبزيت                                | التذلل لشخص ما "التزلف" |                                        |
| Порфи́рий بورفيري                                               | Петро́вич بيتروفيتش                     |                                             | Porfiry بورفيري                        | Porphyry بروفيري                              | (ربما) سمي على اسم الفلسفة الأفلاطونية الحديثة، أو بعد كلمة "порфира" ("البورفيرا") الروسية والتي تعني "عباءة أرجوانية " |                                        |
| Лизаве́та بيزافيتا                                              | Ива́новна ايافوفنا                      |                                             |                                        |                                               | |                                        |
| Алёна أليونا                                                   | Ива́новна ايافوفنا                      |                                             |                                        |                                               | |                                        |
| Александр الكسندر                                              | Григорьевич غريغوريفيتش                | Заметов زاميتوف                             | Zamyotov زاميتوف                       | zametit زاميلتي                               | للملاحظة، للإدراك |                                        |
| تُشير الحركات فوق الحروف باللغة الروسية إلى تشديد في لفظ الحرف  |                                        |                                             |                                        |                                               | |                                        |

كان دوستويفسكي حريصًا جدًا في اختيار أسماء وألقاب شخصياته فغالباً لم تكن تحتوي فقط على أسماء الشخصيات بل أشارت أيضاً إلى نماذجها الأولية المحتملة؛ في بعض الدرسات لكتابات فيودور ميخائيلوفيتش قام الباحثون بتحديد نداء الأسماء مع أبطال المؤلفين الآخرين والقصص الأدبية والأسطورية والأحداث التاريخية. لذلك في المسودة الأولي لـِ«الجريمة والعقاب» عندما تقول والدة البطل روديون راسكولينكوف«إن عائلة راسكولينكوف معروفة منذ مائتي عام» فهذه إشارة إلى «الجذور» والتواريخ المحددة المرتبطة ببداية الانقسام. إضافة إلى ذلك وفقاً لتفسير ألفريد بوم هناك ارتباط دلالي بين مفهومي «الانقسام» و«التشعب».
لقب سفيدركانالوف وفقاً للباحثين فإنّه من الممكن أن يراه دوستويفسكي على صفحات مجلة «ايسكارا» في العدد رقم 26 الصادر عام 1861 حيث كان هناك ملاحظة تحكي عن سفيدركانالوف «الفاحش» وهو من سكان بلدة صغيرة وصفه حينها مؤلف المنشور بأنه «رجل من أصل مظلم ويمتلك مظهر قذر». ووفقاً لنسخة أخرى فإن فيودور ميخائيلوفيتش ديستوفسكي كان قد درس التاريخ بشكل أو آخر وقد كتبت ابنته ليوبوف فيودوروفنا عن جذور والدها الليتوانية في كتاب مذكراتها، فربما لفت الانتباه إلى لقب الأمير شفيتريجيلو الذي كان أحد الأجزاء شخص شهواني مطابقاً تماماً مع شخصية أركادي إيفانوفيتش.
في أعمال دوستويفسكي هناك شخصيتان دُعيتا ليبيزياتنيكوف: أحدهم كان مستشاراً لمحكمة سيميون يفسيفيتش وظهر في قصة «بوبوك» ويتجلى كشخص يسعى إلى «خدمة كبار السن». والثاني هو الشاب التقدمي أندريه سيميونوفيتش من الجريمة والعقاب. وقد أوضح فيودور ميخائيلوفيتش ديستوفسكي المعنى من هذا اللقب فمن جهة كتب في مسوداته الذي «ليبيزياتنيكوف، مُتزلف، موافقة ...»؛ ومن ناحية أخرى فشخصية ديمتري رازوميخين الذي ينطق بعبارة في الرواية مفادها أن الشخص يجب أن يكون لديه أرضية صلبة - «وإلا فإنك ستُخدع وتُجبر على الموافقة».
تاريخ عائلة مارميلادوف المُكونة لثلاث شخصيات في الرواية هم (سيميون زاخاروفيتش، كاترينا إيفانوفنا وسونيا) يعكس قدراً كبيراً من المعاناة والألم والبؤس لدرجة أن دوستويفسكي وضع معنى "سخرية مريرة" في لقبهم. دراسات منفصلة تتعلق باسم ممثل هذه العائلة "سونيا" وفقاً للناقد الأدبي مويسي التمان تُثبت وجود تقارب معين بين البطلتين اللّتان تحمل الاسم نفسه صوفيا سيميونوفنا مارميلادوفا والزوجة الثانية لفيدور كارامازوف، صوفيا إيفانوفنا فكلاهما يتميزان بالتصرف الوديع "اللطف وعدم المسؤولية" مقارنة بأقرب أقربائهم صوفيا ماتفيفنا في رواية ("الشياطين") وصوفيا أندريفنا فيرسيلوفا من رواية ("مراهق"). في الجريمة والعقاب يُدمج اسم سونيا مع كلمة الأبدي، بينما يقف العالم!". حسب لفاليري كيربوتين فإن هذا اللقب، الذي استخدمه بلزاك في الأصل للإشارة إلى الأب جوريوت ("الأب الأبدي")، في سياق رواية دوستويفسكي لا يعني فقط الإخلاص اللامتناهي، ولكن أيضاً "الترتيب الذي يقوم عليه العالم الذي يكرهه راسكولينكوف".

بطلة أخرى وديعة وخاضعة في الرواية هي ليزافيتا إيفانوفنا التي قتلها روديون رومانوفيتش راسكولينكوف بعدقتل أختها مباشرةً، عندما يستمع إلى ذكريات سونيا عن أخت ألينا إيفانوفنا غير الشقيقة، يصف ليزافيتا بأنها «أحمق مٌقدس»، ويقول الراوي إنها كانت تعتبر «حمقاء تقريبًا» (وهو ما يعني بلغة دوستويفسكي ليس التشخيص الطبي، ولكن البساطة والقليبة). كان لليزافيتا في الجريمة والعقاب أخوات في أعمال ديستوفسكي هنَّ من «المُباركة ليزافيتا» من رواية «شياطين» وليزافيتا الرائحة من «الأخوة كارامازوف». كان من الممكن أن يكون الاسم الذي أطلقه الكاتب على شخصياته مأخوذًا من «القائمة الأبجدية للقديسين التي تشير إلى أرقام الاحتفال بذاكرتهم ومعاني الأسماء» كان هذا التقويم في مكتبة فيودور ميخائيلوفيتش، وكان يعلم أن كلمة «إليزافيتا» هي كلمة مُترجمة من العبرية تُشيرإلى معنى مُشابه لـِ«إكرام الله». أخيرًا اكتشف ألفريد بوم العلاقة مع ليزافيتا إيفانوفنا أخرى وهي تلميذة الكونتيسة من بوشكين الملكلة داما:
 تدمر هيرمان كونتيسة المرأة العجوز وفي نفس الوقت «تقتل» تلميذها الذي يعيش معها في نفس المنزل. راسكولينكوف يقتل المرابي القديم وهنا يقتل أختها غير الشقيقة - ليزافيتا إيفانوفنا ... لا أعتبر أن الصدفة بأن الضحية لها نفس الاسم هي عرضية؛ هذا يَنم ربما ولو بشكل مخفي عن دوستويفسكي نفسه ومحاولة إيضاح العلاقة بين المؤامرات.

## صورة المدينة

### الحياة والعادات

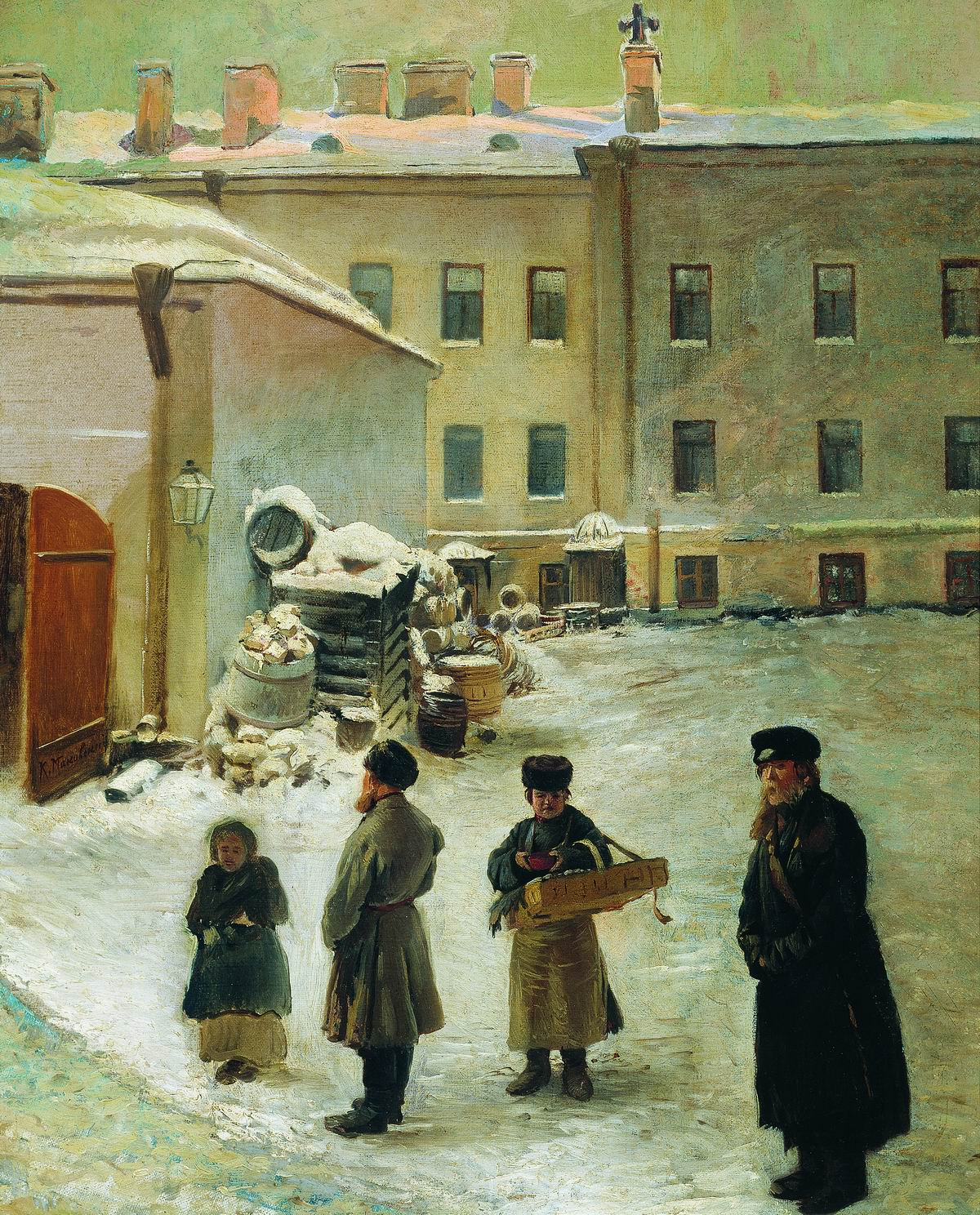
فناء في مدينة سانت بطرسبورغ أواخر خمسينات القرن التاسع عشر

من بين صور «الجريمة والعقاب»، يميز الباحثون مدينة بطرسبورغ واصفين إياها بأنها ليست مجرد مكان عمل، بل شخصية مُساوية وربما شخصية رئيسية في الرواية. اعتبر دوستويفسكي سانت بطرسبرغ «أكثر مدنينة مدروسة في تنظيمها عالمياً» و«أروع مدينة في العالم». وقد تأمل ديستوفسكي المدينة وكيفية تأثيرها على الشخص وبدا ذلك واضحاً في المحادثة التي أجراها سفيدركانالوف مع راسكولينكوف: 
نادراً ما توجد تأثيرات قاتمة وحادة وغريبة على الروح البشرية، كما في سانت بطرسبرغ! ما هي التأثيرات المناخية وحدها!.

مؤسسو «نص بطرسبورغ» هم ألكسندر بوشكين ونيكولاي غوغول. لكن دوستويفسكي ابتكر صورة مدينة أكبر وبذلك فهو واصل الفكرة التي وضعها كاتب آخر هو نيكولاي نيكراسوف في تقويمه «فسيولوجيا بطرسبورغ» (1844-1845). لذلك، تكررت نغمات قصة ديمتري غريغوروفيتش «معامل الأرغن في بطرسبورغ» مُكررة على لسان روديون رومانوفتش راسكولينكوف والموجهة الموجهة إلى أحد المارة: 
أحب الطريقة التي يغنون بها على آلة الأرغن في الأمسيات خريفية باردة ومظلمة ورطبة، وبالتأكيد في مكان رطب أو حتى من الأفضل القول عندما يتساقط الثلج الرطب.

كانت آلات الأرغن في ذلك الوقت جزءًا لا يتجزأ من المشهد في المدينة ولفتت العديد من المنشورات النظر إلى حقيقة أن الأطفال «يجرون على طول الشوارع» باستمرار باستخدام هذه الأداة الميكانيكية كالمنشور الوارد في صحيفة "جولوس" في عددها العشرين من العام 1865.
أعادت الرواية إنشاء عناصر الحياة اليومية في سانت بطرسبرغ في ستينيات القرن التاسع عشر. كان منطق روديون رومانوفيتش راسكولينكوف حول الحالة المزاجية الخاصة التي أحدثتها آلة الأرغن الكبيرة برميلية الشكل أثناء تساقط الثلوج عندما «تلمع فوانيس الغاز»، بمثابة تذكير بأنه في ذلك الوقت كان وسط العاصمة الروسية بأكمله مضاءً بالفعل بمصابيح الغاز. في مشهد ذهاب راسكولينكوف بعد مقتل ليزافيتا إلى المطبخ ليغسل يديه والفأس هناك تفاصيل من الحياة الاقتصادية لسكان سانت بطرسبورغ حيث كان في المطبخ «دلو نصف مليء بالماء» على المقعد ففي منتصف القرن التاسع عشر لم يكن نظام مستمرٌ لإمداد المياه في قد بُني بعدُ سانت بطرسبرغ وكان السكان إما يأخذون مياه الشرب من الآبار الموجودة في العديد من الأفنية ، أو بمساعدة ناقلات المياه التي تحصل على الماء من الأنهار والقنوات.
أثناء تجول راسكولينكوف في أرجاء المدينة يدخل حانة ويطلب من الخادم إحضار صحف جديدة وينظر إلى العناوين الرئيسية؛ ذكرت الملاحظات إضافة لبعض الأخبار الأُخرى عن العديد من الحرائق التي اكتسبت «أبعاداً مروعة» في سانت بطرسبرغ في ذلك الوقت كما كتبت صحيفة روسكي فيدوموستي في عام 1865. قال الناشر نيكولاي ستراخوف في مذكراته عن دوستويفسكي إن «الحرائق ألهمت رعبًا يصعب تجاوزه». متجهًا إلى مركز الشرطة يرى البطل «عمال نظافة يحملون كتبًا تحت أذرعهم». وحسب ما أوضح الصحفي وعالم الإثنوغرافيا فلاديمير ميكنيفيتش، فإن «الكتب» في الرواية تعني الكتب المنزلية ، حيث تُدخل معلومات حول «كل شخص وصل إلى سانت بطرسبرغ».
من بين الاتجاهات الجديدة وصف العاصمة الروسية والتي كانت آنذاك سانت بيطرسبورغ والتي اثرت في عمل ديستوفسكي كانت الكوميونات التي ظهرت بعد نشر رواية نيكولاي تشيرنيشفسكي "ما العمل؟" (1863)، حيث ناقشت أحد شخصيات الرواية وهي شخصية «أندريه سيميونوفيتش ليبيزياتنيكوف» الكثير عنها. إضافة لرواية ما العمل فقد كان للمجتمع الذي نظمه الكاتب فاسيلي سليبتسوف - وكان يقع في شارع زنامينسكايا وكان يعتبر مركز جذب للشباب الديمقراطي. بالإضافة إلى ذلك، ربما سمع دوستويفسكي عن الكيمونة الواقعة في شارع سريدنايا ميششانسكايا حيث عاش الكاتب في نفس المنطقة.
إن مدينة بطرسبرغ عند دوستويفسكي ليست مدينة بشارع أساسي هو نيفسكي بروسبكت، فالليالي البيضاء والقصور الرائعة عند الحاجز الإنجليزي التي تطل على نهر نيفا هي مدينة بطرسبورغ من أُخرى، فيالرواية هي مددينة مُكونة من سلالم سوداء وخزائن تشبه النعوش وأقسام شرطة وحانات ... تعيش المدينة الفقيرة حياتها المعتادة، ويبدو أنها لا تعرف بطرسبورغ الجميلة التي تصور الاحتفالات والشوارع المُرتبة والأبنية الرائعة.

### طبوغرافيا سانت بطرسبورغ

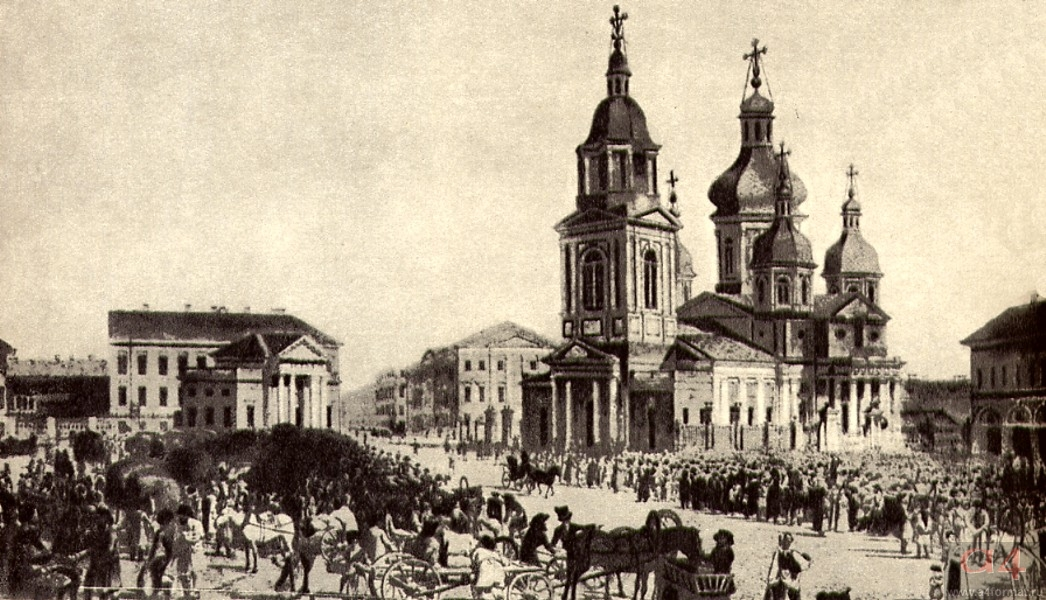
ميدان سنايا حيث كان يمر البطل باستمرار

يبدأ عمل الرواية بمغادرة البطل للحجرة الموجودة في الممر (س-م) متجهًا نحو جسر (ك)، قامت أرملة ديستوفسكي آنا غريغورفنا في عام 1907 بمحاولة لفهم رموز الخريطة التي وضعها زوجها وكتبت ملاحظات خاصة في هوامش نسختها من «الجريمة والعقاب» ووفقاً لتفسيرها ولتسمياته فإن العمل يبدأ في ستوليارني بيريولك ثم بتنقل راسكولينكوف إلى جسر كوكوشكين موست. ومع ذلك تعتقد الباحثة كوبان كسينية أندريفنا (الروسية: Ксения Андреевна Кумпан) والتي درست تضاريس الرواية مع آخرين بأن الكاتب ربما كان يعني تحت حارة س-م عنصرًا آخر للبنية التحتية وهو سباسكي لين:
الصورة المعقدة لانتهاك التضاريس الحقيقية لسانت بطرسبرغ تخلق صورة محددة للمدينة في الرواية: من ناحية، منطقة محددة يمكن التعرف عليها من المدينة، من ناحية أخرى مدينة توأمية وكأن المدينة وعكوسة في مرآة مشوهة حيث الشوارع والمسافات لا تتوافق مع الشوارع الحقيقية، ومنازل الأبطال ومواقعهم فيها نوع من المراوغة.

رغم ذلك إلاّ أن العديد من النُقاد الأدبيين اتخذوا النسخة التي تفيد بأن الحُجرة التي قَطَنَ بها راسكولينكوف تقع في منزل شيل في ستوليارني لين، فمثلاً كتب مويسي ألتمان أن «مكان إقامة راسكولينكوف مرتبط ارتباطاً وثيقاً بعناوين التي سكن بها دوستويفسكي»، كما أشار المؤرخ الروسي إيفجينيا ساروخانيان إلا أن "المبنى الواقع على زاوية شارع سردني ميشناسكوي (الروسية: Средней Мещанской) وستوليارني لين يشبهان منزل راسكولينكوف". أكّد ليونيد غروسمان بشكل قاطع بأن عنوان منزل راسكولينكوف الدقيق يقع في شارع ستوليارني لين. في الوقت نفسه، أشار المؤرخ نيكولاي أنتسيفيروف الذي وافق على فك شفرة أرملة الكاتب، إلى أنه بناءً على نص الرواية فهناك العديد من المنازل المماثلة في سانت بطرسبرغ.

استناداً إلى الرسومات الصادرة لسانت بطرسبورغ في عام 1865 فإن شارع ستوليارني لين كان يحوي على ستة عشر منزلاً تتوزع بينها ثمانية عشر حانة لذا فإن أولئك الذين يرغبون في الاستمتاع بنشوة السُكر والأجواء المُمتعة والرطبة لا يحتاجون حتى إلى النظر إلى معالم المدينة، فقط ادخل بنفسك في أي حارة وستجد النبيذ في كل مكان”. يتجه روديون رومانوفيتش نحو المرأة العجوز التي تعمل بالرهن ويمر عبر ميدان سينايا المليئ بالمؤسسات المعروفة. كان دوستويفسكي على دراية جيدة بهذه المنطقة (التي كتب عنها سالتيكوف-شيترين كمكان واضح للنظر «ولا يتطلب فيه من الشرطة حتى اللياقة الخارجية»)، لذلك أعاد إنتاج مسار راسكولينكوف بدقة شديدة. في سينايا يُخطط راسكولينكوف لاغتيال ألينا إيفانوفنا كما يأتي إلى هناك ليعترف علانية بأنه قاتل: 
جثا في وسط الميدان، وانحنى على الأرض وقبل هذه الأرض القذرة.

بعد خروج راسكولينكوف من حجرته والعودة إليها يقوم بالصعود والنزول عن الدرج عدّة مرات ووفقاً لحسابات الباحثين فقد قام بهذا العمل 48 مرة خلال الرواية، مما يؤكد أن ديستوفسكي حاول إعطاء الدرج صورة منفصلة كما كتب الناقد الأدبي داونر: 
صعود ونزول راسكولينكوف هو نوع من الطقوس النفسية ... «طريقه» هو حرفياً المسار«لأعلى ولأسفل»

اعترف ديمتري سيرجيفيتش ليخاتشيف أنه عندما يتجاوز البطل الثلاث عشرة درجة التي تؤدي إلى مسكنه «يسيطر الرعب» عليه: «الخيال لدى ديستوفسكي كان واقعياً لدرجة مُذهلة».
لم يجتمع الباحثون على رأي واحد يحدّد عنوان منزل المُرابية التي قتلها راسكولينكوف. وفقًا لديمتري ليكاتشيف وسيرجي بيلوف وإيفجينيا ساروخانيان فقد عاشت ألينا إيفانوفنا على جسر قناة غريبويدوف 104/25. افترضت نيكولاي أنتسيفيروف أن شقتها كانت "في الزاوية اليسرى من شارع سادوفايا ونيكولسكي". بينما التزم المؤرخان يوري كراسنوف وبوريس متليتسكي بالرواية القائلة بأن منزل القتيلة لا يبعد كثيراً عن شارع غارخوفيا. 
تشير الرواية إلى أن مسكن راسكولينكوف يبعد عن مركز الشرطة «ربع ميل» حيث ينشي البطل عبر جسر ثم يتحرك بشكل مستقيم ويستدير إلى اليسار للوصل إليه. في مخطط سانت بطرسبرغ الذي وُضِع في عام 1849 وفي دفتر عناوين المدينة لعام 1862 يوجد مكتب شرطة يقع في العنوان: بلشايا بادياتشيسكايا، 26. يعتقد نيكولاي أنتسيفيروف وإيفجينيا ساروخانيان أن طريق البطل موجه بشكل واضح لهذا المبنى. في الوقت نفسه قام بعض الباحثين مثل يوري كراسنوف وبوريس ميتليتسكي بتحديد عنوان مختلف وقد أكدوا رأيهم من خلال حقيقة أن الشقة التي عمل فيها دوستويفسكي على الرواية في منتصف ستينيات القرن التاسع عشر «تنتمي إلى الربع الثالث لمركز شرطة سانت بطرسبورغ وتحديداً في الودة الثانية» والمكتب المقابل للشقة يقع على قناة كاترين في المنزل رقم 67.

## العلامات المُميزة لتاريخ الرواية
في عام 1865 أخبر ديستوفسكي الناشر ميخائيل كاتكوف عن عمله الجريمة والعقاب واصفاً العمل بأنّه «عمل حديث، تمَّ خلال هذا العام». لا يحتوي العمل نفسه على مؤشرات لتواريخ محددة، ولكن هناك علامات يمكن التعرف عليها تجعل من الممكن الربط بين الأحداث الواردة في الرواية والأحداث الحقيقية. تشهد الجملة الأولى (في بداية شهر تموز (يوليو)، في وقت شديد الحرارة) على حقيقة أن المؤلف كان يسعى إلى إضافة أقصى قدر من الموثوقية إلى النص في محاولة ليكون مثل صحيفتي بطرسبرغ ليستوك في عددها رقم 91 وصحيفة «جولوس» في العدد رقم 196، كانت الحرارة في منتصف الصيف لا تطاق حقًا حيث وصلت للأربعين درجة في الشمس، وانبعثت رائحة كريهة من قناة المياه فونتيكا، وبعض القنوات الأخرى. في الوقت نفسه، وفقًا لفلاديمير دانيلوف، كان وصف الحرارة التي سيطرت على المدينة ضروريًا لفيودور ميخائيلوفيتش ديستوفسكي ليس فقط من أجل «إضفاء لمسة من الحداثة على الرواية»، ولكن أيضًا من أجل عكس الحالة النفسية للبطل: «كان ينبغي للحرارة أن تساهم في تفاقم انطباعات راسكولينكوف السلبية عن الحياة المحيطة». قدم الناقد فاديم كوزينوف رأياً مُشابهاً حيث كتب أن الحرارة في العمل لا ينبغي اعتبارها «علامة أرصاد جوية» فقط: 
هذا ليس فقط جو مدينة يوليو، ولكن أيضًا جو الجريمة.

في الليلة اللاحقة لاتكاب الجريمة قام راسكولينكوف بلفت انتباه الشرطي إلى شخص مشبوه قائلاً: هناك ابتعد قليلاً، ووقف كما لو كان يدحرج سيجارة. كانت التفاصيل المتعلقة بالسجائر مناسبة لمنتصف عام 1865 حيثصدر مرسوم يسمح بالتدخين في شوارع عاصمة الإمبراطورية الروسية سانت بطرسبورغ. كما لاحظ الباحثون أن ديستوفسكي قام بإدارج هذه الصور تحديداً داخل نص الرواية من أجل «إعطاء الصورة طابع اليوم الحالي».
ذَكر بيتر بيتروفيتش لوزين خلال حديثه عن تطور الجرائم وازدياد السلوك الإجرامي لدى الطبقات العُليا أدى لجعل الشرطة في مدينة موسكو تعمل على اصطياد شبكة كبيرة من مزوري بطاقات الياناصيب ومن بين المشاركين الرئيسيين هناك مُحاضر في التاريخ العالمي.
خلف ملاحظة بيتر بتروفيتش هناك حادثة حقيقية ذكرتها صحيفة موسكوفسكي فيدوموستي في عددها رقم 197 الصادر عام 1865، يتعلق بالكشف عن تصرفات مجموعة من الأشخاص الذين ابتكروا شهادات مزورة لقرض يانصيب. من الممكن أن يكون دوستويفسكي قد لفت الانتباه إلى هذه القصة الإجرامية لأن «المشارك الرئيسي» كان أستاذ أكاديمية العلوم التجارية ألكسندر نيوفيتوف، الذي كان من أقارب فيودور ميخائيلوفيتش من ناحية الأم.

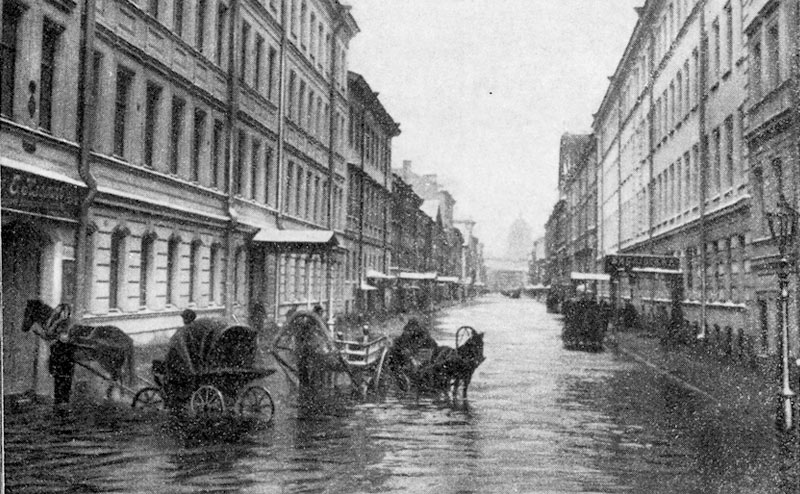
الطوفان في سانت بطرسبورغ عام 1903

شرح أركادي إيفانوفيتش سفيدركانالوف لراسكولينكوف لماذا ضرب زوجتهمارفا بتروفنا مرتين بالسوط وأشار إلى أن حادثة مماثلة حدثت قبل عدة سنوات وتسببت بعار كبير للشعب بأكلمه حيث قام أحد النبلاء بضرب راكب شاركه في مفس عربة القطار. القصة التي ذكرها أركادي إيفانوفيتش سفيدركانالوف حدثت في عام 1860 وقد غطت الصحافة ظروف القضية على نطاق واسع ونشرت مجلة فريميا التي نشرها في ذلك الوقت الأخوان دوستويفسكي مواد تحكي عن «العمل البطولي» لمالك الأرض «كوزليانوف» حيث توقفت العربة في فيشنيفولوتسك في مقاطعة تفير.
قام سفيدركانالوف نفسه عشية انتحاره بالذهاب للنافذة ونظر إلى ظلام الليل واعتقد أن «الماء سيأتي في الصباح ويتدفق ويغرق الأقبية». في هذا المشهد ترد إشارة إلى تاريخ محدد وهو ليلة 29-30 يونيو من العام 1865 حيث بدأت عاصفة قوية في عاصمة الإمبراطورية الروسية مكونة من المطر والرياح المدمرة عانى منها بشكل أساسي جانب بيتروغراد من المدينة.

## فكرة راسكولينكوف «الاعتراف»
في محادثنة مع سونيا مارميلادوفا شرح راسكولينكوف أسباب الجريمة التي ارتكبها لم يقدم حينها أهمية لمستقبل البشرية أو لحياة أحبائه بعد القتل بل تستند أفعاله إلى دوافع أخرى: 
لقد قتلت للتو، لقد قتلت لأجلي؛ لأجلي وحدي ... كان علي أن أكتشف شيئًا آخر ... هل يمكنني أن أتخطى أم لا! ... هل أنا مخلوق يرتجف، أم لي الحق.

 كُشِف عن فكرة روديون رومانوفيتش راسكولينكوف بمزيد من التفصيل في محادثاته مع المحقق قبل ستة أشهر من القتل حيث كتب حينها مقالاً بعنوان «عن الجريمة» أثبت فيه تقسيم الإنسانية إلى فئتين إحداهما هي الفئة الدنيا وهم الأشخاص العاديون الموجودون في إطار الوصية «لا تقتل». وتشمل الفئة الثانية من هم بدرجات أعلى مثل نابليون ومحمد ونيوتن وكبلر وليكورغوس وسولون وغيرهم من «مُشرعي الإنسانية»؛ ووفقًا لنظرية راسكولينكوف فالفئة الثانية لها الحق «بالسماح لضميرها بتخطي عتبات مُعينة». قد كان الذهاب بفأس إلى منزل إيلينا إيفانوفنا هو محاولة من راسكولينكوف لتطبيق نظريته على نفسه لتحديد الفئة التي ينمي إليها.

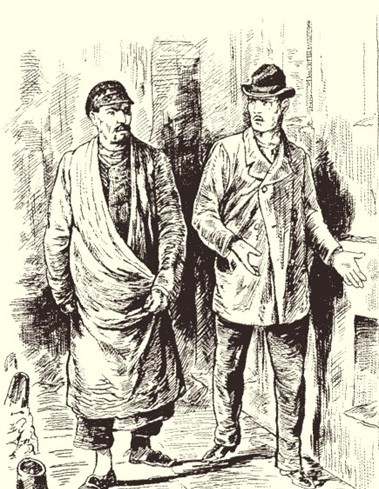
رسم تخيلي لراسكولينكوف مع تاجر عام 1881

عندما وجّه بورفيري بتروفيتش الحديث مع راسكولينكوف باتجاه المقال، تذكر راسكولينكوف أنه «كتب بالفعل مقالاً... عن كتاب واحد». طَرَحَ الباحثون عدّة كتب يمكن أن يكون ديستوفسكي كان يقصدها بشكل مباشر. وفقًا لفيودور يفنين، كان الأمر يتعلق بكتاب نابليون الثالث «تاريخ يوليوس قيصر» الذي نُشِر في سانت بطرسبورغ ربيع عام 1865. رافق نشر الكتاب مناقشات في الصحافة الروسية والأجنبية، وقد تابع ديستوفسكي هذه المناقشات عن كثب وربّما كان مهتمًا بأجزاء معينة من مقدمة الكتاب وقد ظهر ذلك في ملخصات راسكولينكوف: 
عندما تشهد الأعمال الخارقة على عظمة العبقري فإن إسناد العواطف والدوافع السيئة إليه يتعارض مع التفكير السليم.

وضع فاليري كيربوتين عمل ماكس شتيرنر "الشخص وملكيته"المنشور عام 1845 بوصفه أحد الأعمال التي يُعتقد أن ديستوفسكي تأثر بها خلال كتابته لرواية الجريمة والعقاب وأثرت في تصرفات راسكولينكوف، حيث من الممكن أن يكن الكاتب قد تعرف على الكتاب في شبابه غندما كان في منزل ميخائيل بتراشيفسكي. تسبب ظهور كتاب شتيرنر، الذي أعلن "عبادة الفرد المتطرفة لـ" الأنا " في غضب عام في وفي نفس الوقت كان سبباً للجدل. يعتقد الناقد الأدبي ميخائيل ألكسيفأن هناك تشابهًا معيناً بين نظرية راسكولينكوف والمبادئ المنصوص عليها في أطروحة الكاتب توماس دي كوينسي "القتل كأحد الفنون الجميلة". في الوقت نفسه اعتقد يوري كارجاكين أن "هناك الكثير من هذه الكتب ومقالة راسكولينكوف هي الصورة الفنية لكل هذه الكتب".
بعد القتل بثلاث عشرة يوم وجّه راسكولينكوف كلمة الوداع الأخير لأمه بلخريا أليسكندروفنا ولأخته دونيا ولصديقته سونيا وذهب إلى سيميون زاخاروفيتش ثم يذهب لقسم الشرطة وهناك يعترف: «لقد قمت بقتل مانحة المال العجوز وشقيقتها ليزافيتا بفأس صم سرقت مالهم». اعتراف راسكولينكوف كما أشار يوري كارجاكين لم يكن توبة بعد: ينحني البطل أمام الناس في الميدان ويعترف ليس من منطلق وعيه بذنب، ولكن «بسبب اللّهفة واليأس والتعب غير الإنساني»:
يكتب دوستويفسكي أنه في تلك اللحظة كان في «نوبة» لكن مشهد التوبة الوطنية في الساحة لم ينجح لأنه لم تكن هناك توبة بحد ذاتها. الناس في الساحة ضحكوا عليه ... لم يُفرغ عواطفة بل أتته نوبة صرع.

## الخاتمة

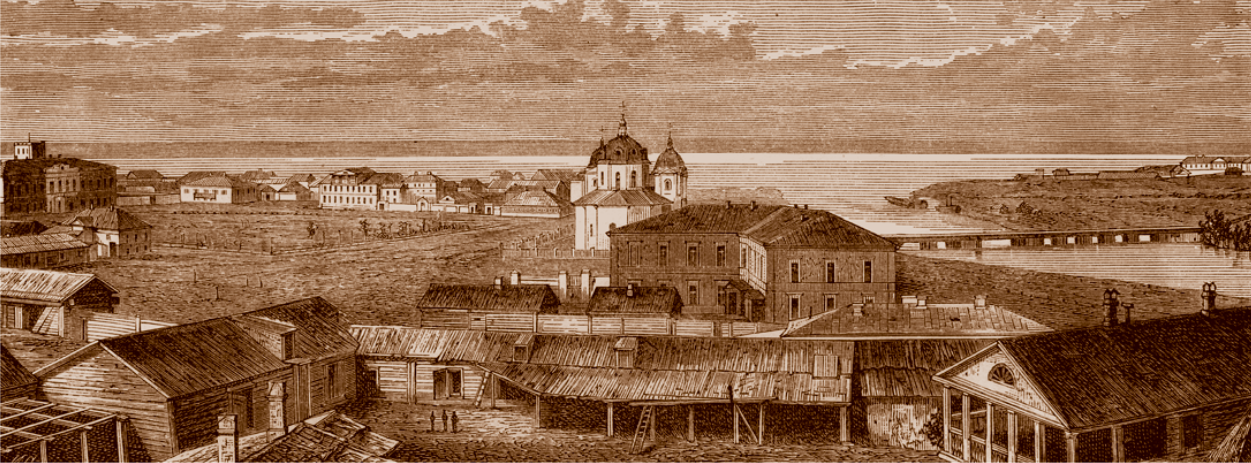
أومسك في نهاية القرن التاسع عشر

خاتمة رواية الجريمة والعقاب يعتبرُها باحثو الأدب بأنها انفتاحية وتبقي باب السؤال مطروحاً. حيث يُخبرنا فيها ديستوفسكي عن الأحداث التي مرّت بعد اعتراف راكولينكوف (وفاة أُمه«بلخريا ألسكندروفنا»، حفل زفاف أوفدويتا«دونيا» وديمتري رازميخين، خططهم للانتقال المُحتمل إلى سيبريا)؛ من جهة ثانية فهو يُشير لولادة قصة جديدة حول التغيُيّر التدريجي والولادة الجديدة. لكن البطل ليس راسكولينكوف بل ليف نيكولايفيتش من رواية الأبله، رواية ديستوفسكي الجديدة.
يبدأ الجزء الأخير من «الجريمة والعقاب» بوصف لمدينة سيبيريا في القلعة التي يقع فيها السجن حيث يقضي راسكولينكوف حكماً بالسجن لثمان سنوات ويُعتبر منفي من الدرجة الثانية. تجمع هذه الصورة ذكريات دوستويفسكي عن سجن أومسك حيث قضى فيودور ميخائيلوفيتش حكماً لمدة أربع سنوات. الفئة الثانية من المدانين تعني أن المحكوم عليه لن يعمل في المناجم فهذه أعمال الدرجة الأولى، ولكن في القلعة دوستويفسكي نفسه أثناء إقامته في السجن وعمله بالأشغال الشاقة كان أيضاً سجيناً من الدرجة الثانية. كان الحكم على روديون رومانوفيتش راسكولينكوف كما ورد في الخاتمة «أكثر رحمة مما كان متوقعاً» وهذا بسبب حقيقة أنّه وفقاً لقانون العقوبات في القوانين الجنائية في الإمبراطورية الروسية لعام 1843 قامت المحكمة بتفسير قتل سمسارة الرهن وأختها على أنه «فعل قد ارتُكب ولو كان بقصد، لكن بدافع مفاجئ» إضافة إلى الاعتراف وبعض الأسباب المُخففة التي قامت المحكمة بمُراعاتها.

في الأشهر الأولى من إقامته في السجن لم يشعر راسكولينكوف بالذنب: 
ضميري هادئ. بالطبع، ارتكبت جريمة جنائية ... حسناً، خذ رأسي على أنها نص القانون ... وهذا يكفي.

 لكنi يفهم أكثر فأكثر أن بينه وبين المدانين الآخرين «هوة لا يمكن اجتيازها»: «لقد بدأوا حتى يكرهونه ... ضحكوا على جريمته». ترتبط هذه السطور برسالة دوستويفسكي إلى أخيه والتي تقول: 
نحن أيها النبلاء التقينا بالعداء وبفرح خبيث في حزننا.

أثناء مرضه تظهر لراسكولينكوف «أحلام نبوية»؛ في إحداها يرى «وباء خطير ينتقل من آسيا إلى أعماق أوروبا» يكون السبب في موت الجميع باستثناء عدد قليل من الأشخاص «المختارين». هذا الحلم يسبق «ولادة جديدة» للبطل.
تستند رؤيته إلى الفصل الرابع والعشرين من إنجيل متى حيث يقول يسوع لتلاميذه:
 وسوف تسمعون بحروب وأخبار حروب. انظروا، لا ترتاعوا. لأنه لا بد أن تكون هذه كلها، ولكن ليس المنتهى بعد. لأنه تقوم أمة على أمة ومملكة على مملكة، وتكون مجاعات وأوبئة وزلازل في أماكن. ولكن هذه كلها مبتدأ الأوجاع. ولو لم تقصر تلك الأيام لم يخلص جسد. ولكن لأجل المختارين تقصر تلك الأيام.

تشهد السجلات والمسودات لدى دوستويفسكي بأن الكاتب رأى فكرة الرواية في أطروحة «وجهة النظر الأرثوذكسية، ما هي الأرثوذكسية؟ لا توجد سعادة في الراحة لأنّ السعادة تنبع من المعاناة»، لذلك يمر راسكولينكوف في عملية «إعادة الميلاد» بالألم والعذاب.
أولاً الأحلام ثم وصول سونيا سيمونوفنا مارميلاردفا وقراءة العهد الجديد معها تُخرج البطل من الاضطراب العقلي. في العبارة الأخيرة، دوّن ديستوفسكي ملاحظة: «السطر الأخير. والطرق التي يجد بها الله شخصًا ما هي طرق غامضة». اعتبر الناقد الأدبي إيغور سوخيخ أن راسكولينكوف «لم يكتشف الإنجيل وكان لسونيا أسباب أُخرى ستدفع إلى الولادة الجديدة:» كيف لا تكون معتقداتها هي معتقداته؟ وبحسب كارجاكين «فقد توافقت المعتقدات بسبب الحب».
يُحفظ راسكولينكوف من خلال سونيا. مصير شقيقها وشقيقتها يناسب سفيدريجيلوف قبل الانتحار. يُنقَذ دنيا من قبل رازميخين الذي يقع في حبها. الشخص ينقذ من قبل شخص آخر يلتئم الفراغ فقط في هذا المكان. تبقى جميع المشاكل الأخرى دون حل. هل سيكون هناك حب كاف لـ «سونيا الأبدية» لتفيض به على الجميع؟ من سينقذ هذا العالم من الهلاك ومن الجنون؟ هل يجد الله دائماً الشخص المناسب وماذا يفعل إن لم يجده؟ تركت رواية دوستويفسكي الفلسفية هذه الأسئلة ليقررها القرن العشرين.

## التعليقات
في عام 1866 أصبحت «الجريمة والعقاب» وفقًا للناقد نيكولاي ستراخوف العمل الأكثر مناقشة في المجتمع الأدبي الروسي. نُشرت الفصول الأولى للرواية في يناير وظهرت أولى المُراجعات في فبراير. رغم أنّ جميع المراجعات لم تكن إيجابية إلا أن دوستويفسكي كان سعيداً بشكل عام بردّة فعل القُراء وقد كتب في الرسائل التي وجهها لأصدقائه "المحامي ألكسندر إيجوروفيتش رانجل ودكتور اللاهوت إيفان يانيشيف" أن الرواية كانت إيجابية تأثير على سمعته.
كانت أول استجابة على رواية الجريمة والعقاب من سانت بطرسبورغ عبر صحيفة غولاس (الروسية: Голос) والتي رفض مجررها أدريه كريفسكي قبل ستة أشهر التفاوض على نشر الرواية لازالت في دفتر الملاحظات المنزلي ولم تُكتب بشكل واضح. في 17 فبراير كتب مؤلف مجهول عن الجريمة والعقاب قائلاً إنّها «تعد أن تكون أحد الأعمال الكُبرى»؛ قام الكاتب بتحديد التفاصيل الدقيقة من الناحية النفسية المتعلقة بميلاد وتطور فكر راسكولينكوف حول قتل المرابي بشكل منفصل عن نص الرواية.
بعد ذلك تعرضت ارواية لانتقادات قاسية من مجلة سافريمينك (الروسية: Современник). أشار حينها مُنتقد الرواية غريغوري إليزيف في مقال بعنوان "انتقاد مُعاصر" نُشِر في العدد الثاني من العام 1866 إلى أن المؤلف قام باهتيار طالباً ليكون وهذا العمل ألقى بظلاله على جميع الديموقراطيين الشباب في ستينيات القرن التاسع عشر: "هل كانت هناك حالات تجعل من طالب قاتلاً أو سارقاً؟ ماذا سيقول بيلينسكي عن هذا الخيال الجديد للسيد دوستويفسكي؟
استمر النقد وصدر في العدد الثالث من المجلة في مارس مقال قارن فيه إليزيف رواية دوستويفسكي بقصة لنيكولاي أخشاروموف بعنوان «النموذج» وقال إنه على الرغم من «الهراء الذي تحتويه قصة نيكولاي إلا أنّها تفوق بكثير الجريمة والعقاب في شروط فنية». كان الناقد للرواية غاضباً بشكل خاص من وصف مقتل امرأة عجوز بجميع التفاصيل الفسيولوجية للقاتل وفقًا للدعاية، أمّا بالنسبة لديستوفسكي فقد كان هذا الغضب عبثياً مُطلقاً، لا يمكن تبريره من خلال السجلات الأدبية القديمة ولا من خلال السجلات الجديدة.

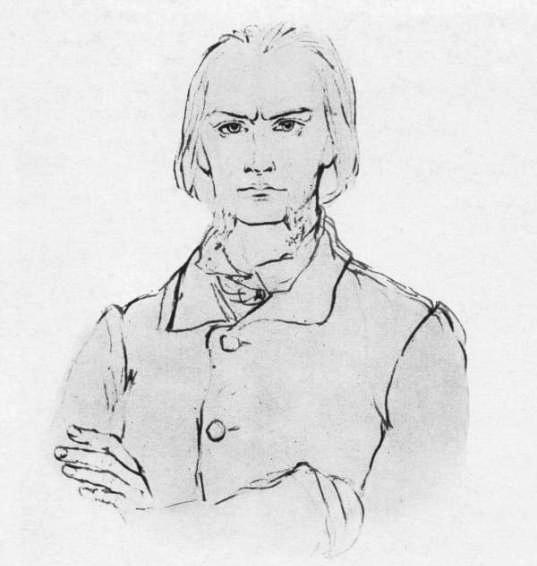
رسم لراسكولينكوف كما تخيله باغليفسكي

ظهرت في وقت لاحق انتقادات أُخرى في عدّة مجلاتٍ مطبوعة فقد نشر ناقدٌ مجهول في العدد الخامس لصحيفة "نيدليا (الروسية: Неделя)" الصادر عام 1866 موبخاً ديستوفسكي ومتهماً إياه بكراهيته للجيل الأصغر مُشيراً أن موضوعاً مُشابهاً ذُكرَ في رواية الآباء والبنون لكن الكاتب أيفان تورغينيف كتب بإسلوب معاكس ولم يُلمح تلميحات قذرة واستغرب تورغييف قائلاً" هذا ليس أسلوب ديستوفسكي.
وهو لا يقول بشكل مباشر إن الأفكار الليبرالية والعلوم الطبيعية تقود الشباب إلى القتل والفتيات الصغيرات إلى الدعارة لكنه يُشعرك ذلك بطريقة غير مباشرة.
اعترف بعض المراجعين بأن لديهم موقفًا متناقضًا تجاه «الجريمة والعقاب». فمثلاً قال أحد الناشرين في مجلة "جلاسني سود (الروسية: Гласный суд) في عام 1867 أي بعد مرور عام على رد فعل القارئ على الرواية، أن رأيًا حول الطبيعة "المغرضة" للعمل شُكِّل بسرعة في الأوساط الليبرالية لذلك لم يكن من الممكن حتى النطق بقبول أهم عباراتها "تحدثوا بصوت خافت، عن شيء لا ينبغي قوله بصوت عالٍ" في الوقت نفسه وأثناء النقاشات في المحادثات الخاصة بالرواية كانت تُسمع ملاحظات حول التحليل النفسي الدقيق المتأصل في كتابة دوستويفسكي. من بين الكتاب الروس، كان تورجينيف من أوائل الذين علقوا على «الجريمة والعقاب» ووصف الفصول الافتتاحية للرواية بـ "رائعة". في الوقت نفسه لم يسعده استمرار أسلوب التَعمُق في الذات. إضافة لردود فعل جيدة جاءت من الشاعر أبولو مايكوف والكاتب نيكولاي أوجاريف.
ردّ دوستويفسكي على التعليقات واصفاً نيكولاي ستراخوف بأنّه الأقرب إلى آرائه وذلك بعد أن نشر في مجلة اوتشسفازناني زابيسكي مقالًا طويلاً بعنوان «أدبنا الرائع» في العددين الأول والثاني عام 1867. وافتراض أن راسكولينكوف «مجنون ومريض»؛ إضافة لإشارته إلى أن روديون رومانوفيتش، جنبًا إلى جنب مع شخصية إيفيغيني بازروف من رواية الأبناء والبنون هما نوع من «العدميين الجدد»:
راسكولينكوف هو شخص روسي حقيقي من حيث أنه وصل في النهاية إلى حافة الطريق التي قاده إليها عقله المفقود. صفة الشعب الروسي هذه، صفة الجدية القصوى، نوع من التدين الذي لا يصل إلى الأفكار وهي سبب العديد من مشاكلنا.

## التركيب
للجريمة والعقاب بداية ومنتصف ونهاية متميزين. تنقسم الرواية إلى جزأين بالإضافة إلى خاتمة. إضافة لبعض التعليقات على فكرة «الثنائية الداخلية» في الجريمة والعقاب مع اقتراح وجود درجة من التناظر في الكتاب. إدوارد فاسيوليك والذي قال بأن دوستويفيكي كان ماهرًا بصورة كبيرة وعارفًا للنمط الأدبي الواجب استخدامه حيث شبه تركيب الجريمة والعقاب برواية إكس المسطحة (بالإنجليزية: flattened X) قائلا:
تُقدم الجريمة والعقاب في بدايتها راسكولنكوف العقلاني الفخور بينما في ينبثق راسكولنكوف «غير العقلاني» في نهاية الرواية. يوضح النصف الأول من الرواية الموت التدريجي للمبدأ الأول المسيطر على الشخصية بينما يوضح النصف الأخير الميلاد التدريجي للمبدأ المسيطر الجديد. بينما تأتي نقطة التحول في منتصف الرواية تماما.
يتحقق هذا التوازن التركيبي بعدة طرق من التوزيع المتناظر لمفاتيح متسلسلة معينة على مدار الرواية. تكرار هذا التسلسل في جزئي الرواية وحسب تعبير ديفيد بيرتا فالعمل مُرتب على مبدأ المرآة حيث يعكس النصف الأيسر للرواية نصفها الأيمن. في دراسات أجزاء العمل بيّنَت مارجريت تشيرش التركيب الانعكاسي للرواية حيث تُقسم الرواية إلى ستة أجزاء أساسية ويوضّح الجزء الأول والثالث والخامس علاقة البطل مع عائلته (الأم والأخت ووصي الأم)، بينما يتطرق الجزء الثاني والرابع والسادس مع علاقته بسلطة الدولة.
جذبت خاتمة الرواية الكثير من الأنظار وسببت الكثير من الجدل حيث انتقد البعض دوستويفيسكي بأن الصفحات الأخيرة من الرواية غير ضرورية وغير مناسبة للمناخ العام وأنها غير جديرة بباقي العمل. في حين أسرع البعض الآخر للدفاع عن الخاتمة حيث قدموا العديد من المخططات البارعة والتي تثبت بشكل قاطع حتمية الخاتمة وأهميتها. فمثلا يقول ستيفن كاسيدي أن الجريمة والعقاب هي جزئان منفصلان لكنهما مترابطين حيث قال بأن الرواية نوع خاص من التراجيديا في قالب كلاسيكي إغريقي وقصة بعث مسيحية. يستنتج كاسيدي أن: الحاجة المنطقية للقالب التراجيدي مشبعة وكاملة دون الحاجة إلى الخاتمة في الجريمة والعقاب. في نفس الوقت تحتوي هذه التراجيديا على عنصر مسيحي والحاجة المنطقية لهذا العنصر مستوفاه فقط في البعث الموعود في الخاتمة.
يستخدم دوستويفيسكي أساليب مختلفة وعبارات مُختلفة الطول للشخصيات. فمنهم من يستخدم لغة اصطناعية مثل بيتروفيتش يحددون على أنهم أشخاص غير جذابين. عقلية السيدة مارميلادوف التحليلية تنعكس في لغتها أيضا. في النص الروسي الأصلي، تمتلك أسماء الشخصيات الرئيسية معنى مزدوجا أو تورية إلا أن الترجمة تُفقد ذكاء اللغة الروسية بسبب الاختلافات الكبيرة بين اللغات في التركيب والثقافة. على سبيل المثال، العنوان الأصلي ("Преступление и наказание") غير مرادف تماما للترجمة العربية. فكلمة "Преступление" تعني حرفيا الخطو أو التقدم. الصورة الجسدية للجريمة بأنها الخطو فوق حاجز أو عائق فُقِد في الترجمة. كذلك التضمين الديني للانتهاك والذي تشير إليه الترجمة الإنجليزية على أنّه خطأ بدلا من جريمة.

## الرمزية

### الأحلام
لأحلام راسكولنكوف معنى رمزي تُعبر عن وجهة نظر نفسية. اُقترح حلم الفرس وهي تُجلد على أنه أكبر تعبير منفرد في الرواية بأكملها. يصور الحلم مشهدًا من طفولة راسكولينكوف حيث تتعرض فرس غير جيدة للضرب المبرح حتى الموت على يد مالكها حيث يرمز إلى الإشباع والعقاب والدوافع الخسيسة والمجتمع الخسيس راسمًا صورة للتدمير العدمي للمجتمع غير المؤهل والإشباع بداخله وتقزز ورعب راسكولينكوف كمثال على شخصيته المتنازعة. تقزز ورعب راسكولنكوف هو جزء مركزي في موضوع الشخصية المتنازعة وضميره المذنب وازدراؤه للمجتمع وعقلانيته معتبرا نفسه رجل غير تقليدي فوق المجتمع ولديه السلطة ليقتل مُعتبراً جائمة قتلاً مُبرراً. ردة فعل راسكولينكوف محورية بعد ثيامه بجريمة القتل.
يذكر الحلم لاحقا عندما يتحدث راسكولينكوف مع مارميلادوف. ابنة مارميلادوف العفيفة أخلاقيا سونيا يجب عليها أن تكسب قوتها بأن تصبح عاهرة من أجل عائلتها الفقيرة. الحلم هو أيضا تحذير ينذر بقتل وشيك ويحمل عدة مقارنات مع قتله للمرابية.
يرى راسكولينكوف الحلم بعد تخطيه الجسر الذي يقود حزء سانت بطرسبورغ المظلم. هذا يرمز إلى عبور عقلي مماثل حيث يقترح عبور راسكولنكوف إلى حالة من السلام العقلي عندما يمتلك الحلم. في الحلم يعود إلى براءة طفولته ويشاهد مجموعة من الفلاحين يضربون رجلا حتى الموت. بعد استيقاظه يستذكره بأنّه «حلم بشع» نفس المصطلح الذي استخدمه لاحقا للإشارة إلى خطته لقتل العجوز. يرسم هذا الأسلوب توازٍ بين الاثنين، حيث يقترح أن الطفل يمثل الجزء منه الذي يتمسك بالأخلاق ويراقب في خوف الجزء الآخر، المتمثل في الفلاحين مدفوعا بالصعوبات والعزلة ليصبح باردا وبلا شعور. الضحك المستمر من الفلاحين في وجه القتل العنيف يكشف عن مدى كونهم بلا شعور بسبب معاناتهم والذي هو بدوره انعكاس لحالته. هذا التحليل مدعوم أيضا بحقيقة أن الفلاح الرئيسي ميكولكا كان يشعر بأن لديه الحق في قتل الحصان، حيث يظهر الربط بين أفعاله وبين نظرية راسكولنكوف التي تبرر القتل لمجموعة منتقاه من الرجال غير العاديين. المقارنة بين الفلاحين الوحشيين والخطة لقتل أليونا إيفانوفنا تصور وحشية جريمة راسكولنكوف والتي كثيرا ما تقلل من اللاإنسانية المعتادة في الإشارة إلى العجوز بأنها مجرد «قملة». في أثناء استيقاظه نجد أن رأيه في العجوز آتٍ من الحقد المتمثل في اعتقاده الجازم بنظريته عن الأشخاص غير العاديين. إلا أن الحلم يعمل كقناة للاوعي راسكولنكوف، وبدون قيود نظريته تصبح طبيعة جريمته المروعة واضحة. لذا ومن أجل أن يجد الخلاص، لا بد من أن يتنازل عن نظريته. في الصفحات الأخيرة، راسكولنكوف والذي هو سجين في هذا الوقت يرى حلم عن طاعون عدمي والذي يدخل روسيا وأوروبا من الشرق والذي ينشر المعارضة التي لا معنى لها والتفاني المتعصب «للأفكار الجديدة» والذي يبتلع في النهاية كل البشرية. على الرغم من أننا لا نعرف أي شئ عن مدى هذه الأفكار إلا أنها تجعل المجتمع مضطربا إلى الأبد وتعتبر كاعتداء حاد على التفكير الطبيعي: من الواضح أن دوستويفيسكي كان يصور الأفكار العدمية الثقافية والسياسية الجديدة والتي كانت تدخل الأدب الروسي والمجتمع أثناء حياته والتي أصبح ديستوفسكي واقعًا في جدالٍ دائمٍ حولها.

## الأفكار
يكشف خطاب دوستويفيسكي إلى كاتكوف إلهامه الفوري، والذي ظل مؤمنا به حتى بعدما تطورت خطته الأصلية إلى تكوين إكثر طموحا بكثير: رغبة للهجوم المضاد على ما اعتبره كظروف شنيعة نابعا من معتقدات وأفكار العدمية الروسية. في الرواية، حدد دوستويفيسكي مخاطر كل من النفعية والعقلانية، الفكرتان الأساسيتان فيما ألهم الأصوليين ليكمل نقده اللاذع الذي بدأه من قبل في روايته رسائل من تحت الأرض. كمؤمن بالأديان السلافية، استخدم دوستويفيسكي الأشخاص والحوار والرواية في الجريمة والعقاب ليحرك نقدا ضد تحول الأفكار بشكل عام إلى الصورة الغربية. لذا فقد هاجم الخليط الروسي الغريب من الاشتراكية الخيالية الفرنسية ونفعية جيرمي بنثام، والذي أدى إلى ما سماه الثوار مثل نيكولاي تشيرنيشيفسكي «الأنانية العقلانية».
إلا أن الأصوليين رفضوا التعرف على أنفسهم في صفحات الرواية (ديمتري بيساريف اعتبر الإشارة أن أفكار دوستويفيسكي تشير إلى الأصوليين هي سخافة) لأن دوستويفيسكي لاحق الأفكار العدمية إلى أقصى ظروفها. كان هدف هذه الأفكار إيثاري وإنساني، إلا أن تحقيق هذه الأفكار كان بالاعتماد على العقل وإيقاف التدفق العفوي للعطف وشفقة المسيحية كليا. اقترحت أخلاق نفعية تشيرنيشيفسكي أن أفكار وإرادة الإنسان هي أمور تخضع لقوانين العلم الفيزيائي. رأي دوستويفيسكي أن مثل هذه الأمور تجعل الإنسان مجرد منتج فيزيائي وكيميائي وبيولوجي وتنفي الاستجابات الشعورية العفوية.
يمثل راسكولنكوف كل المخاطر الكارثية المحتملة في مثل هذه الفكرة. لاحظ فرانك أن «السمات الأخلاقية النفسية لهذه الشخصية تتجسد في التناقض بين الطيبة والعطف الغريزيين في جانب وبين الفخر والأنانية المثالية والتي انحرفت إلى ازدراء للقطيع المنقاد». الصراع الداخلي لراسكولنكوف في بداية الرواية يؤدي إلى تبرير نفعي إيثاريّ للجريمة المقترحة: لم لا أقتل مرابية تعيسة و«بلا فائدة» حتى أخفف من البؤس البشري؟ يريد دوستويفسكي أن يظهر أن هذا النوع من التبرير النفعيّ وما يترتب عليه أصبح منتشرا ومألوفا ولم يكونوا اختراعا فرديا من عقل راسكولنكوف المعذب والمضطرب. تعمل مثل هذه الأفكار النفعية والمتطرفة على تعزيز أنانية راسكولنكوف الداخلية وبالمثل احتقار الصفات الدنيا في الإنسان ولأفكاره حتى أنه كان منبهرا بالصورة العظيمة لشخصية نابليون والذي رأى أن لديه حق القتل من أجل المصلحة العامة. في الواقع فإن خطته النابوليونية سحبته إلى جريمة قتل محسوبة بدقة، كاستنتاج نهائي لخداع نفسه بالنفعية.
في وصفه لخلفية سانت بيترسبيرج، ركز دوستويفسكي على القذارة والبؤس البشري والذي يمر أمام عيني راسكولنكوف، كما أنه يستخدم مقابلة راسكولنكوف مع مارميلادوف ليقدم كلا من قسوة قناعات راسكولنكوف والبدائل الأخلاقية الموضوعة تجاهه. يعتقد دوستويفسكي أن «الحرية» المطروحة بواسطة الأفكار السابقة هي حرية مروعة «غير محكومة بأي أخلاق، لأنها فوق الأخلاق». منتج هذه «الحرية» لراسكلونكوف هي الثورة الدائمة ضد المجتمع وضد نفسه وضد الله. يعتقد أنه مكتفٍ بذاته ومستقل، إلا أنه في النهاية «لا بد أن تختفي ثقته اللامتناهية في مقابل ماهو أكبر منه هو شخصيا، وأن التبرير الذي صاغه بنفسه لا بد أن يتضاءل أمام العدالة العليا لله». ينادي دوستويفسكي بتجديد المجتمع الروسي «المريض» عن طريق إعادة اكتشاف دولته ودينه وجذوره.

## تأثير رواية الجريمة والعقاب

### الجريمة والعقاب في الأدب الروسي

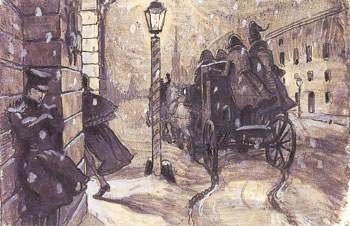
لوحة هيرمان في منزل السيدة النبيلة

كان ألكسندر بوكشين هو أول من طرح موضوع الجريمة والعقاب الرئيسي عن طريق بطليه هيرمان في رواية ملكة البستوني حيث كان رجل يحمل صورة نابليون وروح مفستوفيليس إضافة لشخصية سيليفو من رواية الطلقة، هؤلاء هم أسلاف راسكولينكوف الأدبيين الذين تعرضوا لحالات مزاجية مليئة بالشكوك المظلمة والتعب النفسي بسبب التفكير «بالنابليونية» وتأثيرها على المجتمع.
كتب بوشكين عام 1821 مع وفاة الإمبراطور الفرنسي:
اختفى الحاكم المدان 

مٌحب الانتصارات العظيم 

ومن أجل منفى الكون 

الأجيال القادمة قادم.
تحتوي رواية دوستويفسكي بشكل صريح على إشارات لأعمال بوشكين فمثلاً شخصية رازوميخين الذي جاء لزيارة راسكولينكوف المريض وطمأنهُ. وفقاً لألفريد بوم تكشف هذه الملاحظة إشارة محجبة إلى رواية بوشكين ملكة البستوني.
معرضٌ كامل أيضاً للأشخاص أصحاب الدوافع «النابليونية» موجود في أعمال ميخائيل ليرمنتوف فمن بين أبطاله القريبين من راسكولينكوف كان كراسينسسكي من الرواية غير المكتملة «الأميرة لوغيفسكايا» (الروسية: Княгиня Лиговская) وأيضا هناك الشيطان من قصيدة تحمل نفس الاسم. تعود العديد من مشاهد «الجريمة والعقاب» إلى ليرمونتوف. فمثلاً بينما كان يتجول راسكولينكوف في بطرسبورغ يقف على الجسر، ينظر إلى المدينة ويدرك أن «هذه الصورة مليئة بالأرواح الصماء والبكماء»؛ هنا أعيد إنتاج أفكار «الشيطان» ليرمونتوف:
لقد رُفضت؛ مثل جنّة عدن

أصبح العالم أصمًا وبكمًا بالنسبة لي. 

عشية زيارة متكررة لألينا إيفانوفنا يغرق راسكولينكوف في نصف نسيان؛ يرى البطل الواحات والقوافل والرمال الذهبية، وتتوافق هذه الأحلام في كثير مع الأسطورة الشرقية «النخلات الثلاثة» التي كتبها ميخائيل يوريفيتش.
يرى جورجي فريدلاندر بأنّه ليس من قبيل المصادفة أن الجدل الذي نشأ منذ عدة عقود بشأن تأليف عبارة "تركنا جميعًا معطف غوغول" انتهى لصالح دوستويفسكي، وليس تورجينيف. يمكن رؤية تأثير غوغول على فيودور ميخائيلوفيتش في أعماله المبكرة "مشكلة الرجل الصغير ثم استمر هذا التأثير في سنوات النضوج. مثلاً ظهور الشخصيات المزدوجة في «الجريمة والعقاب» يأتي إلى حد كبير من تقاليد غوغول فهو من قام بتطوير موضوع الازدواجية في قصتيه "نيفسكي بروسبكت (الروسية: Невский проспект)" و"الأنف(الروسية: Нос)" (فكرة التبادل البشري). عندما يحاول راسكولينكوف التخلص من الأشياء التي أُخذت من شقة القتيلة يكتشف أنه من الصعب العثور على مكان منعزل في مدينة كبيرة: "الناس يعجون في كل مكان". هذا المشهد قابل للمقارنة بمهد مشابه في قصة الأنف حيث يسعى الحلاق إيفان ياكوفليفيتش الذي وجد أنف المقيم كوفاليوف في قطعة خبز دون جدوى إلى "إسقاطها عن طريق الخطأ" في شوارع بطرسبورغ.
كما لاحظ فاليري كيربوتين أنّه في لحظة معينة من أجل إظهار الارتباك العاطفي لراسكولينكوف بشكل أوضح ربط دوستويفسكي بطله بقصائد نيكولاي نيكراسوف. لذلك، في أحد الأحلام الدرامية لراسكولينكوف هناك صورة لموت حصان منهك تعرض للضرب من قبلمالكه وقام سحب أوزان ثقيلة؛ توجد دوافع مماثلة في قصيدة نيكراسوف «حتى الغسق» (1858):
تحت اليد القاسية لرجل 

حي قليل ، قبيح نحيف 

حصان أعرج يجهد 

يجر حِملاً لا يُطاق.
 الدليل على أن هذا العمل كان ذا أهمية خاصة بالنسبة لفيودور ميخائيلوفيتش هو ذكره في رواية أخرى هي الأخوة كارامازوف عندما يقول بطلها إيفان: لدى نيكراسوف قصائد حول كيف يجلد الرجل حصانًا في عينيه.
لسنين طويلة كانت لدوستويفسكي علاقة معقدة للغاية مع ميخائيل سالتيكوف-ششيدرين وانتقلت الرواية من من الاتصالات والمحاورات إلى مناقشات صحفية قاسية ومصالحة لاحقة. في الوقت نفسه كان الاهتمام بعمل ميخائيل سالتيكوف-ششيدرين من جانب فيودور ميخائيلوفيتش مقصوداً وكان دوستويفسكي وفقاً لعلماء الأدب يعرف محتوى «مقالات المقاطعات» لشيدرين عن ظهر قلب تقريبًا. تنعكس بعض المهارات المهنية للمحقق فيلفورتوف تنعكس من الحيلة النفسية للمحق بيتر بيتروفيتش.

### الجريمة والعقاب في الأدب العالمي

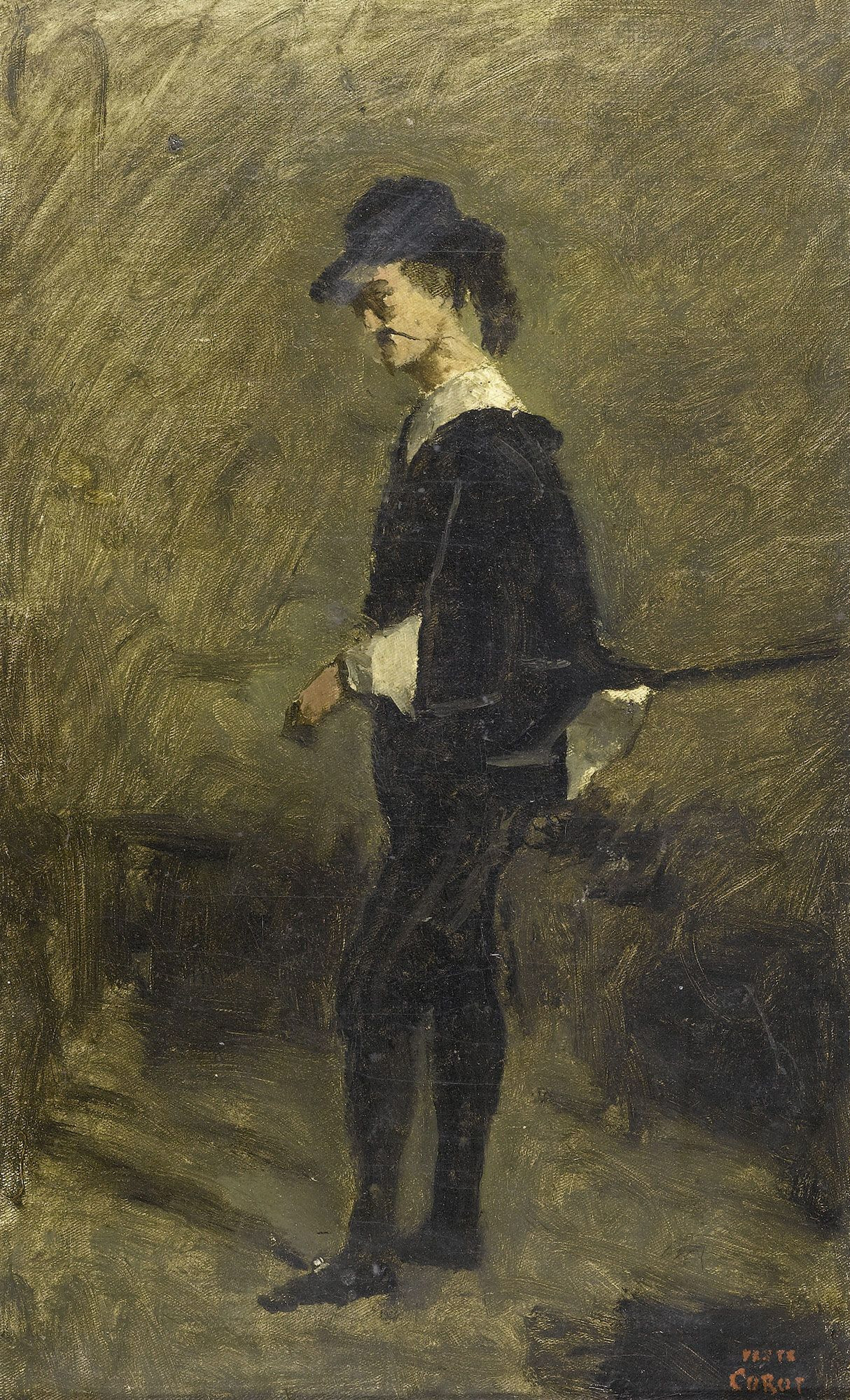
لوحة هاملت

لراسكولينكوف أقارب من الأدب العالمي مثل المُعجب بنابليون جوليان سوريل من رواية ستيندال الأحمر والأسود وشخصية يوجين دي راستينياك في رواية «الأب جوريوت» لبلزاك إضافة لشخصية هاملت لدى شكسبير. تعرّف دوستويفسكي على أعمال شكسبير على الأرجح في عام 1837 عندما نُشرت مأساة «هاملت» في روسيا مُترجمةً من قِبل نيكولاي بوليفوي. وبناءً على مذكرات معاصريه عرَّف ديستوفسكي نص هاملت جيداً وحفظ بسهولة مقاطع كبيرة في ذاكرته. بمقارنة راسكولينكوف وهاملت كتب فاليري كيربوتين أنه إذا كان بطل شكسبير يحاول بشغف «تقويم العالم المجنون» فإن شخصية «الجريمة والعقاب» تسعى إلى «التمرد على العالم من أجل إخضاعه لإرادتها». تفاقمت عذابات روديون رومانوفيتش راسكولينكوف خاصة بعد تلقي رسالة من أمه بلخريا: «لن يحدث هذا أثناء عيشي، ولن يكون، ولن يكون، ولن يكون!». يمكن مقارنة حالة بطل الجريمة والعقاب هُنا بحالة هاملت: «يا تفكيري، من الآن فصاعدًا يجب أن تكون / دموي، وإلا لإنت لا قيمة لك».
أيضاً من أسلاف راسكولينكوف أبطال الشاعر الرومنسي جورج غوردون بايرون مثل ورسير ولارا. في مسودات مواد دوستويفسكي عُثر على سجلات تُشير إلى أنّه رأى تشابهاً معيناً بين راسكولينكوف والأرستقراطي الشاب ذو «الروح المدمرة» المُلقب بجان سبوجار للكاتب الفرنسي.
لاحظ الناقد الأدبي جورج فريدلاندر أن هناك نوع من التداخل بين الجريمة والعقاب ورواية يوجين آرام للكاتب إدوارد بولوير لايتون والتي نُشرت عام 1831. يوجين أرام مبنية على أحداث حقيقية وقعت في إنجلترا في القرن الثامن عشر. الشخصية الرئيسية في العمل عالم يحلم باكتشاف علمي مهم يقوم بارتكاب جريمة قتل. وبحسب فريدلاندر فإن فعل بطل الرواية يحمل تشابهاً مع «جريمة راسكولينكوف». وحسب الناقد أنّه من بين الشخصيات صاحبة النوع «النابليوني» هناك أيضاً الإرهابي الثوري جون بيرتون بطل رواية إليزابيث غاسكل الاجتماعية ماري بارتون التي نُشرت عام 1848.
قرأ دوستويفسكي أعمال فيكتور هيغو باهتمام كبير وكتب في أحد دفاتر ملاحظاته أن كاتب النثر الفرنسي هذا كان لديه «الكثير من الأخطاء الفنية لكن ما جنيه هذه الأخطاء هو دراسة أعمال شكسبير». في عام 1862 عندما تُرجمت رواية أحدب نوتردام لأول مرة في روسيا استهل دوستويفسكي مقدمة له بالإأشار إلى أن الموضوع الرئيسي في فن القرن التاسع عشر يجب أن يكون تبرير «رفض المجتمع للمنبوذيين». بعد بضع سنوات ظهر مزيج من «المنبوذين من المجتمع» في الجريمة والعقاب مثل سونيا وراسكولينكوف.
في عام 1861 نشر الكاتب عدة قصص قصيرة كتبها بو في مجلة فريميا الروسية؛ يربط الباحثون دافع الذنب الذي يعاني منه الراوي الذي قتل العجوز بالمخاوف التي تطارد راسكولينكوف الذي يبدأ قلبه بالخفقان بعنف أثناء نومه وأثناء اجتماع مع تاجر يقوم لأول مرة بلفظ كلمة «قاتل».

## في التلفزيون والسينما

أورلينيف في دور راسكولينكوف

أول فيلم مُستوحى من الجريمة والعقاب في روسيا كان عام 1909 للمخرج فاسيلي غونشاروف وعُرض في عام 1910 لكن لم يُحفظ. بعد بضع سنوات، قدم المخرج إيفان فرونسكي تخيلاً للفلم الذي سينفذه عن الرواية ودعا بافل أورلينيف إلى دور راسكولينكوف. في شتاء عام 1913، نشرت مجلة «المسرح والحياة» ملاحظة قيل فيها إن أورلينيف ظهر لأول مرة في جولتين سينمائيتين هما «الجريمة والعقاب» و«الويل المحنة». كانت الجولات السينمائية (أو الجولات الدرامية السينمائية) هي أعمال يُدمج من خلاللها العرض المسرحي مع عرض متزامن لبعض المقاطع على الشاشة.
في عام 1934 صَدَر فيلم «الجريمة والعقاب» للمخرج الفرنسي بيير تشينال (بالفرنسية: Pierre Chenal). حصل حينها الممثل بيير بلانشارد الذي جسد شخصية راسكولينكوف على الشاشة على كأس فولبي لأفضل ممثل في مهرجان البندقية السينمائي الدولي عام 1935. في العام نفسه بدأ المخرج الأمريكي جوزيف فون ستيرنبرغ في تصوير الرواية بفيلم يحمل الاسم نفسه. لعب دور راسكولينكوف في العمل الممثل بيتر لور.
قُدمَ فيلم آخر عام 1956 في فرنسا من إخراج جورج لامبين وقام بدور راسكولنكوف الممثل رينيه برونيل، وقامت مارينا فلادي يدور سونيا مارميلادوفا. وكانت الموسيقى من تأليف الملحن آرثر هونيجر.
في الاتحاد السوفيتي كان أول فيلم عن رواية دوستويفسكي في عام 1969. شارك فيلم «الجريمة والعقاب» المكون من جزأين للمخرج ليف كوليدجانوف في البرنامج الرئيسي لمهرجان البندقية السينمائي. مُنشئو وممثلو الفيلم هم المخرج المسرحي ليف كوليدجانوف ومصمم الإنتاج بيوتر باشكيفيتش والمصور فياتشيسلاف شومسكي؛ والممثلون جورجي تاراتوركين (راسكولينكوف) وإينوكنتي سموكتونوفسكي (بورفيري بتروفيتش) حصلوا على جائزة الدولة لجمعية روسيا الاتحادية الاشتراكية السوفياتية (1971) التي سميت على اسم الأخوين فاسيلييف) على حد تعبير الخبير السينمائي أندريه بلاخوف فإن كوليدجانوف قدم «تفسيراً فكرياً بارداً» للعمل. لاحظ النقاد «بعض الزهد والعصبية المتأصلة في معاناة الناس».
في عام 1994 صدر فيلم ألكسندر سوكوروف «الصفحات الهادئة» المُستند إلى الأدب الروسي بما في ذلك «الجريمة والعقاب». وفقاً للناقد السينمائي دميتري سافيليف يحتوي فيلم سوكوروف على «بضع لمسات مباشرة فقط» لرواية دوستويفسكي: «القتل العمد يظل ضروريًا كنقطة انطلاق».
في عام 2007 أصدر المخرج ديمتري سفيتوزاروف فيلماً تلفزيونياً من ثمان حلقات بعنوان «الجريمة والعقاب» قام ببطولته فلاديمير كوشيفوي (راسكولينكوف)، وبولينا فيلونينكو (سونيا مارميلادوفا) وأندري بانين (بورفيري بتروفيتش) وألكسندر بالويف (سفيدريجايلوف). تسبب اقتباس سفيتوزاروف في ردود فعل متباينة من النقاد فمثلاً فوجئت الناقدة الأدبية ليودميلا ساراسكينا بالرسالة الرئيسية للشريط المُعبر عنها في كلمات شارة البدء والتي تبدو على شاكلة: "من يجرؤ كثيرًا هو صاحب الحق. هو سيد عليهم”.

لم يقتنع النُقاد بالعمل حيث ابتعدوا عن القصة أصلية التي أرادها دوستويفسكي أن تكون الشيء الرئيسي. لذلك نرى راسكولينكوف مختلفاً، قصة مختلفة. راسكولينكوف خالياً من الانعكاسات الأخلاقية ويملكه الغضب فقط وغير قادر على الشعور بالرعب مما فعله أو حتى يندم عليه حسب بيتروشا فيرخوفينسكي

## الترجمة إلى اللغة العربية
- فايز كم نقش الكردي أول من قام بتعريبها وترجمتها.
- سامي الدروبي
- شوقي حداد
- منير البعلبكي
- حسن محمود
- نهى بهمن
- زينب المزديوي

## هوامش
- (بروفيري) تطوّرت اللغة الروسية بشكلٍ جعل من الإنتساب للأهل أهمية كبيرة تُقارب العائلة فنرى أن بروفيري بيتروفيتش من الأشخاص اللذين لم يُعطهم ديستوفسكي عائلة واضحة ينتمون إليها؛ أمّا لقب «بيتروفيتش» فهو آتٍ من اسم أبيه بيتر حيث يُصبح «بيتروفيتش» إذا كان الولدُ ذكراً أمّا إن كانت أُنثى يُصبح «بيتروفنا»
- (المدينة) الرواية كُتبت في عهد الإمبراطورية الروسية أي عندما كانت مدينة سانت بطرسبورغ هي العاصمة
- (التركيب) الرواية صدرت بالترجمة الإنكليزية مكونة من ست أجزاء بينما في اللغة العربية صدرت بجزأين في أول مرة ثم تتابعت عمليات النشر فمرةً تصدر بأربع أجزاء ومرةً بثلاثة ومرةً بستة أو بمجلدٍ واحد.

### باللغة العربية
1. ↑  ""الجريمة والعقاب" باعتبارها رواية فلسفية. كيف تؤثر البيئة على أبطال الرواية F". ak-govorova.ru. مؤرشف من الأصل في 2021-01-24. اطلع عليه بتاريخ 2021-01-24.
2. ↑  "عبدالله بير - قراءة في رواية - الجريمة والعقاب - لفيودور دوستويفسكي - ". الحوار المتمدن. مؤرشف من الأصل في 2017-08-23. اطلع عليه بتاريخ 2021-01-24.
3. ↑  "رواية الجريمة والعقاب". وندرلاست. 3 ديسمبر 2018. مؤرشف من الأصل في 2021-03-20. اطلع عليه بتاريخ 2021-03-20.
4. ↑  "قراءة في رواية الجريمة والعقاب لـ«دوستويفسكي»". إضاءات. 6 مايو 2017. مؤرشف من الأصل في 2017-07-20. اطلع عليه بتاريخ 2021-01-24.
5. ↑  "«الجريمة والعقاب» لدستويفسكي… الصراع في النفس البشرية | زيد خلدون جميل". القدس العربي (بالإنجليزية). 12 Aug 2019. Archived from the original on 2020-03-25. Retrieved 2021-01-24.
6. ↑  "الجريمة والعقاب: كيف قرأ فرويد أدب دوستويفسكي؟". نون بوست. 5 يناير 2018. مؤرشف من الأصل في 2019-05-05. اطلع عليه بتاريخ 2021-01-24.
7. ↑  "العدالة والثواب في رواية «الجريمة والعقاب» لدوستويفسكي | جيهان الفغالي". القدس العربي (بالإنجليزية). 24 Jul 2020. Archived from the original on 2020-08-05. Retrieved 2021-01-24.
8. ↑  انجيل متى. ص. 4-24.

#### قراءة مُعمقة
- سيغموند فرويد (1975) [1939]. التحليل النفسي والفن: دافنشي-ديستوفسكي. ترجمة: سمير كرم (ط. الأولى). بيروت: دار الطليعة للطباعة والنشر. ص. 93-117. مؤرشف من الأصل في 2021-03-01.

### بلغات أجنبية
1. ↑  مذكور في: ملف استنادي متكامل. لغة العمل أو لغة الاسم: الألمانية. المُؤَلِّف: مكتبة ألمانيا الوطنية.
2. ↑  University of Minnesota – Study notes for Crime and Punishment – (retrieved on 1 May 2006) نسخة محفوظة 11 أبريل 2016 على موقع واي باك مشين.
3. ↑  Frank (1995), 96
4. ↑  "The 50 Most Influential Books of All Time". Open Education Database. مؤرشف من الأصل في 2021-01-26.
5. ↑  "The Greatest Books". thegreatestbooks.org. مؤرشف من الأصل في 2021-02-17.
6. ↑  "The 100 greatest novels of all time". The Telegraph. مؤرشف من الأصل في 2020-09-26.
7. ↑  "100 must-read classic books, as chosen by our readers". Penguin. مؤرشف من الأصل في 2021-01-12.
8. ↑  Белов 1979، صفحة 9.
9. ↑  Опульская 1970.
10. ↑  Опульская 1970، صفحة 682.
11. ↑  Белов 1979، صفحة 10.
12. 1 2  Белов 1979، صفحة 11.
13. ↑  Белов 1979، صفحة 11—13.
14. ↑  Опульская 1970، صفحة 683.
15. ↑  Белов 1979، صفحة 14.
16. ↑  Белов 1979، صفحة 17.
17. ↑  Белов 1979، صفحة 18.
18. ↑  Коган 1973، صفحة 314.
19. ↑  Коган 1973، صفحة 315.
20. ↑  Коган 1973، صفحة 332.
21. ↑  Белов 1979، صفحة 19.
22. ↑  Yousef, About Crime and Punishment
* Fanger (2006), 17–18 نسخة محفوظة 18 سبتمبر 2008 على موقع واي باك مشين.
23. ↑  Frank (1994), 168
24. ↑  Miller (2007), 58
* Peace (2008), 8
25. ↑  Frank (1994), 179
26. ↑  Miller (2007), 58–59
27. ↑  Frank (1995), 39
* Peace (2005), 8
28. ↑  Simmons (2007), 131
29. ↑  Frank (1994), 179–180, 182
30. ↑  Carabine (2000), x
* Frank (1994), 170–172
* Frank (1995), 80
31. ↑  Сараскина 2013، صفحة 420—421.
32. ↑  Сараскина 2013، صفحة 421.
33. ↑  Сараскина 2013، صفحة 437—438.
34. 1 2  Наседкин 2008، صفحة 409.
35. 1 2  Наседкин 2008، صفحة 425.
36. ↑  Наседкин 2008، صفحة 409—410.
37. ↑  Наседкин 2008، صفحة 411—412.
38. ↑  Наседкин 2008، صفحة 412.
39. 1 2  Наседкин 2008، صفحة 408.
40. 1 2  Кирпотин 1986، صفحة 28.
41. ↑  Кирпотин 1986، صفحة 36.
42. ↑  Кирпотин 1986، صفحة 70.
43. ↑  Белов 1979، صفحة 50—51.
44. ↑  Карякин 1976، صفحة 16.
45. ↑  Кирпотин 1986، صفحة 83—84.
46. ↑  Белов 1979، صفحة 106.
47. ↑  Карякин 1976، صفحة 98—99.
48. ↑  Белов 1979، صفحة 60—61.
49. ↑  Наседкин 2008، صفحة 147—148.
50. ↑  Белов 1979، صفحة 61.
51. ↑  Наседкин 2008، صفحة 147.
52. ↑  Белов 1979، صفحة 62.
53. ↑  Наседкин 2008، صفحة 328.
54. 1 2  Наседкин 2008، صفحة 329.
55. 1 2  Белов 1979، صفحة 66.
56. ↑  Реизов, Борис Георгиевич (1969). "Из наблюдения за стилем Ф. М. Достоевского". Вопросы теории и истории языка. Л.: Издательство Ленинградского университета. ص. 99–101.
57. ↑  Белов 1979.
58. ↑  Белов 1979، صفحة 79.
59. 1 2  Наседкин 2008، صفحة 330.
60. ↑  Наседкин 2008، صفحة 604—605.
61. ↑  Наседкин 2008، صفحة 556.
62. ↑  Наседкин 2008، صفحة 587.
63. 1 2 3  Белов 1979، صفحة 64.
64. 1 2  Белов 1979، صفحة 69.
65. ↑  Наседкин 2008، صفحة 331.
66. ↑  Кирпотин 1986، صفحة 139.
67. ↑  Кирпотин 1986، صفحة 101.
68. 1 2  Наседкин 2008.
69. ↑  Наседкин 2008، صفحة 578.
70. ↑  Наседкин 2008، صفحة 527.
71. ↑  Кирпотин 1986، صفحة 126.
72. ↑  Кирпотин 1986، صفحة 127.
73. ↑  Кирпотин 1986، صفحة 128.
74. ↑  Наседкин 2008، صفحة 332.
75. 1 2  Наседкин 2008، صفحة 333.
76. ↑  Кирпотин 1986، صفحة 123.
77. ↑  Белов 1979، صفحة 179—180.
78. ↑  Карякин 1976، صفحة 34.
79. ↑  Карякин 1976، صفحة 24.
80. ↑  Долинина 1997، صفحة 117.
81. ↑  Наседкин 2008، صفحة 334.
82. ↑  Кирпотин 1986، صفحة 134.
83. ↑  Кирпотин 1986، صفحة 195.
84. ↑  Белов 1979، صفحة 150.
85. ↑  Кирпотин 1986، صفحة 218.
86. 1 2  Кирпотин 1986، صفحة 219.
87. ↑  Белов 1979، صفحة 175.
88. ↑  Кирпотин 1986، صفحة 206.
89. ↑  Кирпотин 1986، صفحة 207.
90. ↑  Наседкин 2008، صفحة 426.
91. 1 2  Кирпотин 1986، صفحة 222.
92. ↑  Наседкин 2008، صفحة 428.
93. ↑  Наседкин 2008، صفحة 513.
94. ↑  Лодзинский В. Э. (1992). Достоевский. Материалы и исследования العنوان مُترجم = دوستويفسكي. المواد والأبحاث (بالروسية). سان بطرسبورغ. p. 68-69 الناشر = دار العلوم للنشر (الروسية: Наука издательство).{{استشهاد بكتاب}}:  صيانة الاستشهاد: مكان بدون ناشر (link)
95. ↑  Наседкин 2008، صفحة 319.
96. ↑  Наседкин 2008، صفحة 316.
97. 1 2  Наседкин 2008، صفحة 317.
98. ↑  Белов 1979، صفحة 130.
99. ↑  Долинина 1997، صفحة 116.
100. ↑  Карякин 1976، صفحة 39.
101. ↑  Белов 1979، صفحة 85.
102. ↑  Наседкин 2008، صفحة 609.
103. 1 2  Наседкин 2008، صفحة 412—413.
104. ↑  Белов 1979، صفحة 84.
105. ↑  Белов 1979، صفحة 81.
106. ↑  Петербург 2002، صفحة 84.
107. ↑  Назиров, Ромэн Гафанович (1974). "О прототипах некоторых персонажей Достоевского". في Фридлендер Г. М (المحرر). Достоевский. Материалы и исследования. دار العلوم للنشر. ص. 207—208. {{استشهاد بكتاب}}: تجاهل المحلل النص "Назиров Р. Г" (مساعدة)
108. 1 2  Наседкин 2008، صفحة 397.
109. ↑  Белов 1979، صفحة 126.
110. ↑  Белов 1979، صفحة 128.
111. 1 2  Наседкин 2008، صفحة 396.
112. ↑  Кирпотин 1986، صفحة 258.
113. ↑  Миджиферджян Т. В (1987). "Раскольников — Свидригайлов — Порфирий Петрович: поединок сознаний". في Фридлендер Г. М (المحرر). Достоевский. Материалы и исследования. سانت بطرسبورغ: دار العلوم للنشر. ص. 77.
114. ↑  Кирпотин 1986، صفحة 260.
115. ↑  Белов 1979، صفحة 127.
116. 1 2 3 4 5 6 7 8 9 10  Сухих И. Н (2007). "Русская литература XIX века" (بالروسية). No. 1. Archived from the original on 2016-08-15. {{استشهاد بمجلة}}: الاستشهاد ب$1 يطلب |$2= (help)
117. ↑  Белов 1979، صفحة 93.
118. ↑  Белов 1979، صفحة 94.
119. ↑  Кирпотин 1986، صفحة 246.
120. ↑  Наседкин 2008، صفحة 406.
121. ↑  Наседкин 2008، صفحة 413.
122. 1 2  Наседкин 2008، صفحة 305.
123. ↑  Белов 1979، صفحة 190—191.
124. ↑  Белов 1979، صفحة 56.
125. ↑  Альтман 1975، صفحة 6—8.
126. ↑  Альтман 1975، صفحة 44.
127. ↑  Белов 1979، صفحة 57.
128. ↑  Белов 1979، صفحة 82.
129. ↑  Сараскина 2013، صفحة 23.
130. ↑  Белов 1979، صفحة 83.
131. ↑  Альтман 1975، صفحة 170.
132. ↑  Альтман 1975، صفحة 175.
133. ↑  Кирпотин 1986، صفحة 15.
134. ↑  Альтман 1975، صفحة 176—178.
135. ↑  Белов 1979، صفحة 98.
136. ↑  Петербург 2002، صفحة 251.
137. ↑  Белов 1979، صفحة 170.
138. ↑  Петербург 2002، صفحة 17.
139. ↑  Данилов В. В. (1933). "К вопросу о композиционных приёмах в «Преступлении и наказании» Достоевского" (ط. Известия АН СССР) ع. 3: 256. {{استشهاد بدورية محكمة}}: الاستشهاد بدورية محكمة يطلب |دورية محكمة= (مساعدة)صيانة الاستشهاد: التاريخ والسنة (link)
140. ↑  Белов 1979، صفحة 75.
141. ↑  Белов 1979، صفحة 136.
142. ↑  Белов 1979، صفحة 107.
143. ↑  Белов 1979، صفحة 140.
144. 1 2  Белов 1979، صفحة 109.
145. ↑  Белов 1979، صفحة 187.
146. ↑  Саруханян 1972، صفحة 167—168.
147. ↑  Купман К. А., Конечный А. М. (1976). "Наблюдения над топографией «Преступления и наказания»" (ط. Известия АН СССР) ع. 2: 184. {{استشهاد بدورية محكمة}}: الاستشهاد بدورية محكمة يطلب |دورية محكمة= (مساعدة)صيانة الاستشهاد: التاريخ والسنة (link)
148. ↑  Альтман 1975، صفحة 198.
149. ↑  Саруханян 1972، صفحة 180.
150. ↑  Гроссман, Леонид Петрович (1962). Достоевский. М.: Молодая гвардия. ص. 69.
151. ↑  Анциферов, Николай Павлович (1923). Петербург Достоевского. Пб: Брокгауз — Ефрон. ص. 94.
152. ↑  Саруханян 1972، صفحة 169.
153. ↑  Саруханян 1972، صفحة 170.
154. ↑  Петербург 2002، صفحة 249.
155. ↑  Dauner L. (1958). "Raskolnikov in Search of a Soul" (ط. Modern Fiction Studies) ع. 4: 200–201. {{استشهاد بدورية محكمة}}: الاستشهاد بدورية محكمة يطلب |دورية محكمة= (مساعدة)صيانة الاستشهاد: التاريخ والسنة (link)
156. ↑  Лихачёв, Дмитрий Сергеевич (1971). "В поисках выражения реального" (ط. Вопросы литературы) ع. 11: 177. {{استشهاد بدورية محكمة}}: الاستشهاد بدورية محكمة يطلب |دورية محكمة= (مساعدة)صيانة الاستشهاد: التاريخ والسنة (link)
157. ↑  Саруханян 1972، صفحة 183.
158. ↑  Лихачёв Д. С., Белов С. В. (1976). "Там, где жил Достоевский" (ط. Литературная газета) ع. 30. {{استشهاد بدورية محكمة}}: الاستشهاد بدورية محكمة يطلب |دورية محكمة= (مساعدة)صيانة الاستشهاد: التاريخ والسنة (link)
159. ↑  Белов 1979، صفحة 53.
160. ↑  Анциферов Н. П. (1923). Петербург Достоевского. Пб: Брокгауз — Ефрон. ص. 99.
161. ↑  Саруханян 1972، صفحة 188.
162. ↑  Данилов В. В. (1933). "К вопросу о композиционных приёмах в «Преступлении и наказании» Достоевского" (ط. Известия АН СССР) ع. 3: 249–250. {{استشهاد بدورية محكمة}}: الاستشهاد بدورية محكمة يطلب |دورية محكمة= (مساعدة)صيانة الاستشهاد: التاريخ والسنة (link)
163. ↑  Кожинов 1971، صفحة 121.
164. ↑  Белов 1979، صفحة 91.
165. ↑  Белов 1979، صفحة 134.
166. ↑  Белов 1979، صفحة 168.
167. ↑  Белов 1979، صفحة 219.
168. ↑  Карякин 1976، صفحة 25.
169. ↑  Евнин Ф. И. (1959). "Роман «Преступление и наказание»". Творчество Ф. М. Достоевского. Сборник статей. М.: Издательство АН СССР. ص. 153.
170. ↑  Белов 1979، صفحة 156.
171. ↑  Кирпотин 1986، صفحة 69.
172. 1 2  Белов 1979، صفحة 157.
173. ↑  Карякин 1976، صفحة 99.
174. ↑  Карякин 1976، صفحة 68.
175. ↑  Карякин 1976، صفحة 75.
176. 1 2  Кирпотин 1986، صفحة 396.
177. ↑  Белов 1979، صفحة 231.
178. ↑  Белов 1979، صفحة 224—225.
179. 1 2  Белов 1979، صفحة 226.
180. ↑  Белов 1979، صفحة 229—230.
181. ↑  Соколов 2007، صفحة 65.
182. ↑  Коган 1973، صفحة 322.
183. ↑  Соколов 2007.
184. ↑  Соколов 2007، صفحة 75—76.
185. ↑  Карякин 1976.
186. 1 2  Коган 1973، صفحة 349.
187. ↑  Коган 1973، صفحة 345.
188. 1 2  Коган 1973، صفحة 346.
189. ↑  "Елисеев Г. З.: О романе «Преступление и наказание»". dostoevskiy-lit.ru. مؤرشف من الأصل في 2020-06-25. اطلع عليه بتاريخ 2020-06-24.
190. ↑  Коган 1973، صفحة 347.
191. ↑  Коган 1973، صفحة 348.
192. ↑  Коган 1973، صفحة 353.
193. 1 2  Davydov (1982), 162–163
194. ↑  "On the Structure of Crime and Punishment, " in: PMLA, March 1959, vol. LXXIV, No. 1, p. 132–133.
195. ↑  Church (1983), 103
196. ↑  ميخائيل باختين, for instance, regards the Epilogue a blemish on the book (Wellek [1980], 33).
197. ↑  Cassedy (1982), 171
198. ↑  Cassedy (1982), 187
199. ↑  Morris (1984), 28
* Peace (2005), 86
* Stanton–Hardy (1999), 8
200. ↑  Monas, Sidney, "Afterword: The Dream of the Suffering Horse," from his translation
201. ↑  Dostoyevsky, Fyodor. Crime and punishment. Toronto: Bantam Books, 1987. Print.
202. ↑  Frank (1995), 100
203. ↑  Donald Fanger believes that "Crime and Punishment did nothing by continue the polemic, incarnating the tragedy of nihilism in Raskolnikov and caricaturing it in Lebezyatnikov and, partially, in Luzhin" .(Fanger [2006], 21 – see also Frank [1995], 60; Ozick [1997], 114؛ Sergeyef [1998], 26). "نسخة مؤرشفة". مؤرشف من الأصل في 2014-05-01. اطلع عليه بتاريخ 2018-06-03.{{استشهاد ويب}}:  صيانة الاستشهاد: BOT: original URL status unknown (link)
204. ↑  Frank (1995), 100–101
* Hudspith (2003), 95
205. ↑  Pisarev had sketched the outlines of a new proto-فريدريك نيتشه hero (Frank [1995], 100–101; Frank [2002], 11).
206. ↑  Frank (1995), 101
207. 1 2  Frank (1995), 104
208. ↑  Frank (1995), 107
* Sergeyef (1998), 26
209. ↑  Wasiolek (2005), 55
210. ↑  فلاديمير سولوفيوف (فيلسوف) quoted by McDuff (2002), xiii–xiv
* Peace (2005), 75–76
211. ↑    - McDuff (2002), xxx:"It is the persistent tracing of this theme of a 'Russian sickness' of spiritual origin and its cure throughout the book that justify the author's characterization of it as an 'Orthodox novel'."
* Wasiolek (2005), 56–57
212. ↑  Фридлендер2 1964، صفحة 146—147.
213. ↑  Белов 1979، صفحة 124.
214. ↑  Фридлендер2 1964، صفحة 147.
215. ↑  Альми 1991، صفحة 66—67.
216. 1 2  Альми 1991، صفحة 69.
217. ↑  Фридлендер3 1987، صفحة 5.
218. ↑  Фридлендер3 1987، صفحة 8.
219. ↑  Ермакова 1990، صفحة 28.
220. ↑  Ермакова 1990، صفحة 29.
221. ↑  Белов 1979، صفحة 115.
222. ↑  Кирпотин 1986، صفحة 43.
223. ↑  Кирпотин 1986، صفحة 45.
224. ↑  Белов 1979، صفحة 97.
225. ↑  Туниманов 1978، صفحة 92—93.
226. ↑  Туниманов 1978، صفحة 101.
227. ↑  Фридлендер 1979، صفحة 19.
228. ↑  Левин 1974، صفحة 110.
229. ↑  Кирпотин 1986، صفحة 83.
230. ↑  Кирпотин 1986.
231. ↑  Коган 1973، صفحة 344.
232. ↑  Фридлендер Г. М. (1973). "Послесловие". Ф. М. Достоевский. Полное собрание сочинений в тридцати томах. Ленинград: Наука (издательство). ص. 343.
233. ↑  Фридлендер 1979، صفحة 154.
234. ↑  Кирпотин 1986، صفحة 155.
235. ↑  Боград 2010، صفحة 94.
236. ↑  Боград 2010، صفحة 95.
237. ↑  Юткевич 1987، صفحة 99.
238. ↑  "Преступление и наказание (1909, реж. В. Гончаров)". Достоевский. Антология жизни и творчества. مؤرشف من الأصل في 2016-08-09. اطلع عليه بتاريخ 2016-07-07.
239. ↑  Мацкин А. П. (1977). Орленев. М.: Искусство. ص. 336.
240. ↑  Юткевич 1987، صفحة 49.
241. ↑  Юткевич 1987، صفحة 504.
242. ↑  Юткевич 1987، صفحة 241.
243. ↑  Юткевич 1987، صفحة 77.
244. ↑  Юткевич 1987، صفحة 306.
245. ↑  "Преступление и наказание". Энциклопедия отечественного кино под редакцией Любови Аркус. مؤرشف من الأصل في 2016-10-05. اطلع عليه بتاريخ 2016-07-07.
246. ↑  "Лев Кулиджанов". Энциклопедия отечественного кино под редакцией Любови Аркус. مؤرشف من الأصل في 2016-10-05. اطلع عليه بتاريخ 2016-07-07.
247. ↑  "Георгий Тараторкин". Энциклопедия отечественного кино под редакцией Любови Аркус. مؤرشف من الأصل في 2016-10-04. اطلع عليه بتاريخ 2016-07-07.
248. ↑  "Тихие страницы". Энциклопедия отечественного кино под редакцией Любови Аркус. مؤرشف من الأصل في 2016-12-21. اطلع عليه بتاريخ 2016-12-12.
249. ↑  "Преступление и наказание". Энциклопедия отечественного кино под редакцией Любови Аркус. مؤرشف من الأصل في 2016-10-05. اطلع عليه بتاريخ 2016-07-07.
250. ↑  Сараскина 2010، صفحة 459.
251. ↑  Сараскина 2010، صفحة 461.

### المعلومات الكاملة للمراجع
اللغة الإنكليزية 
- Bourgeois، Patrick Lyall (1996). "Dostoevsky and Existentialism: An Experiment in Hermeunetics". في Mc Bride، William Leon (المحرر). Existentialist Background. تايلور وفرانسيس. ISBN:0-8153-2492-8. مؤرشف من الأصل في 2020-12-09.
- Cassedy، Steven (1982). "The Formal Problem of the Epilogue in Crime and Punishment: The Logic of Tragic and Christian Structures". Dostoevsky Centenary Conference at the University of Nottingham. International Dostoevsky Society. ج. 3. مؤرشف من الأصل في 2 أكتوبر 2013.
- Church، Margaret (1983). "Dostoevsky's Crime and Punishment and Kafka's The Trial". Structure and Theme – Don Quixote to James Joyce. Ohio State University Press. ISBN:0-8142-0348-5. مؤرشف من الأصل في 2020-12-09.
- Davydov، Sergei (1982). "Dostoevsky and Nabokov: The Morality of Structure in Crime and Punishment and Despair". Dostoevsky Centenary Conference at the University of Nottingham. International Dostoevsky Society. ج. 3. مؤرشف من الأصل في 20 يونيو 2014.
- Frank، Joseph (1994). "The Making of Crime and Punishment". في Polhemus، Robert M.؛ Henkle، Roger B. (المحررون). Critical Reconstructions: The Relationship of Fiction and Life. Stanford University Press. ISBN:0-8047-2243-9. مؤرشف من الأصل في 2020-12-09.
- Frank، Joseph (2002). "Introduction". Dostoevsky: The Mantle of the Prophet, 1871–1881. Princeton University Press. ISBN:0-691-11569-9. مؤرشف من الأصل في 2020-12-09.
- Gill، Richard (1982). "The Bridges of St. Petesburg: a Motive in Crime and Punishment". Dostoevsky Centenary Conference at the University of Nottingham. International Dostoevsky Society. ج. 3. مؤرشف من الأصل في 19 سبتمبر 2008.
- Frank، Joseph (1995). Dostoevsky: The Miraculous Years, 1865–1871. دار نشر جامعة برنستون. ISBN:0-691-01587-2. مؤرشف من الأصل في 2022-08-07. Katkov, Crime and Punishment.
- Hardy، James D. Jr.؛ Stanton, Leonard J. (1999). "Introduction". Crime and Punishment by Fyodor Dostoyevsky. Signet Classic. ISBN:0-451-52723-2. مؤرشف من الأصل في 2020-12-09.
- Hudspith، Sarah (2003). "Dostoevsky's Dramatization of Slavophile Themes". Dostoevsky and the Idea of Russianness. روتليدج. ISBN:0-415-30489-X. مؤرشف من الأصل في 2020-12-09.
- Jahn، Gary R. "Dostoevsky's Life and Career, 1865–1881". جامعة منيسوتا. مؤرشف من الأصل في 2016-04-11. اطلع عليه بتاريخ 2008-08-24.
- McDuff، David (2002). "Introduction". Fyodor M. Dostoevsky's Crime and Punishment. Penguin Classics. ISBN:0-14-044913-2. مؤرشف من الأصل في 2020-12-09.
- Miller، Robin Feuer (2007). "Crime and Punishment in the Classroom". Dostoevsky's Unfinished Journey. مطبعة جامعة ييل. ISBN:978-0-300-12015-8. مؤرشف من الأصل في 2020-12-07.
- Morris، Virginia B. (1984). "Style". Fyodor M. Dostoevsky's Crime and Punishment. Barron's Educational Series. ISBN:0-8120-3409-0. مؤرشف من الأصل في 2020-12-09.
- Ozick، Cynthia (24 فبراير 1997). "Dostoyevsky's Unabomber". The New Yorker: 114. مؤرشف من الأصل في 2014-05-01. اطلع عليه بتاريخ 2008-08-17.
- Peace، Richard Arthur (2006). Fyodor Dostoevsky's Crime and Punishment: A Casebook. دار نشر جامعة أكسفورد. ISBN:0-19-517562-X. مؤرشف من الأصل في 2020-12-09.:
  - Peace, Richard. "Introduction". Peace, 1–16.
  - Fanger, Donald. "Apogee: Crime and Punishment". Peace, 17–35.
  - Lindenmeyr, Adele. "Raskolnikov's City and the Napoleonic Plan". Peace, 37–49.
  - Wasiolek, Edward. "Raskolnikov's City and the Napoleonic Plan". Peace, 51–74.
  - Peace, Richard. "Motive and Symbol". Peace, 75–101.
- Rosenshield، Gary (1978). Crime and Punishment: The Techniques of the Omniscient Author. Peter de Ridder Press. ISBN:90-316-0104-7. مؤرشف من الأصل في 2020-12-09.
- Sergeyev، Victor M. (1998). "Moral Practices and the Law". The Wild East: Crime and Lawlessness in Post-communist Russia. M.E. Sharpe. ISBN:0-7656-0231-8. مؤرشف من الأصل في 2020-12-09.
- Simmons، Ernest J. (2007). "In the Author's Laboratory". Dostoevsky – The Making of a Novelist. Read Books. ISBN:978-1-4067-6362-1. مؤرشف من الأصل في 2020-12-09.
- Rosenshield، Gary (Winter 1973). "First- Versus Third-Person Narration in Crime and Punishment". The Slavic and East European Journal. ج. 17 ع. 4: 399–407. DOI:10.2307/305635. JSTOR:305635.
- Wellek، René (1980). "Bakhtin's view of Dostoevsky: 'Polyphony' and 'Carnivalesque'". Dostoevsky Studies – Form and Structure. International Dostoevsky Society. ج. 1. مؤرشف من الأصل في 2 أكتوبر 2013.

اللغة الروسية
- Альми И. Л. (1991). Редактор Г. М. Фридлендер (ed.). Достоевский. Материалы и исследования (بالروسية). Наука (издательство). p. 66—75.
- Альтман М. С (1975). Достоевский. По вехам имён (بالروسية). Саратов. {{استشهاد بكتاب}}: تجاهل المحلل النص "Саратовского университета" (help)صيانة الاستشهاد: مكان بدون ناشر (link)
- Бахтин М. М (1994). Проблемы творчества поэтики Достоевского (بالروسية). Киев. ISBN:5-88316-018-X. {{استشهاد بكتاب}}: تأكد من صحة |isbn= القيمة: checksum (help) and تجاهل المحلل الوسيط |دار النشر= لأنه غير معروف (help)صيانة الاستشهاد: مكان بدون ناشر (link)
- Белов С. В (1979). Роман Ф. М. Достоевского «Преступление и наказание» (بالروسية). {{استشهاد بكتاب}}: تجاهل المحلل الوسيط |دار النشر= لأنه غير معروف (help)
- Белов С. В (2002). Петербург Достоевского (بالروسية). سانت بطرسبورغ. ISBN:5-89329-513-7. {{استشهاد بكتاب}}: تجاهل المحلل الوسيط |دار النشر= لأنه غير معروف (help)صيانة الاستشهاد: مكان بدون ناشر (link)
- Боград Г (2010). Достоевский. Материалы и исследования (بالروسية). سانت بطرسبورغ. Vol. Оказал ли влияние Эдгар По на творчество. p. 87-98. {{استشهاد بكتاب}}: تجاهل المحلل الوسيط |دار النشر= لأنه غير معروف (help)صيانة الاستشهاد: مكان بدون ناشر (link)
- Долинина Н. Г (1997). Предисловие к Достоевскому (بالروسية). سانت بطرسبورغ. ISBN:5-8452-0162-4. {{استشهاد بكتاب}}: تجاهل المحلل الوسيط |دار النشر= لأنه غير معروف (help)صيانة الاستشهاد: مكان بدون ناشر (link)
- Б. Г. Реизов, ed. (1978). Достоевский в зарубежных литературах (بالروسية). {{استشهاد بكتاب}}: تجاهل المحلل الوسيط |دار النشر= لأنه غير معروف (help)
- А. А. Нинов, ed. (1983). Достоевский и театр. Сборник статей (بالروسية). {{استشهاد بكتاب}}: تجاهل المحلل الوسيط |دار النشر= لأنه غير معروف (help)
- Н. Н. Наседкин, ed. (2008). Достоевский. Энциклопедия (بالروسية). ISBN:978-5-699-21068-8. Archived from the original on 2021-01-30. {{استشهاد بكتاب}}: تجاهل المحلل الوسيط |دار النشر= لأنه غير معروف (help)
- Ермакова М. Я (1990). Традиции Достоевского в русской прозе (بالروسية). ISBN:5-09-001193-1. {{استشهاد بكتاب}}: تجاهل المحلل الوسيط |دار النشر= لأنه غير معروف (help)
- Иванчикова Е. А (2001). "Автор и его герои в повествовательной структуре «Преступления и наказания»". Достоевский. Материалы и исследования (بالروسية). سانت بطرسبورغ. p. 118-136. ISBN:5-02-028507-2. {{استشهاد بكتاب}}: تجاهل المحلل الوسيط |دار النشر= لأنه غير معروف (help)صيانة الاستشهاد: مكان بدون ناشر (link)
- Карякин Ю. Ф (1976). Самообман Раскольникова (بالروسية). {{استشهاد بكتاب}}: تجاهل المحلل الوسيط |دار النشر= لأنه غير معروف (help)
- С. И. Юткевич, ed. (1987). Кино. Энциклопедический словарь (بالروسية). {{استشهاد بكتاب}}: تجاهل المحلل الوسيط |دار النشر= لأنه غير معروف (help)
- Кирпотин В. Я. Разочарование и крушение Родиона Раскольникова (بالروسية). {{استشهاد بكتاب}}: تجاهل المحلل الوسيط |دار النشر= لأنه غير معروف (help)
- Кожинов В. В (1971). "«Преступление и наказание» Достоевского". Три шедевра русской классики (بالروسية). p. 107-186. {{استشهاد بكتاب}}: تجاهل المحلل الوسيط |دار النشر= لأنه غير معروف (help)
- Левин Ю. Д. (1974). "Достоевский и Шекспир". In Г. М. Фридлендер (ed.). Достоевский. Материалы и исследования (بالروسية). p. 108-134. {{استشهاد بكتاب}}: تجاهل المحلل الوسيط |دار النشر= لأنه غير معروف (help)
- Опульская Л. Д،Григорьев А. Л (1970). "История создания романа. Роман Достоевского «Преступление и наказание» за рубежом". Достоевский Ф. М. «Преступление и наказание» (بالروسية). p. 681-733. {{استشهاد بكتاب}}: تجاهل المحلل الوسيط |دار النشر= لأنه غير معروف (help)
- Опульская Л. Д،Коган Г. Ф،Григорьев А. Л،Фридлендер Г. М (1973). "Примечания". In В. В. Виноградов (ed.). Ф. М. Достоевский. Полное собрание сочинений в 30 томах (بالروسية). p. 299—412. {{استشهاد بكتاب}}: تجاهل المحلل الوسيط |دار النشر= لأنه غير معروف (help)
- Сараскина Л. И (2013). Достоевский (بالروسية). ISBN:987-5-235-03595-9. {{استشهاد بكتاب}}: تأكد من صحة |isbn= القيمة: بادئة غير صالحة (help) and تجاهل المحلل الوسيط |دار النشر= لأنه غير معروف (help)
- Сараскина Л. И (2010). Испытание будущим. Ф. М. Достоевский как участник современной культуры (بالروسية). ISBN:978-5-89826-322-5. {{استشهاد بكتاب}}: تجاهل المحلل الوسيط |دار النشر= لأنه غير معروف (help)
- Саруханян Е. П (1972). Достоевский в Петербурге (بالروسية). {{استشهاد بكتاب}}: تجاهل المحلل الوسيط |دار النشر= لأنه غير معروف (help)
- Соколов Б. В (2007). Расшифрованный Достоевский (بالروسية). ISBN:978-5-699-21498-3. {{استشهاد بكتاب}}: تجاهل المحلل الوسيط |دار النشر= لأنه غير معروف (help)
- Туниманов В. А (1978). "Достоевский и Салтыков-Щедрин". In Г. М. Фридлендер (ed.). Достоевский. Материалы и исследования (بالروسية). p. 92—113. {{استشهاد بكتاب}}: تجاهل المحلل الوسيط |دار النشر= لأنه غير معروف (help)
- Фридлендер Г. М (1978). "Достоевский и Гоголь". In Г. М. Фридлендер (ed.). Достоевский. Материалы и исследования (بالروسية). p. 3—21. {{استشهاد بكتاب}}: تجاهل المحلل الوسيط |دار النشر= لأنه غير معروف (help)
- Фридлендер Г. М (1979). Достоевский и мировая литература (بالروسية). {{استشهاد بكتاب}}: تجاهل المحلل الوسيط |دار النشر= لأنه غير معروف (help)
- Фридлендер Г. М (1964). Реализм Достоевского (بالروسية). {{استشهاد بكتاب}}: تجاهل المحلل الوسيط |دار النشر= لأنه غير معروف (help)

## روابط خارجية
(الأصل)]
- الجريمة والعقاب على موقع الموسوعة البريطانية (الإنجليزية)

نقد
- دراسة لجامعة مينيسوتا
- نص وتحليل في بيبلومانيا

نصوص
- كتاب مجاني: الجريمة والعقاب على مشروع غوتنبرغ
- محرك بحث لنص الرواية
- النص كاملا
- كتاب إلكتروني ثنائي اللغة – الجريمة والعقاب النص بالروسية والإنجليزية جنبا إلى جنب .
- النص كاملا بالروسية الأصلية (بالروسية)
- ملف صوتي للرواية.

خرائط
- خريطة الجريمة والعقاب

مراجعات
- كتاب مراجعة لرواية الجريمة والعقاب .
- كتاب مراجعة للرواية
- كتاب مراجعة – الجريمة والعقاب